# Liste der Biografien/Ross
Liste der Biografien |
Portal Biografien |
Personensuche
# |
A |
B |
C |
D |
E |
F |
G |
H |
I |
J |
K |
L |
M |
N |
O |
P |
Q |
R |
S |
T |
U |
V |
W |
X |
Y |
Z |
?
 
Ra |
Rb |
Rd |
Re |
Rh |
Ri |
Rj |
Rk |
Rl |
Rm |
Rn |
Ro |
Rr |
Rs |
Rt |
Ru |
Rv |
Rw |
Rx |
Ry |
Rz
 
Roa |
Rob |
Roc |
Rod |
Roe |
Rof |
Rog |
Roh |
Roi |
Roj |
Rok |
Rol |
Rom |
Ron |
Roo |
Rop |
Roq |
Ror |
Ros |
Rot |
Rou |
Rov |
Row |
Rox |
Roy |
Roz 
 
Rosa |
Rosb |
Rosc |
Rosd |
Rose |
Rosh |
Rosi |
Rosj |
Rosk |
Rosl |
Rosm |
Rosn |
Roso |
Rosp |
Rosq |
Ross |
Rost |
Rosu |
Rosv |
Rosw |
Rosy |
Rosz 
Die Liste der Biografien führt alle Personen auf, die in der deutschsprachigen Wikipedia einen Artikel haben. Dieses ist eine Teilliste mit 1044 Einträgen von Personen, deren Namen mit den Buchstaben „Ross“ beginnt.

## Ross

### Ross M
- Ross Mix, Daniel (* 1975), costa-ricanischer Schauspieler, Filmproduzent und Dokumentarfilmer

### Ross, A – Ross, Y

#### Ross, A
- Ross, Abby (* 1997), kanadische Schauspielerin
- Ross, Adam (* 1967), US-amerikanischer Journalist und Schriftsteller
- Ross, Adelaide (1896–1993), englische Schriftstellerin
- Ross, Alex (* 1968), US-amerikanischer Musikkritiker
- Ross, Alex (* 1970), US-amerikanischer Comic-Zeichner
- Ross, Alexander (1699–1784), schottischer Dichter
- Ross, Alexander (1783–1856), kanadischer Pelzhändler und Entdecker
- Ross, Alf (1899–1979), dänischer Rechtsphilosoph und Jurist
- Roß, Alina (* 2000), deutsche Voltigiererin
- Ross, Angelica (* 1980), US-amerikanische Geschäftsfrau, Schauspielerin und Transgender-AktivistinAngelica Ross (* 1980)

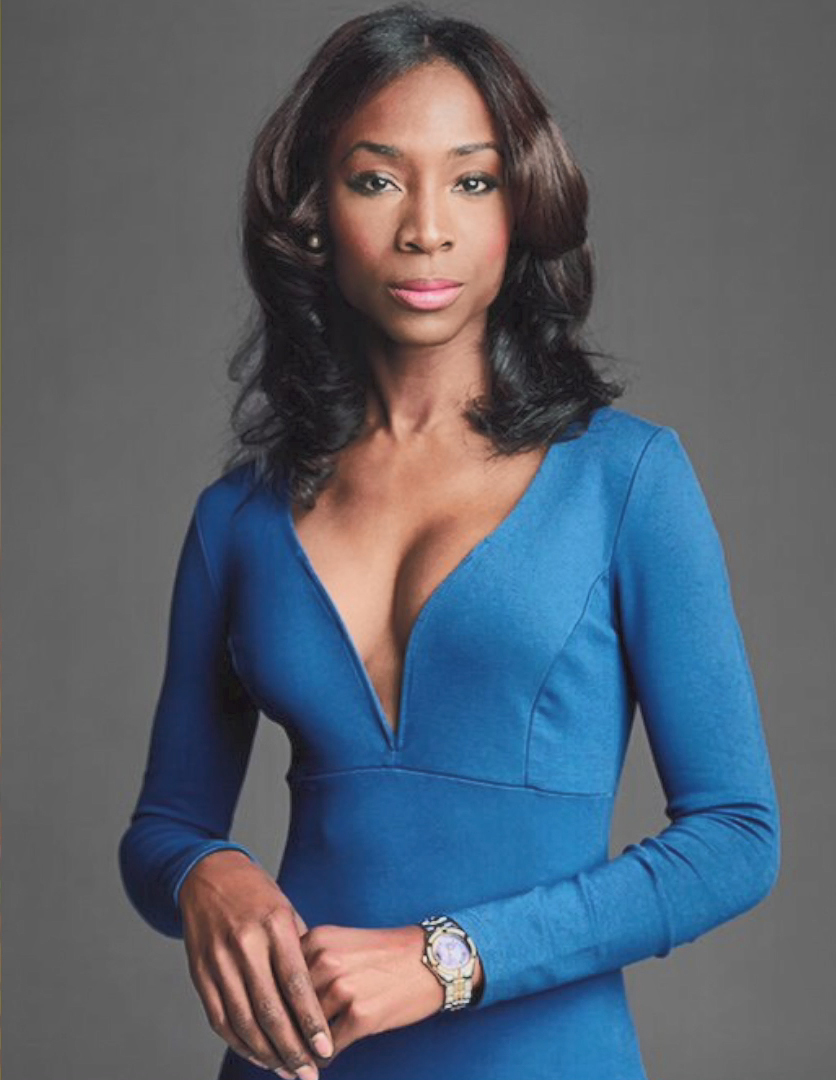
Angelica Ross (* 1980)

- Ross, Angelo (1911–1989), US-amerikanischer Filmeditor
- Ross, Anne (* 1985), deutsche Sängerin
- Ross, Annie (1930–2020), amerikanische Jazzsängerin und Schauspielerin britischer Herkunft
- Ross, Anthony (1909–1955), US-amerikanischer Schauspieler
- Ross, April (* 1982), US-amerikanische Beachvolleyballspielerin
- Roß, Arne (* 1966), deutscher Schriftsteller
- Ross, Arnold (1906–2002), US-amerikanischer Mathematiker
- Ross, Arnold (1921–2000), US-amerikanischer Jazz-Pianist des Swing und Modern Jazz
- Ross, Art (1886–1964), kanadischer Eishockeytrainer
- Ross, Arthur A. (1920–2008), US-amerikanischer Drehbuchautor
- Ross, Ashleigh (* 1999), australische Schauspielerin, Tänzerin und Model
- Ross, Atticus (* 1968), britischer Komponist, Musiker und ProduzentAtticus Ross (* 1968)

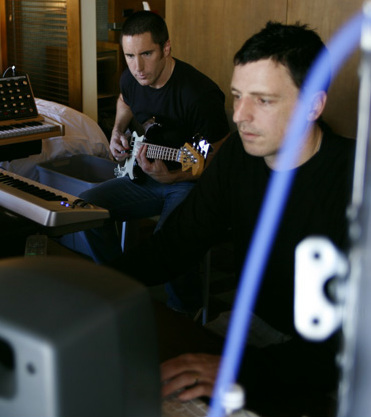
Atticus Ross (* 1968)

#### Ross, B
- Ross, Barney (1909–1967), US-amerikanischer Boxer
- Roß, Bernhard (1865–1919), deutscher Architekt und Hochschullehrer
- Ross, Beth (* 1996), neuseeländische Ruderin
- Ross, Betsy (1752–1836), nähte angeblich die erste Flagge der Vereinigten Staaten
- Ross, Blake (* 1985), US-amerikanischer Softwareentwickler
- Ross, Bob (1942–1995), US-amerikanischer Maler und Fernsehmoderator
- Ross, Bob (* 1954), britischer Hornist, Dirigent und Entertainer
- Ross, Brad (* 1992), deutsch-kanadischer Eishockeyspieler
- Ross, Brandon (* 1955), US-amerikanischer Jazzmusiker (Gitarre)
- Ross, Brian, US-amerikanischer Fernsehjournalist
- Ross, Browning (1924–1998), US-amerikanischer Mittelstrecken-, Langstrecken- und Hindernisläufer

#### Ross, C
- Ross, C. Ben (1876–1946), US-amerikanischer Politiker
- Ross, Caleb (* 1981), neuseeländischer Schauspieler
- Ross, Carlo (1928–2004), deutscher Schriftsteller
- Ross, Carlos (* 1990), chilenischer Fußballspieler
- Roß, Charles (1816–1858), deutscher Maler
- Ross, Charles N. (1842–1923), US-amerikanischer Bankier und Politiker
- Ross, Charlotte (* 1968), US-amerikanische SchauspielerinCharlotte Ross (* 1968)

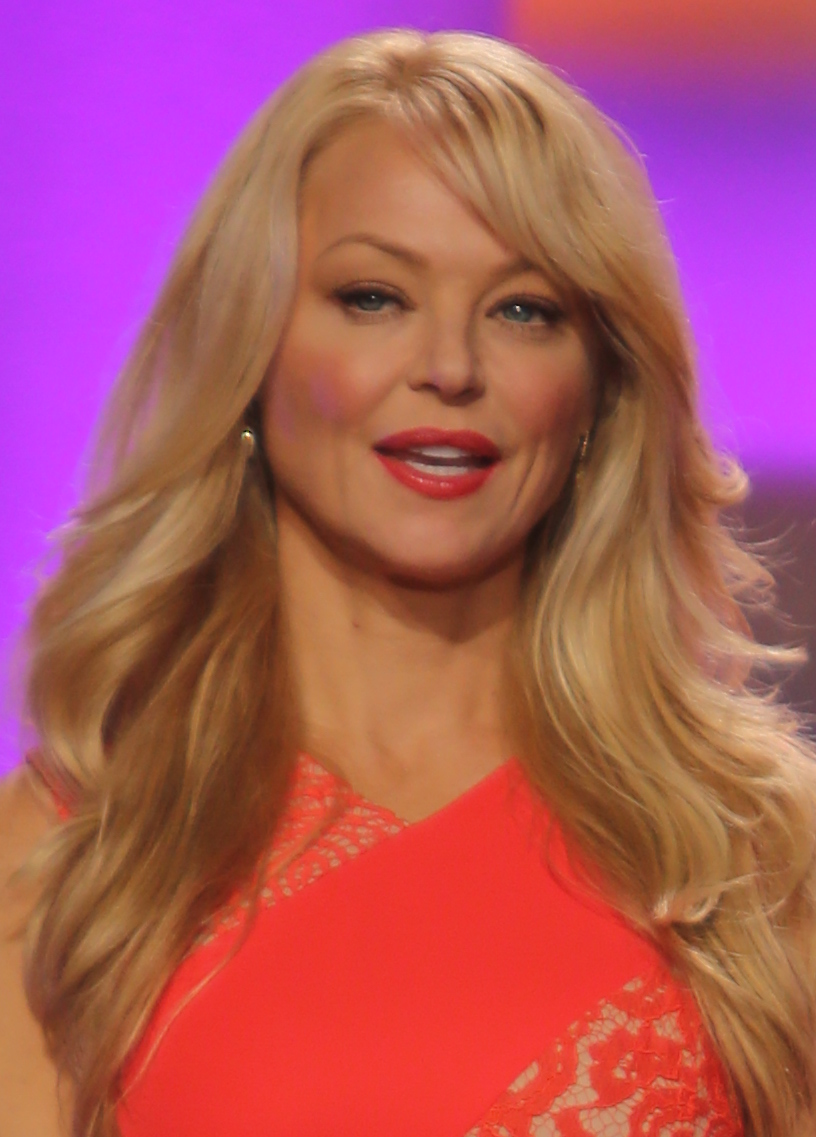
Charlotte Ross (* 1968)

- Ross, Chelcie (* 1942), US-amerikanischer Schauspieler
- Ross, Chris (1933–2013), schottischer Snookerspieler
- Ross, Christopher (1931–2023), US-amerikanischer Designer und Sammler
- Ross, Christopher W. S. (* 1943), US-amerikanischer Diplomat
- Ross, Clarence (1923–2008), US-amerikanischer Bodybuilder
- Ross, Clark (* 1957), kanadischer Komponist, Gitarrist und Musikpädagoge
- Ross, Clifford (* 1952), US-amerikanischer Fotograf, Fotokünstler und Maler
- Ross, Cody (* 1980), US-amerikanischer Baseballspieler
- Ross, Colin (1885–1945), österreichischer Journalist und Reiseschriftsteller
- Ross, Colin A. (* 1952), kanadischer Psychiater
- Ross, Craig, US-amerikanischer GitarristCraig Ross

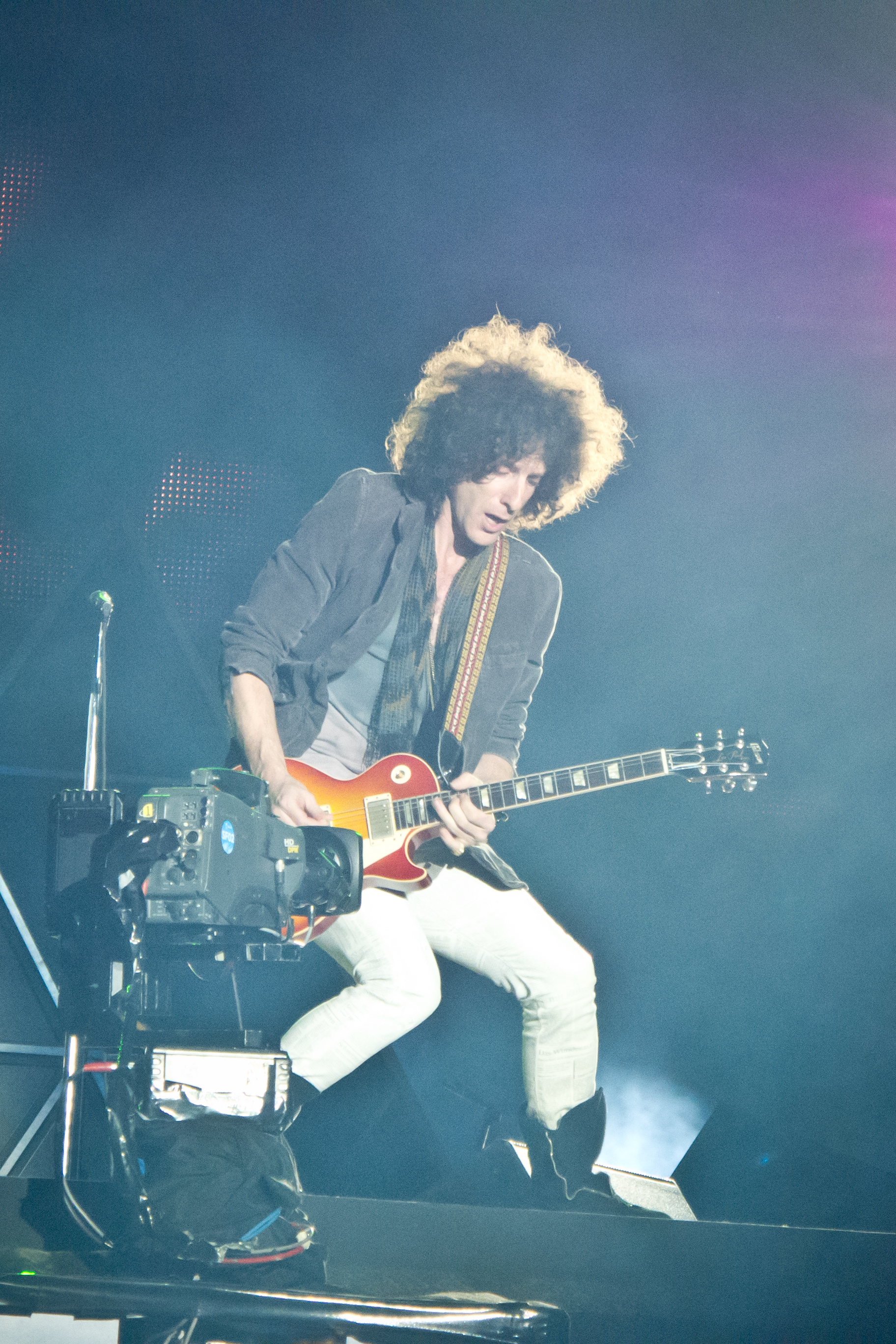
Craig Ross

#### Ross, D
- Ross, Dan (1957–2006), US-amerikanischer American-Football-Spieler
- Roß, Daniel (1840–1899), Hamburger Kaufmann und Abgeordneter
- Ross, Danny († 1995), US-amerikanischer Country-Musiker und Labelbesitzer
- Ross, David (1755–1800), US-amerikanischer Politiker
- Ross, David (1902–1984), australischer Diplomat, Offizier und Luftverkehrsexperte
- Ross, Deborah K. (* 1963), US-amerikanische Politikerin der Demokratischen Partei
- Ross, Dennis (* 1948), US-amerikanischer Diplomat
- Ross, Dennis A. (* 1959), US-amerikanischer Politiker (Republikanische Partei)
- Ross, Diana (* 1944), US-amerikanische SängerinDiana Ross (* 1944)

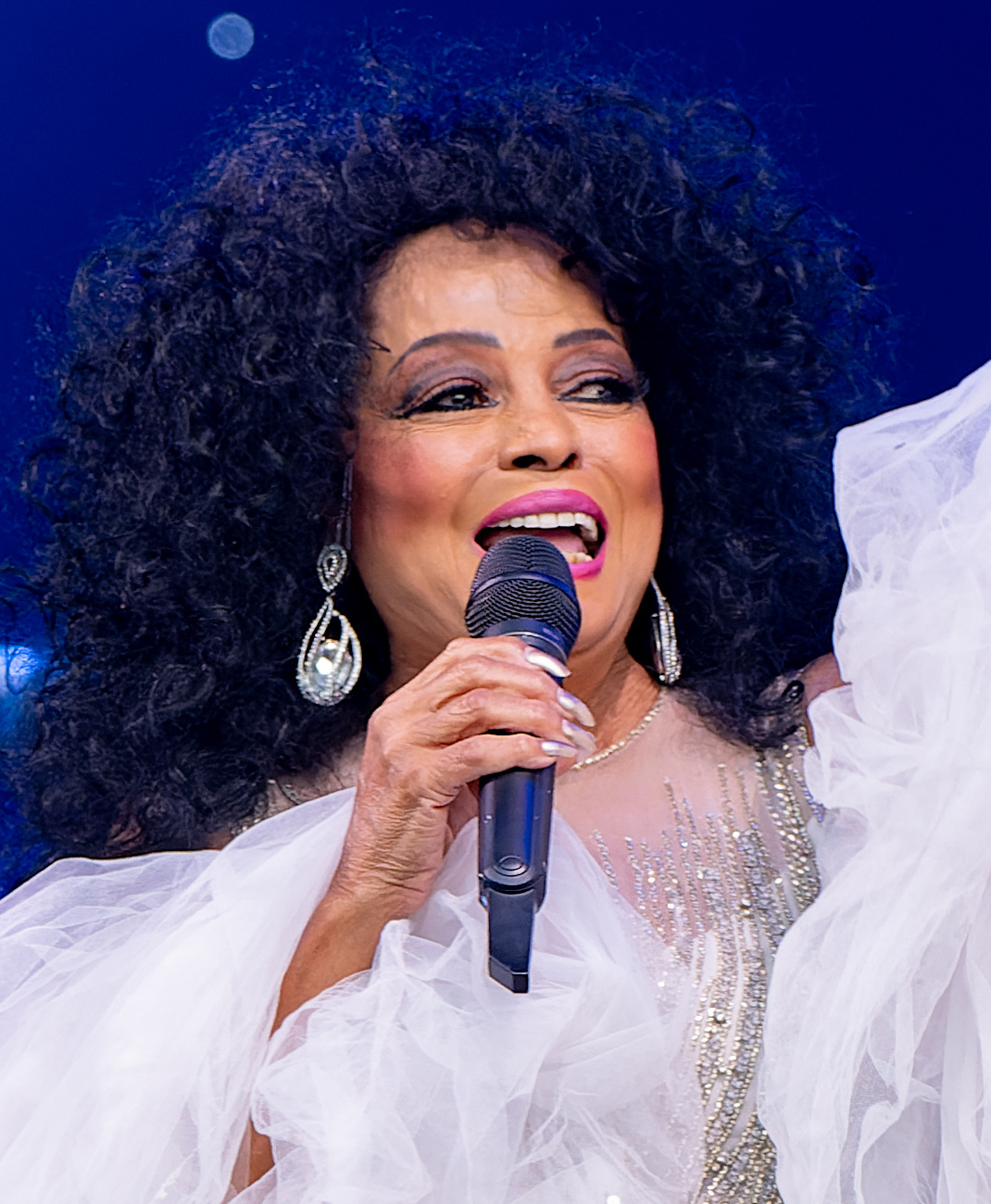
Diana Ross (* 1944)

- Röß, Dieter (* 1932), deutscher Physiker und Wirtschaftsmanager
- Roß, Dieter (1936–2022), deutscher Kommunikationswissenschaftler
- Ross, Doc, US-amerikanischer Jazz-Musiker
- Ross, Doctor (1925–1993), US-amerikanischer Bluessänger, -gitarrist und -mundharmonikaspieler
- Ross, Don (* 1960), kanadischer Komponist und Gitarrist
- Ross, Donald (1872–1948), schottischer Golfarchitekt
- Ross, Donald, schottischer Badmintonspieler
- Ross, Donaldo (1904–1972), uruguayischer Fußballspieler und -trainer
- Ross, Douglas (1951–2022), US-amerikanischer Eishockeyspieler und -trainer
- Ross, Duane (* 1972), US-amerikanischer Leichtathlet

#### Ross, E
- Ross, Earl (1941–2014), kanadischer NASCAR-Fahrer
- Ross, Eberhard (* 1959), deutscher Maler und Zeichner
- Roß, Edgar Daniel (1807–1885), deutscher Kaufmann und Politiker (LRP), MdHB, MdR
- Ross, Edmund Gibson (1826–1907), US-amerikanischer Politiker
- Ross, Edward Alsworth (1866–1951), US-amerikanischer Soziologe
- Ross, Edward Denison (1871–1940), britischer Orientalist
- Ross, Elbridge (1909–1980), US-amerikanischer Eishockeyspieler
- Ross, Elizabeth Ness MacBean (1878–1915), schottische Ärztin
- Roß, Emil (1884–1943), deutscher Politiker (Zentrum), MdR
- Roß, Erhard (1877–1945), deutscher Historiker und Lehrer
- Ross, Eric F. (1911–2010), deutschamerikanischer Unternehmer und Mäzen
- Ross, Ernie (1942–2021), schottischer Politiker
- Ross, Erwin (1926–2010), deutscher Maler
- Ross, Ethan (* 2001), schottischer Fußballspieler

#### Ross, F
- Ross, Finn (* 1982), britischer Videodesigner
- Ross, Fiona (* 1954), britische Schriftgestalterin
- Ross, Florian (* 1972), deutscher Komponist und Jazz-Pianist
- Ross, Forrestina Elizabeth (1860–1936), neuseeländische Journalistin, Lehrerin und Bergsteigerin
- Ross, Fran (1935–1985), US-amerikanische Schriftstellerin
- Ross, Frances M. (* 1964), Physikerin
- Ross, Francis (* 1998), schottischer Fußballspieler
- Ross, Frank (1904–1990), US-amerikanischer Filmproduzent
- Ross, Frank (* 1959), schottischer Politiker und ehemaliger Lord Provost von Edinburgh
- Ross, Frank Elmore (1874–1960), US-amerikanischer Astronom und Physiker
- Ross, Frank Mackenzie (1891–1971), kanadischer Unternehmer, Vizegouverneur von British Columbia
- Ross, Franz Joseph (1881–1949), Landtagsabgeordneter Volksstaat Hessen
- Ross, Franz Wilhelm (1838–1901), deutscher Maurermeister
- Roß, Frieda (1899–1975), deutsche Politikerin (SPD), MdHB

#### Ross, G
- Ross, Gail, schottische Politikerin
- Ross, Gary (* 1956), US-amerikanischer Regisseur, Produzent und Drehbuchautor
- Ross, Gaylen (* 1950), US-amerikanische Filmproduzentin, Filmregisseurin und ehemalige SchauspielerinGaylen Ross (* 1950)

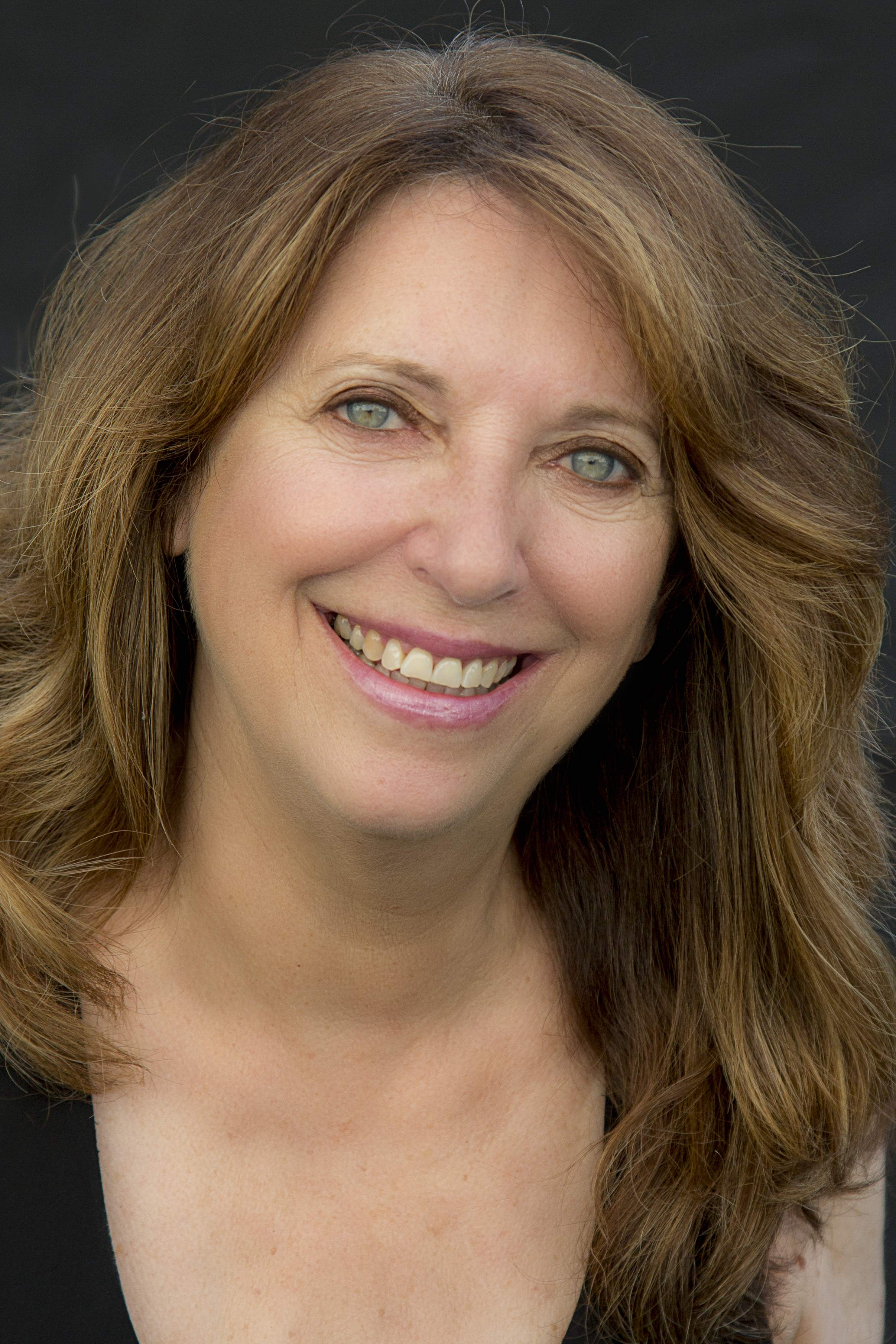
Gaylen Ross (* 1950)

- Ross, George (1730–1779), britisch-US-amerikanischer Rechtsanwalt und Staatsmann, einer der Gründerväter der USA
- Ross, George (1877–1945), britischer Turner
- Ross, George H. (* 1928), US-amerikanischer Geschäftsmann und Rechtsanwalt
- Ross, George William (1841–1914), kanadischer Politiker
- Ross, Gerald (* 1954), US-amerikanischer Musiker, Ukulele-Spieler
- Ross, Gilbert C. (1878–1947), US-amerikanischer Politiker
- Ross, Graham (1944–2021), britischer Elementarteilchenphysiker
- Ross, Grant (* 1986), südafrikanischer Schauspieler
- Ross, Gustav (1818–1861), deutscher Arzt, Orthopäde und Privatdozent

#### Ross, H
- Ross, Hans (1833–1914), norwegischer Sprachforscher
- Roß, Hans (1873–1922), deutscher Architekt
- Roß, Hans-Eberhard (* 1962), deutscher Kirchenmusikdirektor und Kantor des Evangelisch-Lutherischen Dekanats Memmingen
- Ross, Harold (1892–1951), US-amerikanischer Journalist und Gründer der Zeitung The New YorkerHarold Ross (1892–1951)

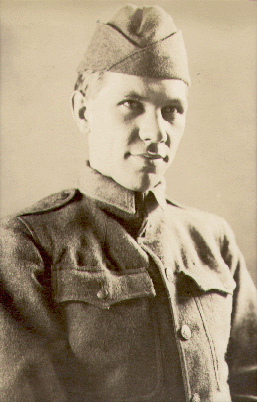
Harold Ross (1892–1951)

- Ross, Harry S. (1876–1955), US-amerikanischer Beamter und Politiker
- Ross, Hein (1877–1969), deutscher Maler
- Roß, Heiner (* 1942), deutscher Filmhistoriker und Kinodirektor
- Ross, Heinrich (1870–1957), deutsch-amerikanischer Verleger von Ansichtskarten und Fotos
- Roß, Heinrich Wilhelm (1876–1922), deutscher Glasmaler und Dekorationsmaler
- Ross, Heinz, deutscher Basketballspieler
- Ross, Helene (1827–1911), deutsche Malerin
- Ross, Henry H. (1790–1862), US-amerikanischer Jurist und Politiker
- Ross, Henryk (1910–1991), polnisch-israelischer Fotograf
- Ross, Herbert (1927–2001), US-amerikanischer Choreograf und Filmregisseur
- Roß, Hermann (1939–2021), deutscher Fußballspieler
- Ross, Hilda (1883–1959), neuseeländische Politikerin
- Ross, Holli (1956–2020), amerikanische Jazzsängerin und Liedtexterin

#### Ross, I
- Ross, Ian (1947–2019), schottischer Fußballspieler und -trainer
- Ross, Ian Munro (1927–2013), britischer Elektroingenieur
- Ross, Inigo (1960–1997), antiguanischer Windsurfer

#### Ross, J
- Ross, Jaan (* 1957), estnischer Musikwissenschaftler und Psychologe
- Ross, Jack (1916–1982), US-amerikanischer Trompetensolist und Entertainer
- Ross, Jack (* 1976), schottischer Fußballspieler und -trainer
- Ross, Jackie (* 1946), afroamerikanische Soulsängerin
- Ross, Jacqueline (* 1969), vincentische Leichtathletin
- Ross, Jaida (* 2001), US-amerikanische Kugelstoßerin
- Ross, James (1762–1847), britisch-amerikanischer Politiker (Föderalistische Partei)
- Ross, James Clark (1800–1862), britischer Entdecker und SeefahrerJames Clark Ross (1800–1862)

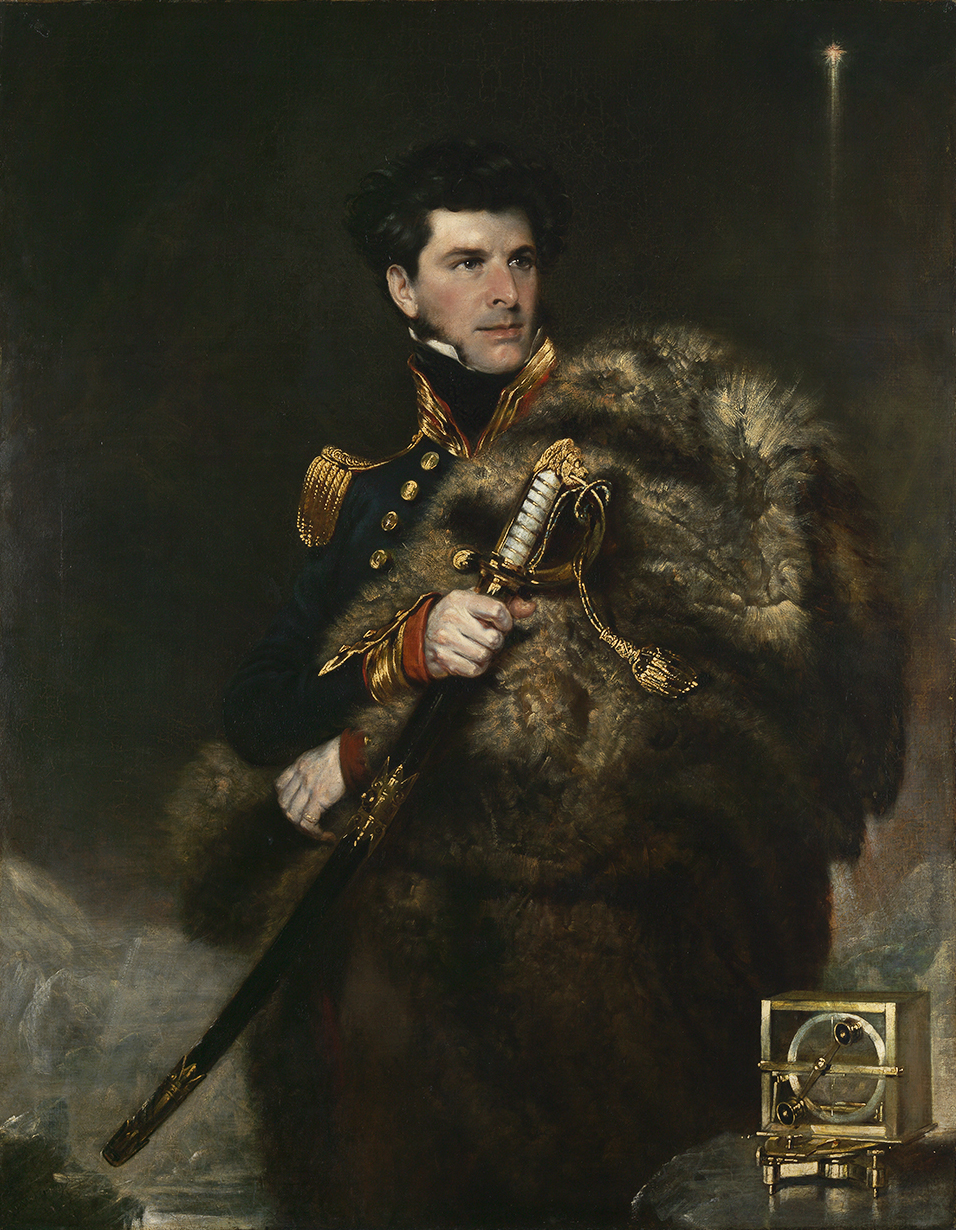
James Clark Ross (1800–1862)

- Ross, James Delmage (1872–1939), Leiter des Skagit River Projects
- Ross, Jamison (* 1987), US-amerikanischer Jazz-Schlagzeuger und -Sänger
- Roß, Jan (* 1965), deutscher Journalist und Autor
- Ross, Jane (* 1989), schottische Fußballspielerin
- Ross, Jared (* 1982), US-amerikanischer Eishockeyspieler
- Ross, Jared (* 1984), kanadischer Eishockeyspieler
- Ross, Jeff (* 1965), US-amerikanischer Comedian, Schauspieler, Drehbuchautor und Fernsehproduzent
- Ross, Jerry (1926–1955), US-amerikanischer Komponist
- Ross, Jerry (* 1948), US-amerikanischer Astronaut
- Ross, Jill (* 1958), kanadische Mehrkämpferin und Weitspringerin
- Ross, Jim (* 1952), US-amerikanischer Wrestling-Kommentator
- Ross, Jimmy (1866–1902), schottischer Fußballspieler
- Ross, Jimmy D. (1936–2012), US-amerikanischer Offizier, General der US-Army
- Ross, Joel (* 1995), US-amerikanischer Jazzmusiker
- Ross, Johanna (* 1985), estnische Literaturwissenschaftlerin und Übersetzerin
- Roß, Johannes (1875–1969), deutscher römisch-katholischer Ordensgeistlicher (Jesuit) und Bischof
- Ross, John, US-amerikanischer Filmregisseur und Drehbuchautor
- Ross, John, englischer Geistlicher, Bischof von Carlisle
- Ross, John (1770–1834), US-amerikanischer Jurist und Politiker
- Ross, John (1777–1856), Marineoffizier und Polarforscher
- Ross, John (1790–1866), Häuptling und Politiker der CherokeeJohn Ross (1790–1866)

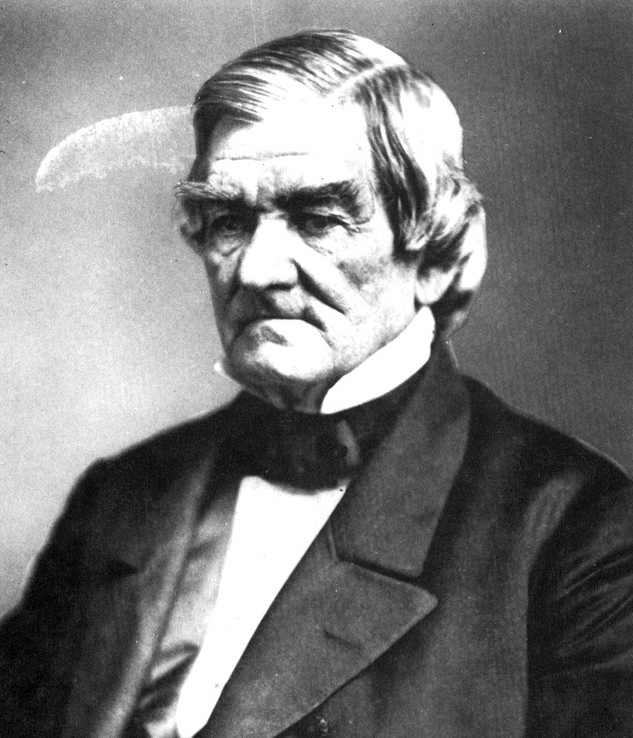
John Ross (1790–1866)

- Ross, John (1853–1935), irischer Rechtsanwalt und der letzte Lordkanzler von Irland
- Ross, John (1926–2017), US-amerikanischer Chemiker
- Ross, John (1931–2022), kanadischer Leichtathlet
- Ross, John (1938–2011), US-amerikanischer Journalist und Schriftsteller
- Ross, John (* 1961), kanadischer Freestyle-Skisportler und Trampolinturner
- Ross, John (* 1995), US-amerikanischer American-Football-Spieler
- Ross, John Jones (1831–1901), kanadischer Politiker und Arzt
- Ross, John Q. (1873–1922), US-amerikanischer Politiker
- Ross, John Robert (* 1938), US-amerikanischer Sprachwissenschaftler
- Ross, John Wesley (1841–1902), US-amerikanischer Politiker
- Ross, Jonathan (1826–1905), US-amerikanischer Jurist und Politiker (Republikanische Partei)
- Ross, Jonathan (* 1960), englischer Fernseh- und RadiomoderatorJonathan Ross (* 1960)

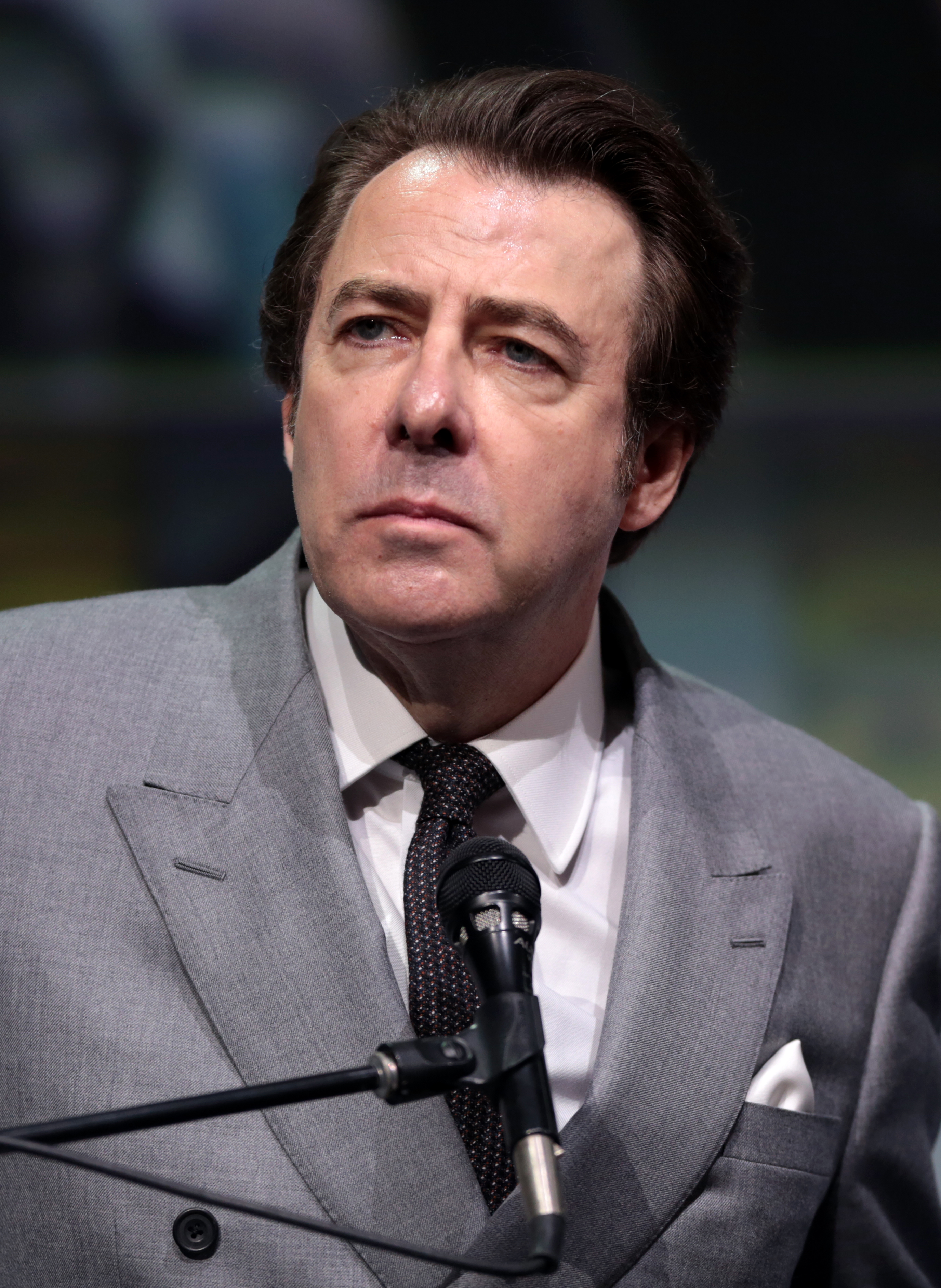
Jonathan Ross (* 1960)

- Roß, Joseph (1836–1923), deutscher Domänenverwalter und Politiker (Zentrum), MdR
- Ross, Judith Joy (* 1946), US-amerikanische Fotografin
- Ross, Junior (* 1986), peruanischer Fußballspieler

#### Ross, K
- Ross, Karl (* 1867), deutscher Architekt
- Ross, Karl (1882–1945), deutscher Politiker (KPD)
- Ross, Katharine (* 1940), US-amerikanische Schauspielerin und Kinderbuchautorin
- Ross, Ken (1900–1974), australischer Radrennfahrer
- Ross, Kenneth A. (* 1936), US-amerikanischer Mathematiker
- Ross, Kristiina (* 1955), estnische Sprachwissenschaftlerin und Übersetzerin
- Ross, Kristin (* 1953), US-amerikanische Romanistin
- Ross, Kurt (1915–2007), deutscher Politiker (SPD), MdB
- Ross, Kyla (* 1996), US-amerikanische Turnerin und Olympiasiegerin

#### Ross, L
- Ross, Laurenne (* 1988), US-amerikanische Skirennläuferin
- Ross, Lawrence Sullivan (1838–1898), General, Universitäts-Präsident und der 20. Gouverneur von Texas
- Ross, Leanne (* 1981), schottische Fußballspielerin
- Ross, Leon (* 1968), deutscher Jurist, Präsident des OLG Dresden
- Ross, Leopoldina (* 1976), guinea-bissauische Ringerin
- Ross, Lewis W. (1812–1895), US-amerikanischer Politiker
- Ross, Lian (* 1962), deutsche Disco- und Pop-SängerinLian Ross (* 1962)

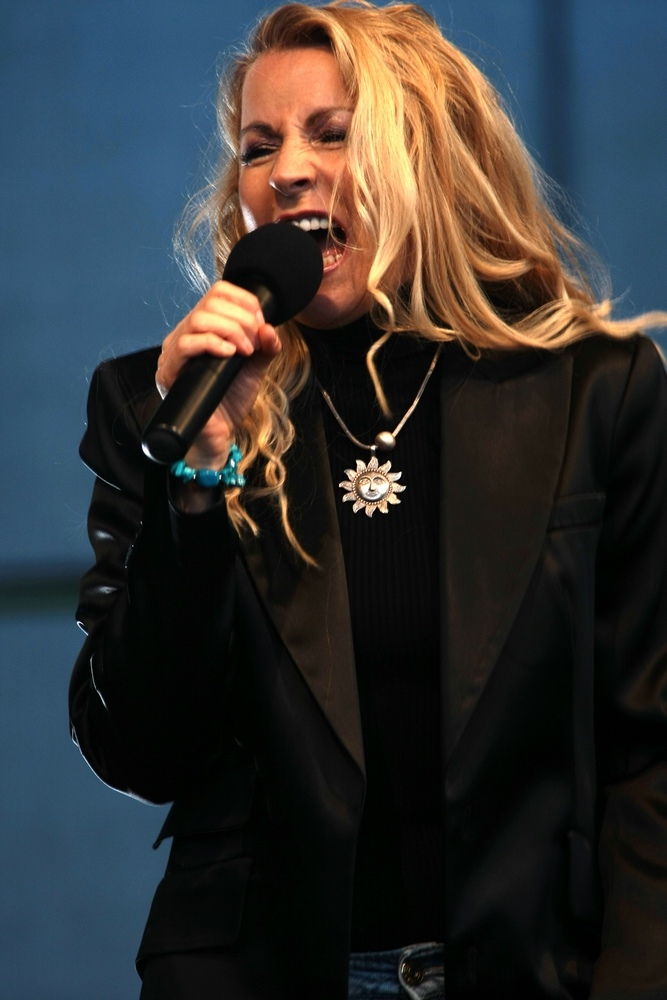
Lian Ross (* 1962)

- Ross, Liberty (* 1978), britisches Model und Schauspielerin
- Ross, Lillian (1918–2017), US-amerikanische Journalistin, Autorin und Herausgeberin
- Ross, Lillian Bos (1898–1960), US-amerikanische Schriftstellerin
- Ross, Lonny, US-amerikanischer Schauspieler
- Ross, Luca (* 2006), schottischer Fußballspieler
- Ross, Ludwig (1806–1859), deutscher Archäologe

#### Ross, M
- Ross, M. Collier (1927–2003), US-amerikanischer Offizier, Generalleutnant der US Army
- Ross, Malcolm (1862–1930), neuseeländischer Journalist und Bergsteiger
- Ross, Malcolm (* 1942), australischer Linguist
- Ross, Manfred (* 1940), deutscher Ruderer
- Ross, Marion (1903–1994), schottische Physikerin und Hochschullehrerin
- Ross, Marion (* 1928), US-amerikanische SchauspielerinMarion Ross (* 1928)

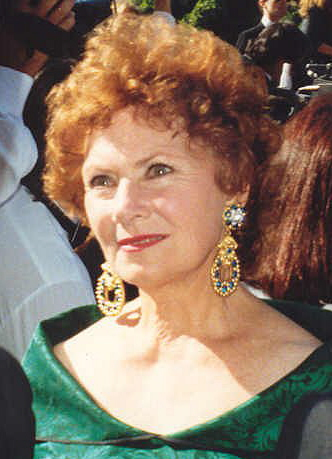
Marion Ross (* 1928)

- Ross, Mary G. (1908–2008), US-amerikanische Mathematikerin und Ingenieurin
- Ross, Mathias (* 2001), dänischer Fußballspieler
- Ross, Matt (* 1970), US-amerikanischer Schauspieler
- Ross, Matt (* 1978), australischer Fußballtrainer
- Ross, Maurice (* 1981), schottischer Fußballspieler
- Ross, Michael Bruce (1959–2005), US-amerikanischer Serienmörder
- Ross, Michael L. (* 1961), US-amerikanischer Politikwissenschaftler
- Ross, Mikaël (* 1984), deutscher Comiczeichnern und Illustrator
- Ross, Mike (* 1961), US-amerikanischer Politiker (Demokratische Partei)
- Ross, Miles (1827–1903), US-amerikanischer Politiker

#### Ross, N
- Ross, Nellie Tayloe (1876–1977), US-amerikanische Politikerin, Gouverneurin von Wyoming
- Ross, Nick (1863–1894), schottischer Fußballspieler
- Ross, Nick (* 1989), kanadischer Eishockeyspieler
- Ross, Norman (1896–1953), US-amerikanischer Schwimmer

#### Ross, O
- Roß, Olaf (1959–2006), deutscher Fußballspieler
- Ross, Oliver (* 2004), dänischer Fußballspieler
- Ross, Olivia (* 1992), britische Schauspielerin und Synchronsprecherin

#### Ross, P
- Ross, Patricia (* 1959), US-amerikanische Skilangläuferin

#### Ross, R
- Ross, RaMell (* 1982), US-amerikanischer Filmemacher, Fotograf und Hochschullehrer
- Ross, Randolph (* 2001), US-amerikanischer Sprinter
- Roß, Reinhard (1950–2021), deutscher Politiker (SPD)
- Ross, Reuben (* 1985), kanadischer Wasserspringer
- Ross, Ricco (* 1960), US-amerikanischer Schauspieler und Filmproduzent
- Ross, Rich, US-amerikanischer Manager
- Ross, Richard (1946–2001), niederländischer Zauberkünstler
- Ross, Rick (* 1976), amerikanischer RapperRick Ross (* 1976)

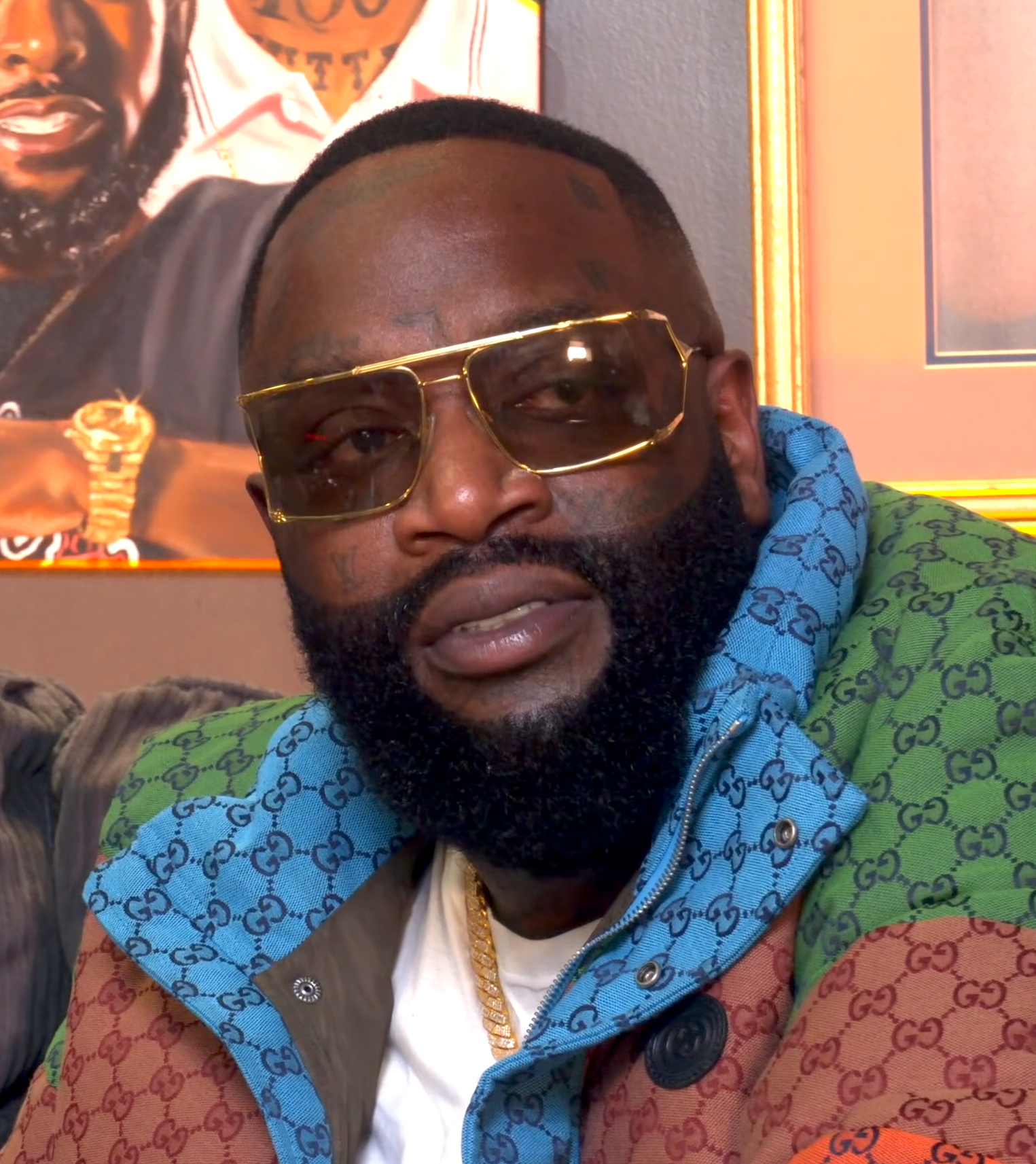
Rick Ross (* 1976)

- Ross, Robert († 1794), britischer Marineoffizier und stellv. Gouverneur von New South Wales
- Ross, Robert (1766–1814), irischer Offizier der British Army
- Ross, Robert Baldwin (1869–1918), Journalist, Geliebter Oscar Wildes
- Ross, Robert Dalrymple († 1887), australischer Politiker, Sprecher des South Australian House of Assembly
- Ross, Robert Tripp (1903–1981), US-amerikanischer Politiker
- Ross, Ronald (1857–1932), englischer Mediziner und Träger des Nobelpreis für Medizin (1902)
- Ross, Ronald (* 1983), amerikanischer Basketballspieler
- Ross, Ronnie (1933–1991), britischer Jazzmusiker
- Roß, Rudolf (1872–1951), deutscher Politiker (SPD), MdHB und Erster Bürgermeister

#### Ross, S
- Roß, Sabrina (* 1980), deutsche Volleyball-Nationalspielerin
- Ross, Sarah (* 1977), deutsche Musikethnologin und Hochschullehrerin
- Ross, Scott (1951–1989), US-amerikanischer Cembalist
- Ross, Shane (* 1949), irischer Journalist, Sachbuchautor und Politiker
- Ross, Shaun (* 1991), US-amerikanisches Model und Schauspieler
- Ross, Shavar (* 1971), US-amerikanischer Schauspieler, Drehbuchautor, Filmproduzent und Regisseur
- Ross, Sobieski (1828–1877), US-amerikanischer Politiker
- Ross, Spencer (* 1981), US-amerikanischer Basketballspieler
- Ross, Stacey (* 1973), englischer Squashspieler
- Ross, Stefanie, deutsche Autorin
- Ross, Stephen (1944–2017), US-amerikanischer Wirtschaftswissenschaftler und Finanzmathematiker
- Ross, Stephen M. (* 1940), US-amerikanischer UnternehmerStephen M. Ross (* 1940)

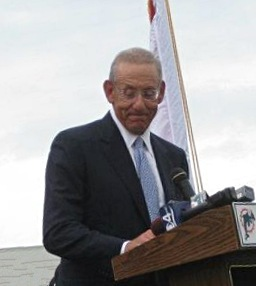
Stephen M. Ross (* 1940)

- Ross, Steven (1927–1992), amerikanischer Manager
- Ross, Summer (* 1992), US-amerikanische Beachvolleyballspielerin

#### Ross, T
- Ross, Tadeusz (1938–2021), polnischer Schauspieler und Politiker, Mitglied des Sejm, MdEP
- Ross, Tamar (* 1938), amerikanische jüdische Philosophin
- Ross, Ted (1934–2002), US-amerikanischer Schauspieler
- Ross, Terrence (* 1991), US-amerikanischer Basketballspieler
- Ross, Tessa (* 1961), britische Film- und Fernsehproduzentin
- Roß, Theodor (1864–1930), deutscher Architekt
- Ross, Thomas (1788–1869), US-amerikanischer Politiker (Demokratisch-Republikanische Partei)
- Ross, Thomas (1806–1865), US-amerikanischer Politiker
- Ross, Thomas (1927–2007), deutscher Wirtschaftsprüfer und Journalist
- Roß, Thomas (* 1964), deutscher Fußballspieler
- Ross, Tomas (* 1944), niederländischer Schriftsteller und Drehbuchautor
- Ross, Tomás (* 1998), argentinischer Schauspieler
- Ross, Tony (* 1938), britischer Autor und Zeichner
- Ross, Tracee Ellis (* 1972), US-amerikanische SchauspielerinTracee Ellis Ross (* 1972)

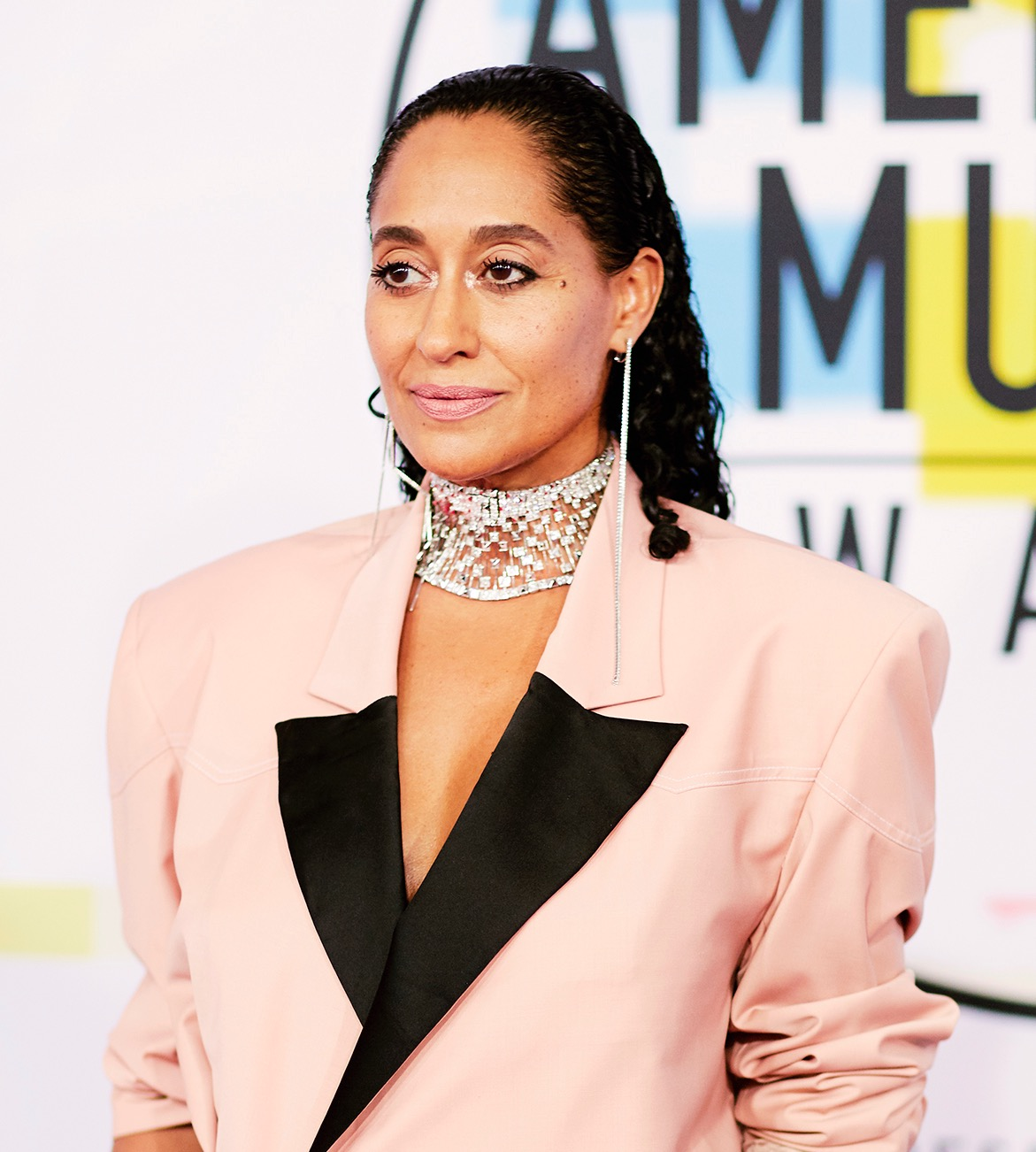
Tracee Ellis Ross (* 1972)

- Ross, Troy (* 1975), kanadischer Boxer und Filmschauspieler
- Ross, Tyler (* 1989), US-amerikanischer Schauspieler

#### Ross, W
- Ross, W. J., US-amerikanischer Lacrossespieler
- Ross, Werner (1912–2002), deutscher Literaturkritiker und Publizist
- Ross, Wilbur (* 1937), US-amerikanischer Unternehmer und Politiker
- Ross, Wilhelm (1772–1854), evangelischer Theologe
- Ross, William (1900–1992), kanadischer Ruderer
- Ross, William (* 1948), US-amerikanischer Komponist
- Ross, William B. (1873–1924), US-amerikanischer Politiker (Demokratische Partei) und Gouverneur von Wyoming
- Ross, William Baron Ross of Marnock (1911–1988), britischer Politiker (Labour), Mitglied des House of Commons
- Ross, William David (1877–1971), schottischer Philosoph
- Ross, William H. H. (1814–1877), US-amerikanischer Politiker
- Ross, William Stewart (1844–1906), schottischer Rationalist und Herausgeber einer freidenkerischen Zeitschrift
- Roß, Wolfgang (1935–1994), deutscher Politiker (NPD)

#### Ross, Y
- Ross, Yo! Co, philippinische Rapperin und Sängerin

### Ross-

#### Ross-E
- Ross-Edwards, Allison (* 1952), australische Sprinterin

#### Ross-L
- Ross-Luttmann, Mechthild (* 1958), deutsche Politikerin (CDU), MdL

### Rossa
- Rossa (* 1978), indonesische Pop-Sängerin und Unternehmerin
- Rossa, Alexander (* 1967), deutscher Buchautor
- Rossa, Hermengardis (1902–1944), deutsche Steyler Missionsschwester und Märtyrin
- Rossa, Jan-Marcus (* 1964), deutscher Rechtsanwalt und Politiker (FDP), MdL
- Rossa, Kurt (1930–1998), deutscher Kommunalpolitiker (SPD), Oberstadtdirektor von Köln
- Rossa, Marika (* 1986), ukrainische Techno-DJ und Produzentin
- Rossa, Roman (* 1972), deutscher Schauspieler
- Rossacher, Hannes (* 1952), österreichischer Filmproduzent
- Rossacher, Kurt (1918–1988), österreichischer Kunsthistoriker und Kunstsammler
- Rossade, Werner (1930–2015), deutscher Politologe und Publizist
- Rossaint, Joseph Cornelius (1902–1991), katholischer antifaschistischer Widerstandskämpfer, Mitbegründer und Vorsitzender der Vereinigung der Verfolgten des NaziregimesJoseph Cornelius Rossaint (1902–1991)

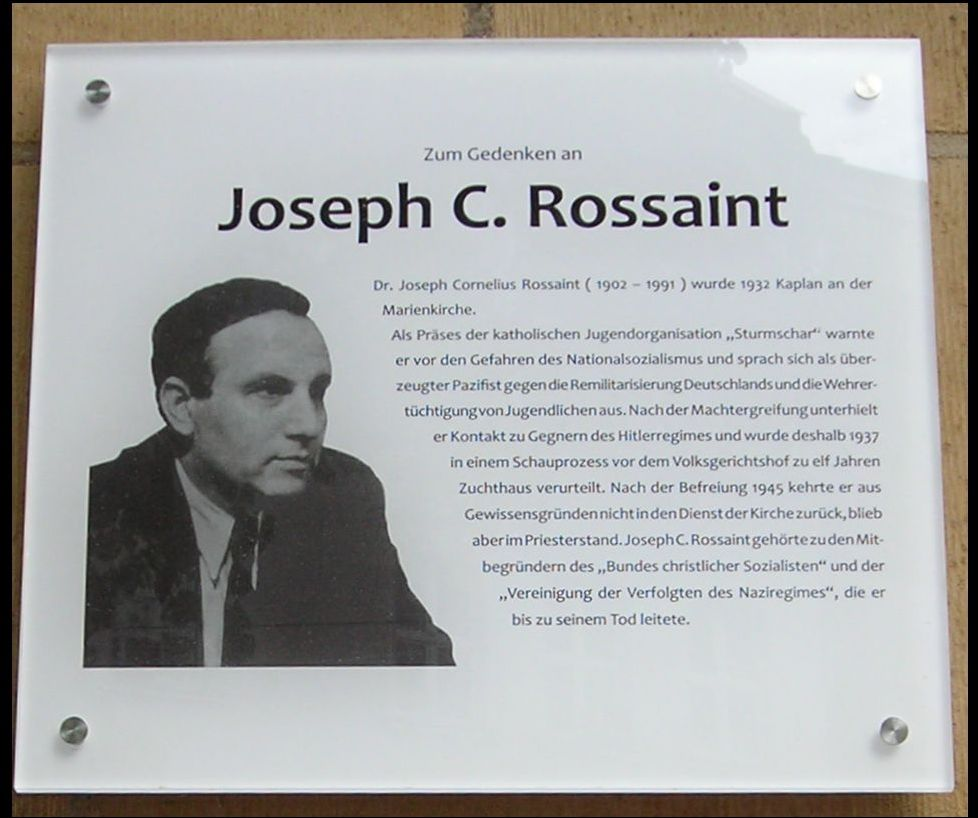
Joseph Cornelius Rossaint (1902–1991)

- Rossak, Andreas (* 1999), österreichischer Fußballspieler
- Rossanda, Rossana (1924–2020), italienische Intellektuelle und Schriftstellerin
- Rossander, Alida (1843–1909), schwedische Mathematikerin, Pädagogin und Frauenrechtlerin
- Rossander, Jenny (1837–1887), schwedische Lehrerin und Frauenrechtlerin
- Rossander, Lukas (* 1995), dänischer E-Sportler
- Rossano, Giorgio (1939–2016), italienischer Fußballspieler
- Rossant, Colette (1932–2023), französische Kochbuchautorin, Gastronomiekritikerin und Übersetzerin
- Rossant, Janet (* 1950), britisch-kanadische Entwicklungsbiologin und Genetikerin
- Rossard, Nicolas (* 1990), französischer Volleyballspieler
- Rossard, Thibault (* 1993), französischer Volleyballspieler
- Rossaro, Angelika (1951–2011), österreichische Schauspielerin
- Rossat, Julien (1901–1978), Schweizer Diplomat
- Rossat-Mignod, Roger (* 1946), französischer Skirennläufer
- Rossati, Nello (1942–2009), italienischer Filmregisseur und Drehbuchautor
- Rossato, Adriano (* 1977), brasilianischer Fußballspieler
- Rossato, Altamiro (1925–2014), brasilianischer Ordensgeistlicher, römisch-katholischer Erzbischof von Porto Alegre
- Rossato, Arturo (1882–1942), italienischer Journalist, Dramatiker, Librettist und Lyriker

### Rossb
- Roßbach, Arwed (1844–1902), deutscher Architekt
- Rossbach, August (1823–1898), deutscher klassischer Philologe und Archäologe; Hochschullehrer und Rektor in Breslau
- Roßbach, Christiane (* 1963), deutsche Schauspielerin
- Roßbach, Damian (* 1993), deutscher Fußballspieler
- Roßbach, Ewald (* 1922), deutscher DBD-Funktionär, MdV
- Roßbach, Gerhard (1893–1967), deutscher Freikorpsführer und politischer Aktivist
- Roßbach, Gundula (* 1964), deutsche VerwaltungsjuristinGundula Roßbach (* 1964)

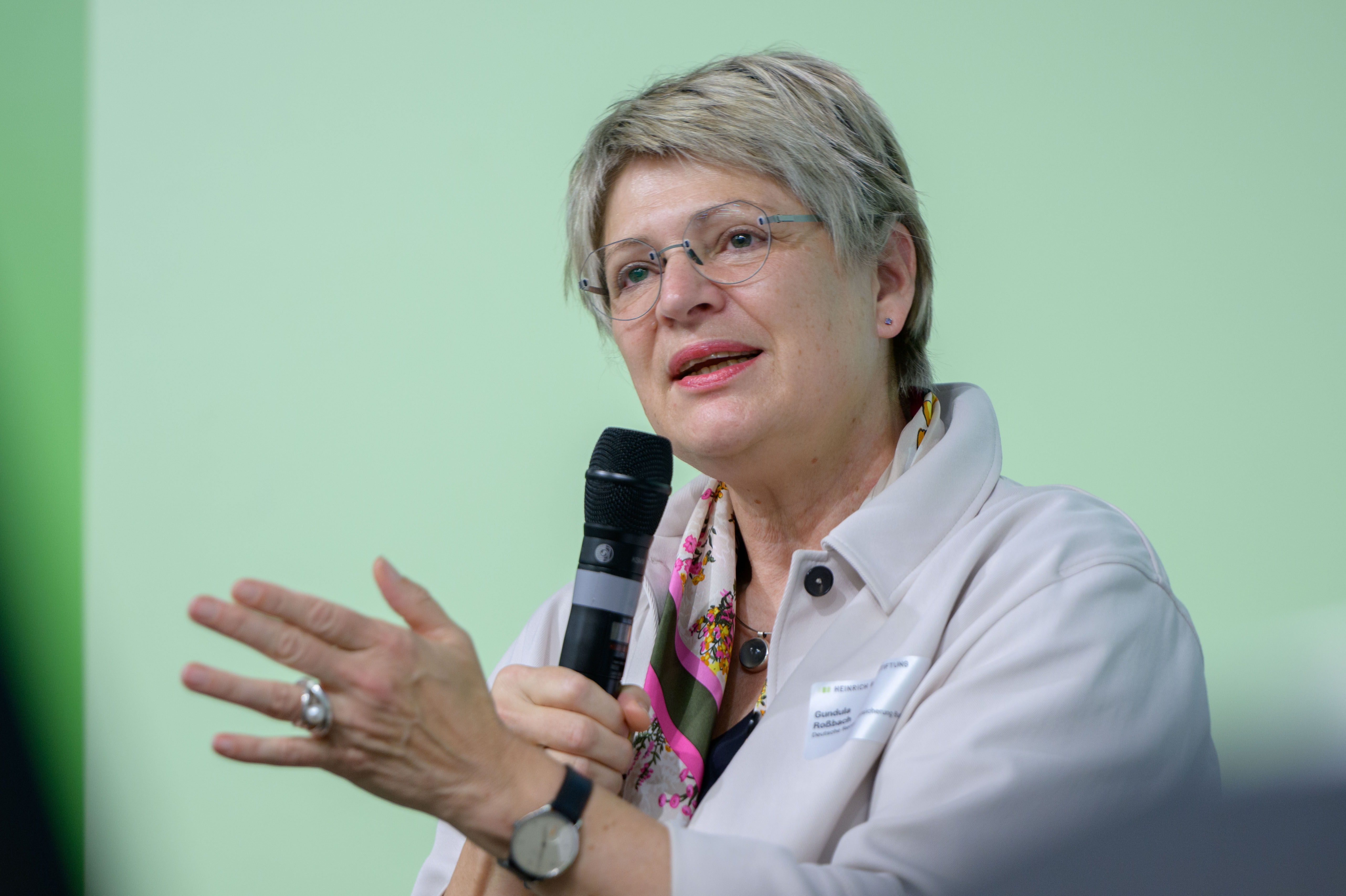
Gundula Roßbach (* 1964)

- Roßbach, Hans (1865–1943), sächsischer Generalmajor und Gauführer
- Rossbach, Hans Hammond (1931–2012), norwegischer Politiker (Venstre), Mitglied des Storting
- Roßbach, Hans-Günther (* 1951), deutscher Erziehungswissenschaftler und Bildungsforscher
- Rossbach, Inge, deutsche Schauspielerin und Regisseurin
- Roßbach, Johann Joseph (1813–1869), deutscher Verwaltungsjurist, Rechtswissenschaftler und Philosoph
- Rossbach, Konrad, deutscher Baumeister
- Roßbach, Matthias (1929–2004), deutscher Fußballspieler
- Roßbach, Matthias (* 1984), deutscher Ministerialbeamter
- Rossbach, Max (1871–1948), deutscher Kunstmaler
- Roßbach, Michael (* 1954), deutscher Fußballspieler
- Rossbach, Michael Joseph (1842–1894), deutscher Mediziner, Pharmakologe und Hochschullehrer
- Rossbach, Otto (1858–1931), deutscher klassischer Philologe und Archäologe
- Rossbach, Sabine (* 1959), deutsche Journalistin und Hörfunkmoderatorin, Direktorin des NDR-Landesfunkhauses Hamburg
- Rossbach, Sondre (* 1996), norwegischer Fußballtorhüter
- Roßbach, Therese (1861–1953), deutsche Stifterin und Sozialpädagogin
- Rossbacher, Bettina, österreichische Kunsthistorikerin und Sprecherin
- Rossbacher, Claudia (* 1966), österreichische Krimiautorin
- Rossbacher, Karlheinz (* 1940), österreichischer Germanist
- Rossbacher, Rudolf von (1806–1886), österreichischer General
- Roßbacher, Verena (* 1979), österreichische Schriftstellerin
- Roßbander, Ilja (* 1988), deutscher Schauspieler
- Roßbeck, Brigitte (1944–2022), deutsche Historikerin, Schriftstellerin und freie Journalistin
- Roßberg, Arno (* 1880), deutscher Politiker (LDP)
- Roßberg, Christian Gottlob (1740–1822), deutscher Registrator, Schreibmeister und Kalligraphielehrer
- Roßberg, Gert (1932–2016), deutscher Politiker (SPD), MdL
- Roßberg, Gustav (1838–1910), preußischer Militärmusiker, Militärbeamter und Hochschullehrer
- Roßberg, Ingolf (* 1961), deutscher Politiker (FDP), Oberbürgermeister von DresdenIngolf Roßberg (* 1961)

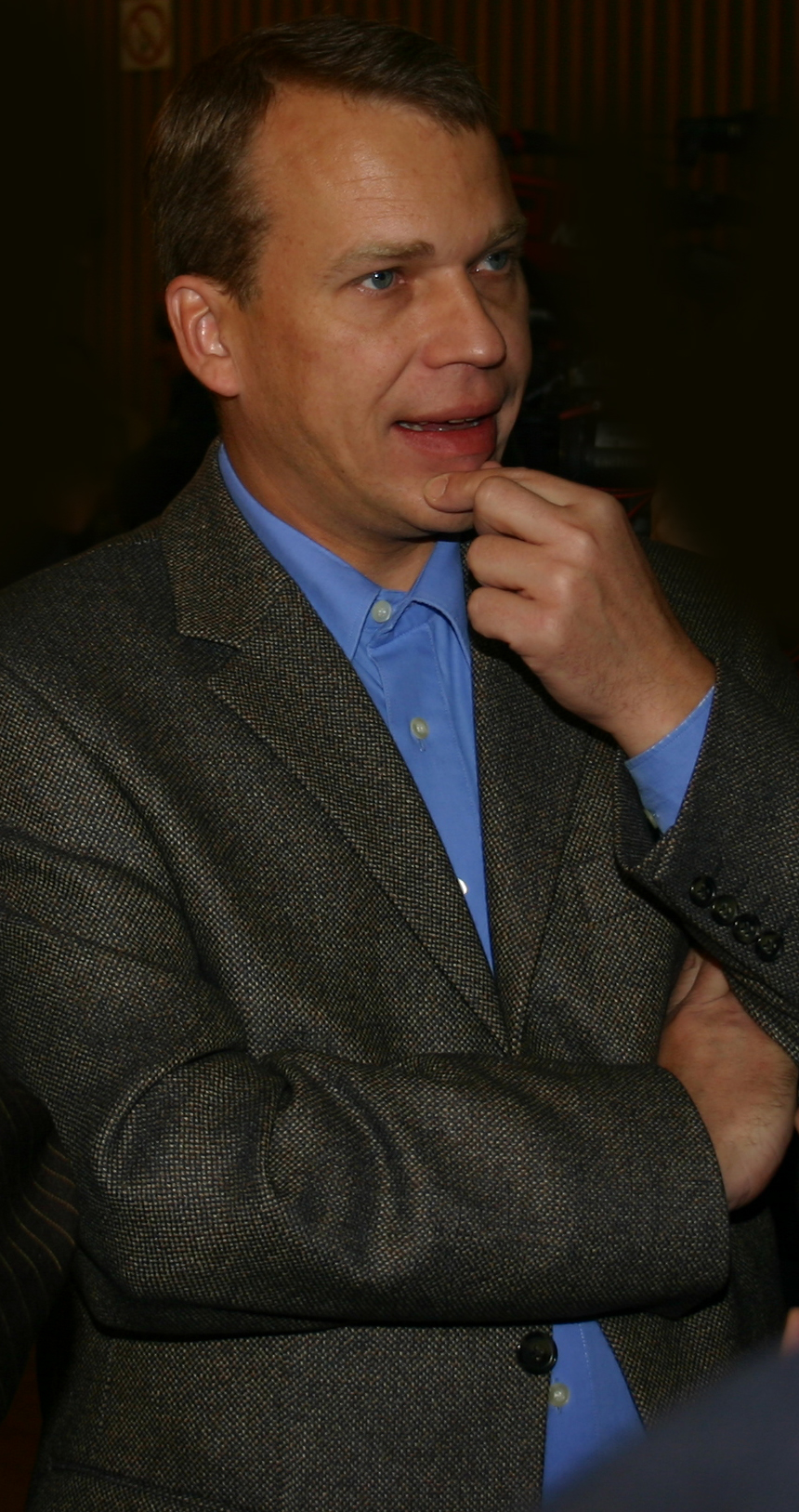
Ingolf Roßberg (* 1961)

- Rossberg, Konrad (1846–1921), deutscher Lehrer und Altphilologe
- Roßberg, Kurt (1906–1991), deutscher Jugend-, Polit- und Gewerkschaftsfunktionär, Redakteur sowie Widerstandskämpfer gegen das NS-Regime, Funktionär der Volkssolidarität
- Roßberg, Maylis (* 2000), deutsche Politikerin (SSW)
- Rossberg, Ralf Roman (1934–2017), deutscher Eisenbahnjournalist und Buchautor
- Roßberg, Rudolf Paul, deutscher Heimatforscher
- Rossberg, Susana (* 1945), belgisch-brasilianische Filmeditorin
- Rossberger, Horst, deutscher Filmeditor
- Rossberger, Martin, deutscher Biathlet
- Roßberger, Thomas (* 1963), deutscher Fußballspieler
- Roßbruch, Robert (* 1953), deutscher Jurist, Hochschullehrer, Rechtsanwalt und Vizepräsident der Deutschen Gesellschaft für Humanes Sterben (DGHS)
- Roßburg, Erich, deutscher Fußballspieler
- Rossby, Carl-Gustaf (1898–1957), schwedisch-US-amerikanischer Meteorologe

### Rossc
- Rößchen, Gerhard (* 1927), deutscher Fußballtorwart

### Rossd
- Rossdale, Albert B. (1878–1968), US-amerikanischer Politiker
- Rossdale, Gavin (* 1965), britischer Musiker und SchauspielerGavin Rossdale (* 1965)

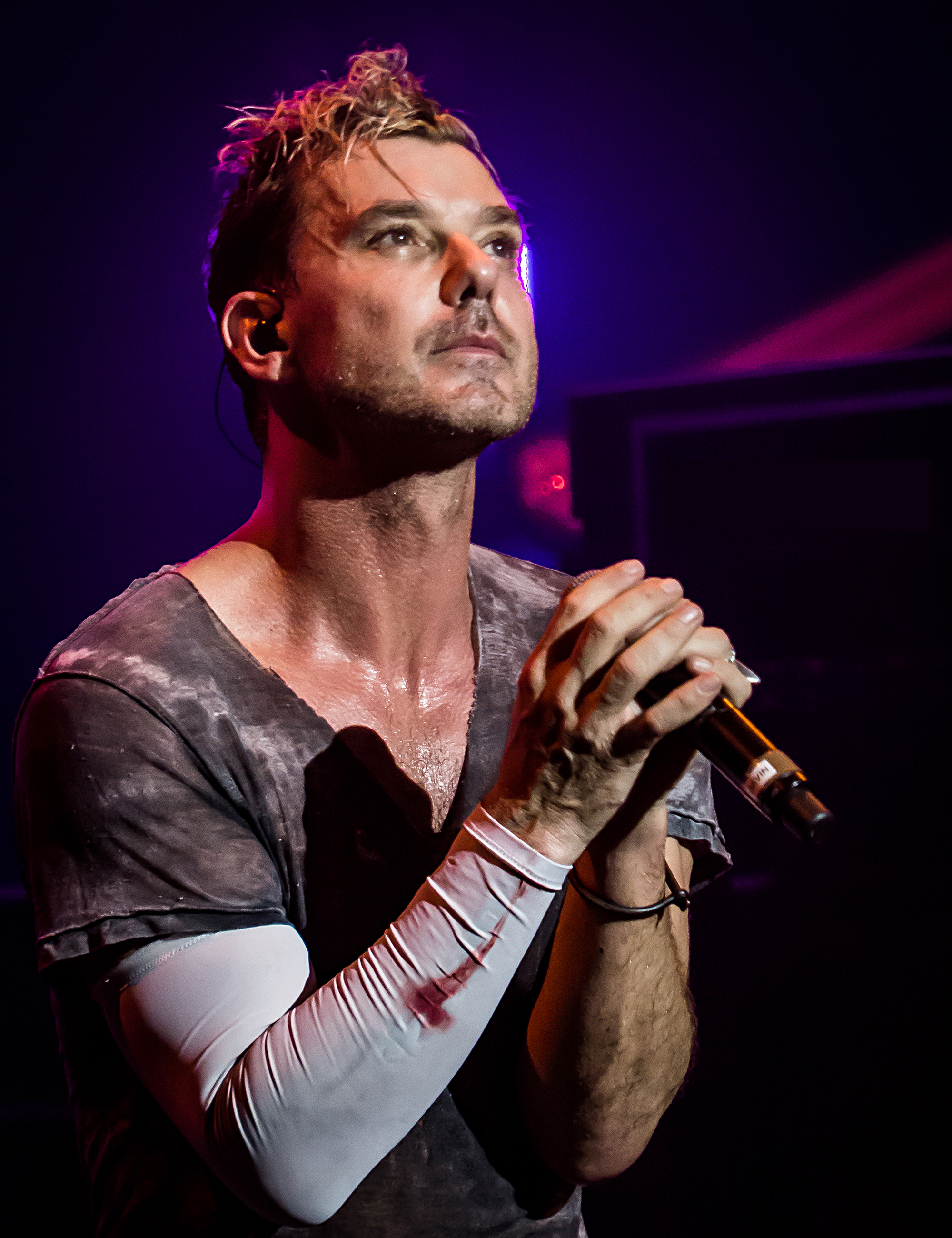
Gavin Rossdale (* 1965)

- Roßdeutscher, Eberhard (1921–1980), deutscher Bildhauer, Steinmetz und Steinbildhauer
- Roßdeutscher, Marco (* 1965), deutscher Fußballspieler
- Roßdeutscher, Max (1893–1979), deutscher Bildhauer, Restaurator und Plastiker
- Roßdeutscher, Wolfgang (* 1945), deutscher Steinmetz und Steinbildhauer
- Rossdorfer, Fabian (* 2005), österreichischer Fußballspieler

### Rosse
- Rosse, Herman (1887–1965), US-amerikanischer Art Director
- Rossé, Joseph (1892–1951), deutsch-französischer Politiker (UPR) und elsässischer Autonomist
- Rosse, Karl (* 1992), österreichischer Handballspieler
- Rosseel, André (1924–1965), belgischer Radrennfahrer
- Rosseels, Maria (1916–2005), flämisch-belgische Schriftstellerin und Journalistin
- Rossegger, Astrid (* 1977), Schweizer Psychologin und Forensikerin
- Rosseinsky, Matthew J., britischer Chemiker
- Rossejewa, Olga Alexandrowna (* 1981), russische Marathonläuferin
- Rossek, Daniela (* 1976), deutsche Rollstuhlfechterin
- Rossel, Alberto (* 1978), peruanischer Boxer im Halbfliegengewicht
- Rossel, Alena (* 2006), Schweizer Eishockeyspielerin
- Rossel, Alfred (1841–1926), französischer Liedermacher (Chansonnier) und Komponist
- Rossel, Eduard Ergartowitsch (* 1937), russischer Politiker
- Rossel, Élisabeth-Paul-Édouard de (1765–1829), französischer Forschungsreisender und Konteradmiral
- Rössel, Fritz (1886–1966), deutscher Heilpädagoge
- Rossel, Jacques (1915–2008), Schweizer evangelischer Geistlicher, Theologe und Hochschullehrer
- Rossel, Jean (1884–1944), Schweizer Jurist und Bundesrichter
- Rössel, Jörg (* 1968), deutscher Soziologe
- Rossel, Karl (1815–1872), nassauischer Historiker
- Rossel, Louis (1844–1871), französischer Offizier
- Rössel, Oliver (* 1969), deutscher Gleitschirmpilot
- Rossel, Seymour (* 1945), US-amerikanischer Autor und Rabbiner
- Rössel, Uwe-Jens (* 1950), deutscher Politiker (PDS), MdB
- Rossel, Virgile (1858–1933), Schweizer Jurist, Politiker und Autor
- Rössel-Majdan, Hilde (1921–2010), österreichische Opernsängerin (Alt)
- Rössel-Majdan, Karl (1916–2000), österreichischer Kulturwissenschaftler, Anthroposoph und Widerstandskämpfer
- Rosseland, Elin (* 1959), norwegische Jazz-Sängerin und Komponistin
- Rosseland, Svein (1894–1985), norwegischer Astrophysiker und Pionier der Theoretischen Astrophysik
- Rößeler, Antje (* 1989), deutsche Jazzmusikerin (Piano, Komposition)
- Rosseler, Sébastien (* 1981), belgischer Radrennfahrer
- Rösselet, Abraham (1770–1850), Schweizer Militärperson
- Rosselet, Alfred (1887–1950), Schweizer Radiologe
- Rossell, Benet (1937–2016), spanischer Künstler
- Rossell, Francesc († 1676), katalanischer Chormeister, Organist und Komponist
- Rossell, Marina (* 1954), spanische Sängerin
- Rossell, William Trent (1849–1919), US-amerikanischer Offizier, Brigadegeneral der US-Army
- Rosselli, Alberto (1921–1976), italienischer Architekt und Industriedesigner
- Rosselli, Amelia (1930–1996), italienische Dichterin
- Rosselli, Carlo (1899–1937), italienischer Politiker, Historiker und Publizist
- Rosselli, Cosimo (1439–1507), italienischer Maler
- Rosselli, Domenico, italienischer Bildhauer
- Rosselli, Francesco (* 1445), italienischer Miniaturenmaler und Kupferstecher
- Rosselli, Matteo (1578–1650), italienischer Maler
- Rossellini, Franco (1935–1992), italienischer Filmproduzent
- Rossellini, Isabella (* 1952), italienische SchauspielerinIsabella Rossellini (* 1952)

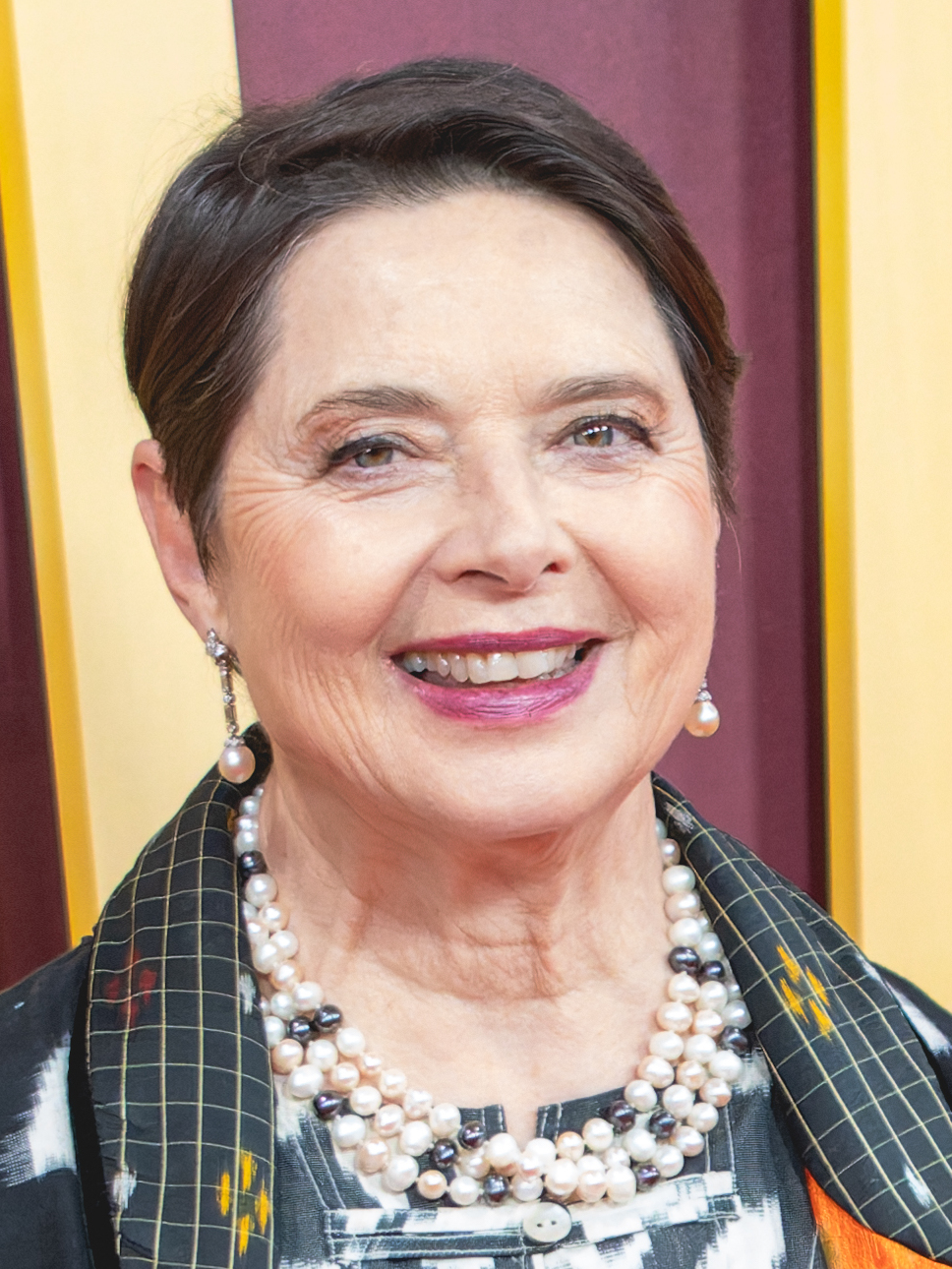
Isabella Rossellini (* 1952)

- Rossellini, Isotta Ingrid (* 1952), italienische Literaturwissenschaftlerin
- Rossellini, Renzo (1908–1982), italienischer Komponist, Musiker und Musikwissenschaftler
- Rossellini, Renzo (* 1941), italienischer Filmproduzent
- Rossellini, Roberto (1906–1977), italienischer Filmregisseur
- Rossellino, Antonio, italienischer Architekt und Bildhauer
- Rossellino, Bernardo († 1464), italienischer Bildhauer und Baumeister
- Rosselló Bordoy, Guillermo (1932–2024), spanischer Historiker und Archäologe
- Rosselló i Ribera, Jeroni (1827–1902), mallorquinischer Dichter, Ramon-Llull-Fachmann und Politiker
- Rosselló, Llorenç (1867–1901), spanischer Bildhauer
- Rossello, Maria Josepha (1811–1880), italienische Ordensgründerin und Heilige der römisch-katholischen Kirche
- Rosselló, Pedro (1897–1970), katalanisch-spanischer Pädagoge und Vizedirektor des IBE
- Rosselló, Pedro (* 1944), puerto-ricanischer Politiker
- Rosselló, Ricky (* 1979), puerto-ricanischer Politiker
- Rossem, George van (1882–1955), niederländischer Fechter und Funktionär
- Rossen, Carol Eve (* 1937), US-amerikanische Schauspielerin
- Rossen, Daniel (* 1982), US-amerikanischer Musiker und Filmkomponist
- Rossen, Petko (1880–1944), bulgarischer Kritiker, Autor und Politiker
- Rossen, Robert (1908–1966), US-amerikanischer Drehbuchautor, Filmregisseur und Filmproduzent
- Rossen, Sofia (* 1961), grönländische Politikerin (Inuit Ataqatigiit)
- Rossen, Stig (* 1962), dänischer Sänger und Schauspieler
- Rossen-Stadtfeld, Helge (* 1955), deutscher Rechtswissenschaftler
- Rossenbach, Christa († 1992), deutsche Schauspielerin und Synchronsprecherin
- Rossenbach, Sven (* 1966), deutscher Musiker und Komponist
- Rösser, Ernst (1903–1989), deutscher Priester, Hochschullehrer und Senator (Bayern)
- Rosser, Fred (* 1983), US-amerikanischer Wrestler
- Rosser, John Barkley (1907–1989), US-amerikanischer Mathematiker und Logiker
- Rosser, Khallifah (* 1995), US-amerikanischer Hürdenläufer
- Rösser, Kolumban (1736–1780), deutscher Geistlicher, Benediktiner und Professor für Philosophie
- Rosser, Richard, Baron Rosser (1944–2024), britischer Gewerkschaftsführer und Politiker
- Rosser, Robert (* 1969), US-amerikanischer Biathlet
- Rösser, Thomas (* 1973), deutscher Medienwissenschaftler, Filmemacher und Regisseur
- Rosser, Thomas Lafayette (1836–1910), General der Konföderierten Staaten von Amerika im Amerikanischen Bürgerkrieg
- Rösser, Wolfgang (1914–2007), deutscher NDPD-Funktionär und Abgeordneter der Volkskammer der DDR (NDPD)
- Rosser, Yvette (* 1952), US-amerikanische Autorin und Wissenschaftlerin
- Rössert, Theodor (1916–2007), deutscher Politiker (CSU), Landrat des Landkreises Oberallgäu (1970–1978)
- Rosset de Rocozel de Fleury, André Hercule Marie Louis de (1770–1815), französischer Hochadliger, Hofbeamter und Emigrant
- Rosset de Rocozel de Fleury, Pierre Augustin Bernardin de (1717–1780), französischer Kleriker, Bischof von Chartres, Kaplan der Königin
- Rosset de Rocozel, André Hercule Alexandre de (1750–1782), französischer Hochadliger, Militär und Emigrant
- Rosset de Rocozel, André Hercule de (1715–1788), französischer Hochadliger, Militär und Hofbeamter
- Rosset de Rocozel, Henri Marie Bernardin de (1718–1781), französischer Kleriker, Erzbischof von Tours, Erzbischof von Cambrai
- Rosset de Rocozel, Jean Hercule de (1683–1748), französischer Hochadliger und Militär
- Rosset, Clément (1939–2018), französischer Philosoph
- Rosset, François de (1571–1619), französischer Schriftsteller und Übersetzer
- Rosset, Maeva (* 1989), Schweizer Bildende Künstlerin
- Rosset, Marc (* 1970), Schweizer TennisspielerMarc Rosset (* 1970)

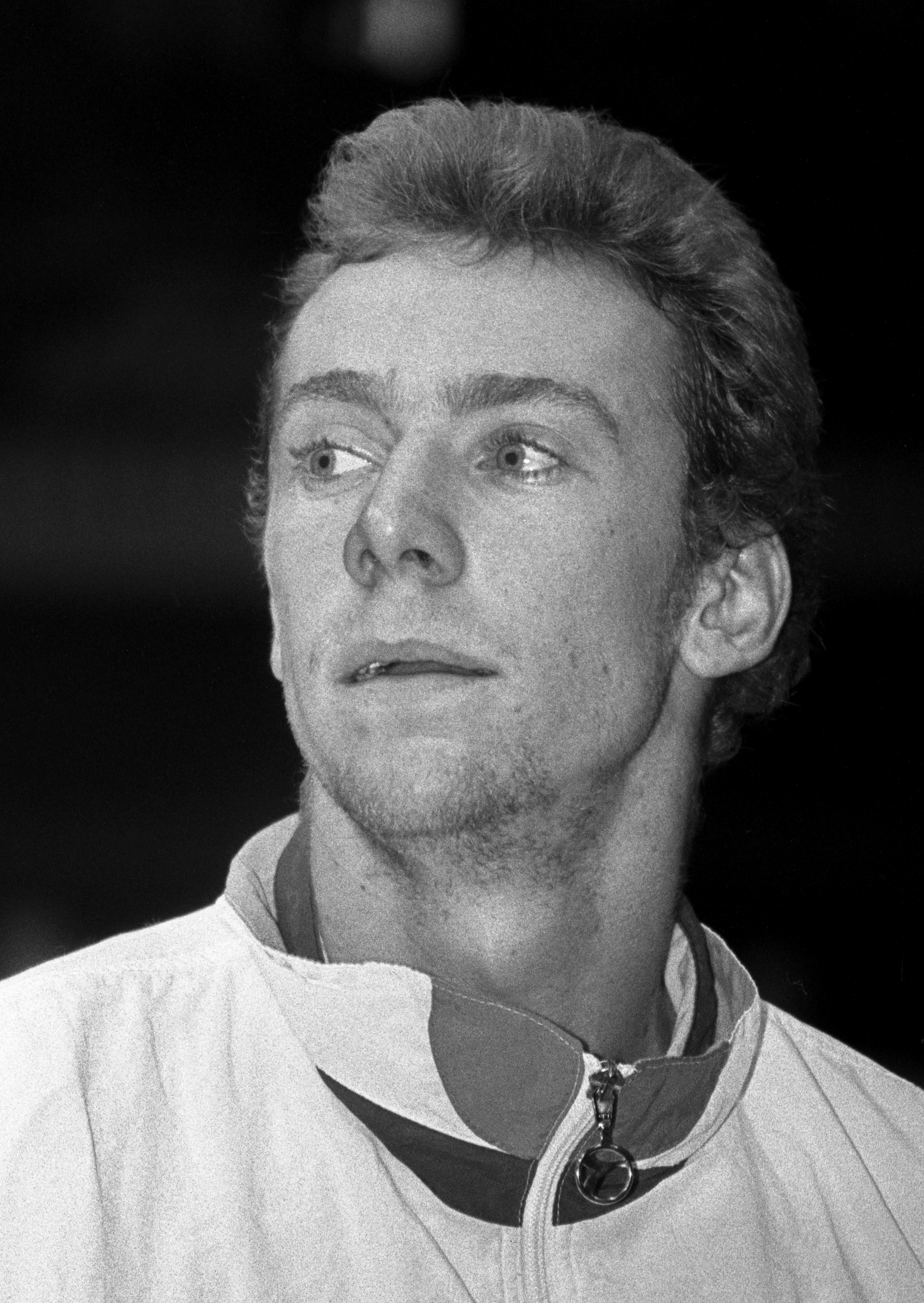
Marc Rosset (* 1970)

- Rosset, Matthieu (* 1990), französischer Wasserspringer
- Rosset, Paul (1872–1954), Schweizer Politiker (LPS)
- Rosset, Ricardo (* 1968), brasilianischer Automobilrennfahrer
- Rosset, Roland (* 1957), Schweizer Ruderer und Marktforscher
- Rosset-Granger, Édouard (1853–1934), französischer Maler
- Rosseter, Philip (1568–1623), englischer Komponist
- Rosseti, Valerio Lorenzo (* 1994), italienischer Fußballspieler
- Rossetos, Platon (1896–1944), griechischer Brauer, Bürgermeister von Katerini
- Rossetti, Alfonso († 1577), Bischof von Comacchio und Ferrara
- Rossetti, Biagio (1447–1516), italienischer Architekt und Stadtplaner
- Rossetti, Bruno (1960–2018), französisch-italienischer Sportschütze
- Rossetti, Carlo (1614–1681), italienischer Kardinal aus einer adeligen Familie aus Ferrara
- Rossetti, Carlo (1736–1820), europäischer Kaufmann und Konsul in Kairo
- Rossetti, Christina (1830–1894), britische Dichterin
- Rossetti, Dante Gabriel (1828–1882), britischer Poet und MalerDante Gabriel Rossetti (1828–1882)

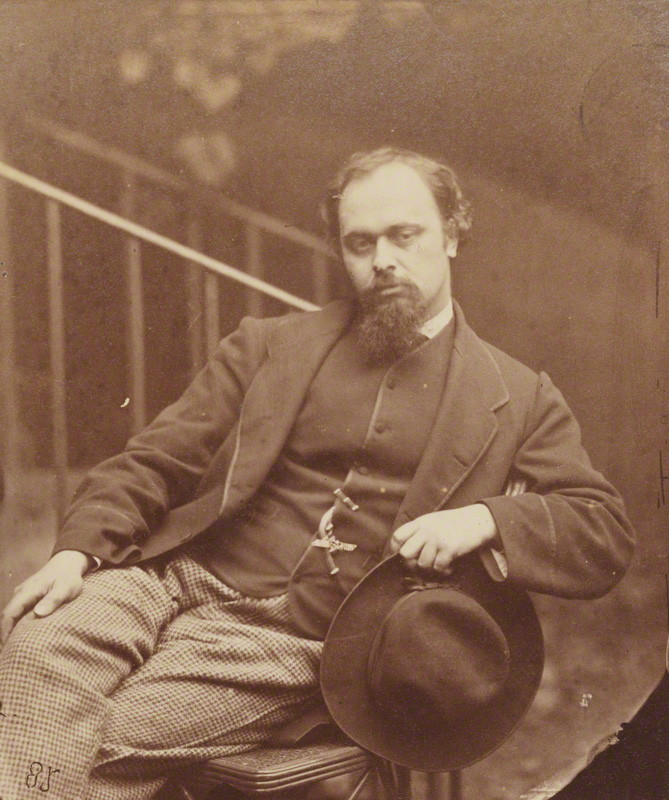
Dante Gabriel Rossetti (1828–1882)

- Rossetti, Domenico (1774–1842), italienischer Rechtsanwalt, Politiker und Kulturliebhaber
- Rossetti, Franco (* 1930), italienischer Filmregisseur
- Rossetti, Gabriele (1783–1854), italienischer Dichter und Gelehrter
- Rossetti, Gabriele (* 1995), italienischer Sportschütze
- Rossetti, Gino (1904–1992), italienischer Fußballspieler
- Rossetti, Maria Francesca (1827–1876), britische Autorin und Ordensschwester der All Saints Sisters of the Poor (Anglikanischer Orden)
- Rossetti, Marta (* 1999), italienische Skirennläuferin
- Rossetti, Raffaele (1881–1951), italienischer Marineingenieur und Politiker
- Rossetti, Stephen Joseph (* 1951), US-amerikanischer Priester, Autor und Psychologe
- Rossetti, William Michael (1829–1919), englischer Schriftsteller und Kunstkritiker
- Rossettini, Luca (* 1985), italienischer Fußballspieler
- Rossetto, Angelo (1946–2022), italienischer Ruderer
- Rossetto, Héctor (1922–2009), argentinischer Schach-Großmeister
- Rossetto, Louis (* 1949), US-amerikanischer Autor, Journalist und Entrepreneur italienischer Abstammung
- Rossetto, Stéphane (* 1987), französischer Radrennfahrer

### Rossf
- Roßfeld, Arnold, niederländischer Bildhauer des Barock
- Roßfeld, Sophie (* 1993), deutsche Schauspielerin

### Rossg
- Rößger, Edgar (1905–1976), deutscher Luftfahrtingenieur, Begründer der Anthropotechnik

### Rossh
- Roßhaupter, Albert (1878–1949), bayerischer Politiker (SPD)
- Roßhirt, Anton Joseph (1746–1795), deutscher römisch-katholischer Theologe und Hochschullehrer
- Rosshirt, Eugen (1795–1872), deutscher Gynäkologe und Geburtshelfer
- Roßhirt, Franz (1820–1887), deutscher Jurist und Politiker (Zentrum), MdR
- Roßhirt, Julius (1854–1908), deutscher Wasserbauingenieur und großherzoglich badischer Baubeamter
- Roßhirt, Konrad Franz (1793–1873), deutscher Rechtswissenschaftler und Hochschullehrer
- Roßhirt, Wilhelm II. (1714–1791), deutscher Zisterzienserabt
- Roßhoff, Bernhard (1908–1986), deutscher Politiker (CDU), MdL

### Rossi
- Rossi Branco, Igor (* 1989), brasilianischer Fußballspieler
- Rossi di Montelera, Lorenzo (* 1940), italienischer Unternehmer
- Rossi di Montelera, Teofilo (1902–1991), italienischer Unternehmer, Bobsportler, Motorboot- und Automobilrennfahrer sowie Sportfunktionär
- Rossi Drago, Eleonora (1925–2007), italienische Schauspielerin
- Rossi Guidicelli, Sara (* 1978), Schweizer Schriftstellerin und Journalistin
- Rossi Keller, Antônio Carlos (* 1953), brasilianischer Geistlicher, römisch-katholischer Bischof von Frederico Westphalen
- Rossi Longhi, Alberto (1895–1979), italienischer Diplomat
- Rossi Sief, Ivo (* 1949), italienisch-österreichischer bildender Künstler
- Rossi Stuart, Giacomo (1925–1994), italienischer Schauspieler
- Rossi Stuart, Kim (* 1969), italienischer Film- und Theaterschauspieler sowie FilmregisseurKim Rossi Stuart (* 1969)

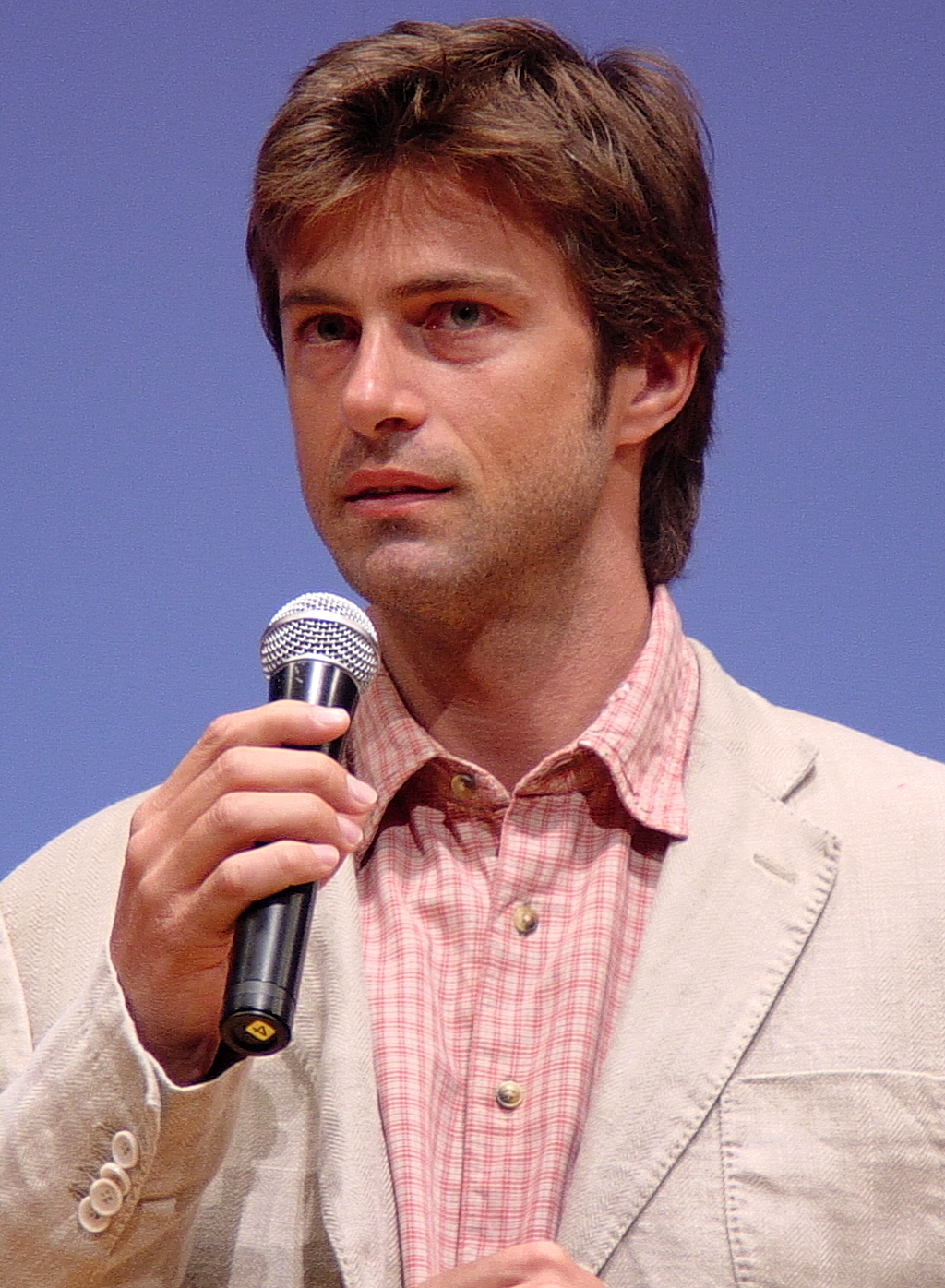
Kim Rossi Stuart (* 1969)

- Rossi Vaccari, Antonio (1808–1874), italienischer Kurienbischof
- Rossi y Rossi, Alfredo (* 1920), argentinischer Komponist
- Rossi, Agnelo (1913–1995), brasilianischer Geistlicher, Erzbischof, Kurienkardinal der römisch-katholischen Kirche
- Rossi, Albert (* 1931), US-amerikanischer Ruderer
- Rossi, Alberto (* 1943), italienischer Politiker
- Rossi, Aldo (1906–1981), italienischer Filmregisseur, Theaterschaffender und Boxer
- Rossi, Aldo (1911–1979), italienischer Jazzmusiker (Altsaxophon, Klarinette)
- Rossi, Aldo (1931–1997), italienischer Architekt und Designer
- Rossi, Aldo Loris (1933–2018), italienischer Architekt, avantgardistischer Architekturtheoretiker und Hochschullehrer
- Rossi, Alessandro (1820–1891), Schweizer Bildhauer und Dozent
- Rossi, Alessandro (* 1967), san-marinesischer Politiker
- Rossi, Alexander (* 1960), österreichischer Schauspieler und Hörspielsprecher
- Rossi, Alexander (* 1991), US-amerikanischer AutomobilrennfahrerAlexander Rossi (* 1991)

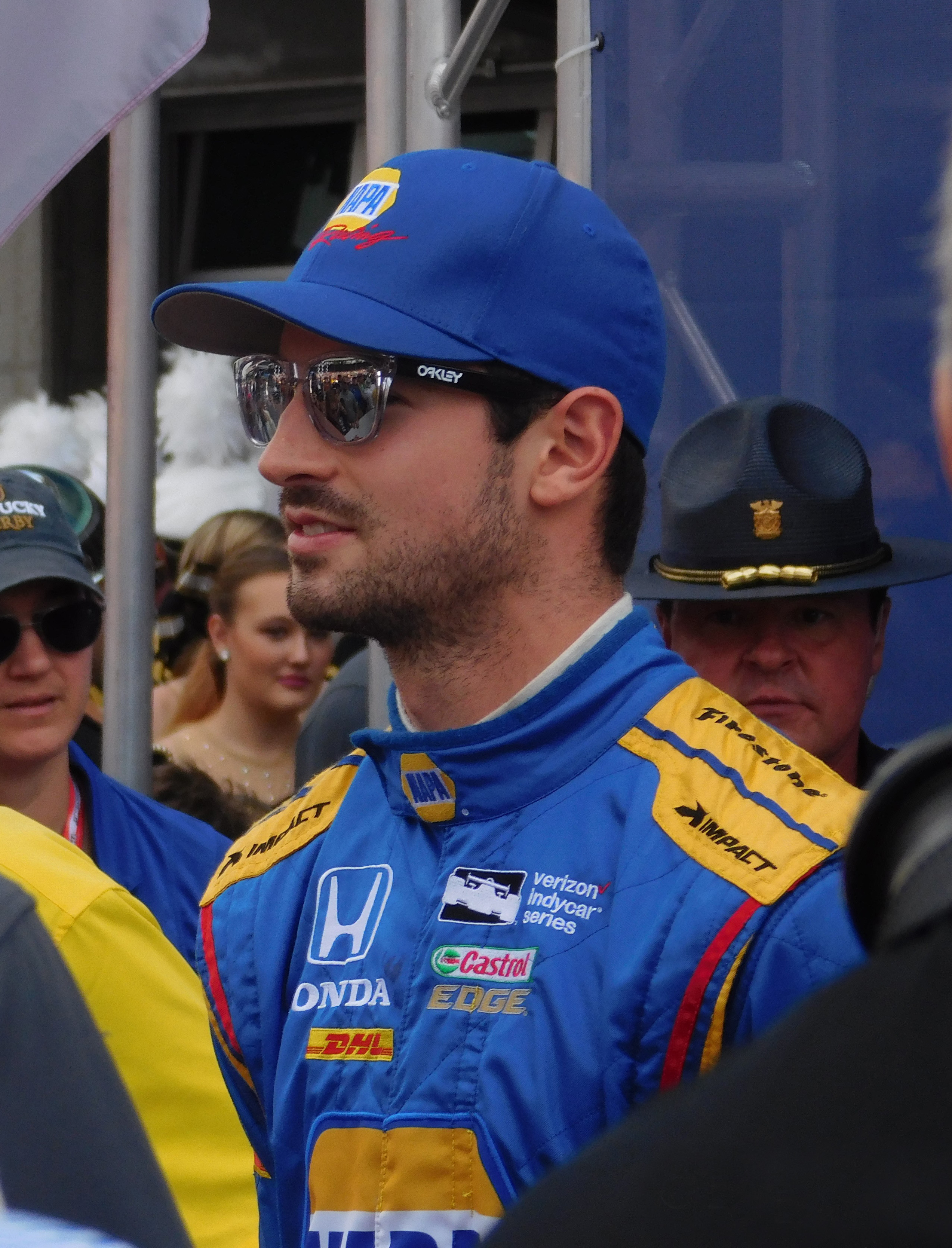
Alexander Rossi (* 1991)

- Rossi, Alexander Mark (1840–1916), britischer viktorianischer Maler
- Rossi, Alice S. (1922–2009), US-amerikanische Soziologin
- Rossi, Amedée (1896–1963), französischer Autorennfahrer
- Rossi, Ana Karina, uruguayische Tango-Jazz-Sängerin
- Rossi, Andrea (* 1950), italienischer Erfinder und Unternehmer sowie verurteilter Betrüger
- Rossi, Andrea (* 1986), italienischer Fußballspieler
- Rossi, Andrew, US-amerikanischer Regisseur, Produzent und Kameramann für Dokumentarfilme
- Rossi, Ángel Sixto (* 1958), argentinischer Ordensgeistlicher, römisch-katholischer Erzbischof von Córdoba
- Rossi, Angela de’ († 1573), italienische Adlige, Gattin von Vitello Vitelli und Alessandro Vitelli
- Rossi, Angelo (1825–1906), italienischer Geistlicher
- Rossi, Anton Germano (1899–1948), italienischer Journalist und Drehbuchautor
- Rossi, Antonio (* 1903), italienischer Filmschaffender
- Rossi, Antonio (* 1952), Schweizer Schriftsteller
- Rossi, Antonio (* 1968), italienischer Kanute
- Rossi, Armando José María (* 1945), argentinischer Ordensgeistlicher, emeritierter römisch-katholischer Bischof von Concepción
- Rossi, Azaria dei († 1578), jüdischer Humanist
- Rossi, Barbara (* 1971), italienische Wirtschaftswissenschaftlerin und Hochschullehrerin
- Rossi, Bernardo (1432–1468), italienischer Geistlicher und Bischof
- Rossi, Bernardo de’ († 1248), italienischer Condottiere und Podestà
- Rossi, Bernardo de’ (1468–1527), italienischer Geistlicher, Bischof von Belluno und Treviso
- Rossi, Bertrando de’, italienischer Adliger
- Rossi, Bertrando de’ (1429–1502), italienischer Adliger und Graf von Berceto
- Rossi, Bertrando Junior de’ (1336–1396), Diplomat
- Rossi, Bertrando Senior de’ († 1345), italienischer Condottiere
- Rossi, Bruno (1905–1993), italienischer Astrophysiker
- Rossi, Camilla de, italienische Komponistin
- Rossi, Carlo (1775–1849), italienisch-russischer Architekt
- Rossi, Carlo (1797–1864), Diplomat des Königreichs Sardinien und Ehemann der Opernsängerin Henriette Sontag
- Rossi, Carlo (1880–1967), italienischer General
- Rossi, Carlo A. (* 1968), italienischer Spieleautor
- Rossi, Carolina (* 1989), argentinische Handballspielerin
- Rossi, Cesare (1842–1909), italienischer Komponist, Dirigent und Gesangspädagoge
- Rossi, Cesare (1904–1952), italienischer Ruderer
- Rossi, Christian (* 1954), französischer Comiczeichner
- Rossi, Christine (* 1963), französische Freestyle-Skisportlerin
- Rossi, Cristian (* 1991), italienischer Radrennfahrer
- Rossi, Daniel (* 1981), brasilianischer Fußballspieler
- Rossi, Dante (1936–2013), italienischer Wasserballspieler
- Rossi, Delio (* 1960), italienischer FußballtrainerDelio Rossi (* 1960)

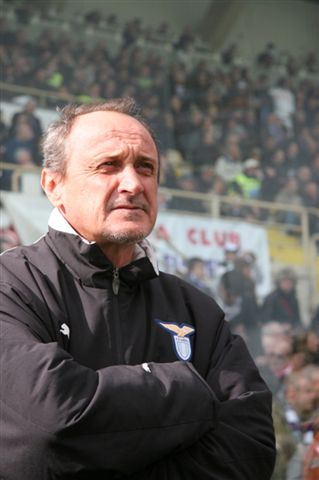
Delio Rossi (* 1960)

- Rossi, Derrick (* 1966), kanadischer Zellbiologe
- Rossi, Diego (* 1998), uruguayischer Fußballspieler
- Rossi, Domenico (1657–1737), Schweizer Architekt
- Rossi, Domenico Egidio (1659–1715), italienischer Architekt und Baumeister
- Rossi, Emma (1952–2003), san-marinesische Politikerin
- Rossi, Enrico (* 1958), italienischer Politiker (Partito Democratico). Präsident der Region Toskana
- Rossi, Enrico (* 1982), italienischer Radrennfahrer
- Rossi, Enrico (* 1993), italienischer Beachvolleyballspieler
- Rossi, Erica (* 1955), italienische Sprinterin
- Rossi, Ermenegildo (1827–1895), Schweizer Journalist, Publizist und Politiker (FDP)
- Rossi, Ernest (1933–2020), US-amerikanischer Psychologe und Psychotherapeut
- Rossi, Ernesto (1827–1896), italienischer Schauspieler und Dramatiker
- Rossi, Ernesto (1897–1967), italienischer Politiker, Journalist und Antifaschist
- Rossi, Ettore (1915–1998), Schweizer Kinderarzt
- Rossi, Fausto (* 1990), italienischer Fußballspieler
- Rossi, Federica (* 2001), italienische Tennisspielerin
- Rossi, Federico (* 1994), italienischer Popsänger
- Rossi, Federico I. de’ (1580–1632), italienischer General und Adliger
- Rossi, Federico II. de’ (1660–1754), italienischer Condottiere und Adliger
- Rossi, Ferdinando Maria de (1696–1775), italienischer Kardinal der Römischen Kirche
- Rossi, Ferrante de’ († 1618), Condottiere und Adliger
- Rossi, Filippo Maria de’ (1465–1529), italienischer Condottiere und Adliger
- Rossi, Fortunato Antonio (1919–1999), argentinischer Geistlicher und römisch-katholischer Erzbischof von Corrientes
- Rossi, Francesco Domenico (* 2001), italienischer Sprinter
- Rossi, Francis (* 1949), britischer Komponist, Sänger und Gitarrist der Rockgruppe Status QuoFrancis Rossi (* 1949)

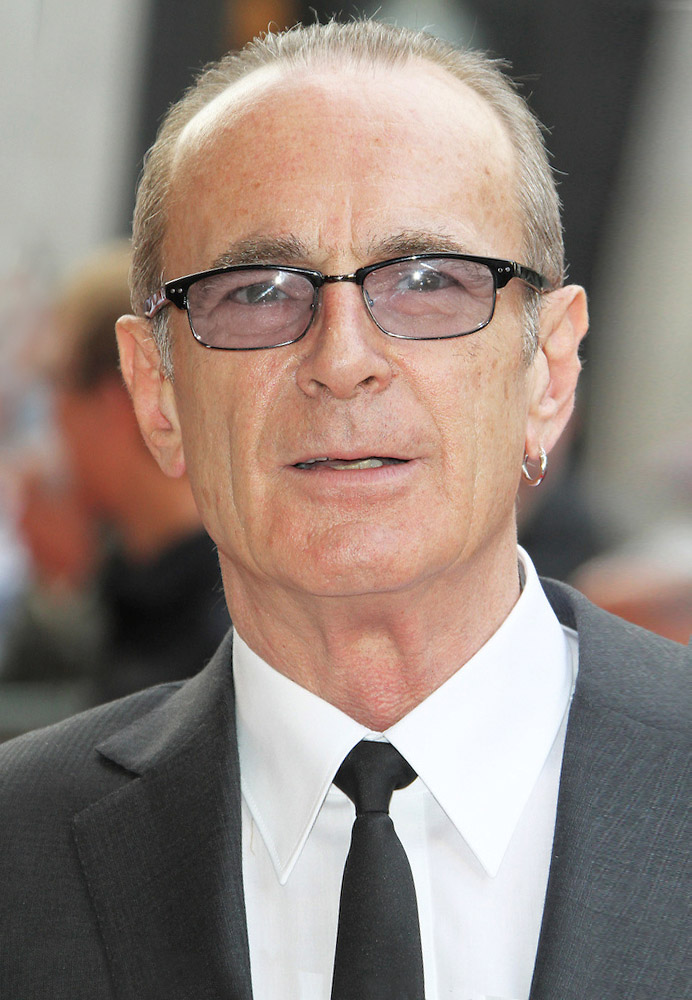
Francis Rossi (* 1949)

- Rossi, Franco (1916–2006), italienischer Eishockeyspieler
- Rossi, Franco (1919–2000), italienischer Filmregisseur und Filmproduzent
- Rossi, Gabriel (1930–2009), französischer Fußballspieler
- Rossi, Gaetano (1774–1855), italienischer Schriftsteller und Librettist
- Rossi, George (1961–2022), britischer Schauspieler
- Rossi, Giacomo de’, Adliger
- Rossi, Giacomo de’ († 1418), Bischof von Verona und Luni, Erzbischof von Neapel
- Rossi, Gian Vittorio (1570–1647), italienischer Dichter, Historiker und Philologe
- Rossi, Gianfranco (1927–2013), Schweizer Architekt
- Rossi, Giorgio (* 1948), italienischer Bahnradsportler
- Rossi, Giovan Girolamo de’ (1505–1564), Bischof von Pavia, Gouverneur von Rom
- Rossi, Giovanni (1861–1926), Schweizer Arzt, Politiker, Tessiner Grossrat und Staatsrat
- Rossi, Giovanni (1926–1983), Schweizer Radrennfahrer
- Rossi, Giovanni Antonio De (1616–1695), italienischer Architekt
- Rossi, Giovanni de’ (1431–1502), italienischer Condottiere und Adliger
- Rossi, Giovanni Francesco, Bildhauer
- Rossi, Giovanni Gherardo de (1754–1827), italienischer Dichter und Gelehrter
- Rossi, Giulio Cesare de’ (1519–1554), Condottiere und Adliger
- Rossi, Giuseppe (1887–1983), italienischer römisch-katholischer Geistlicher, Titularbischof von Palmyra
- Rossi, Giuseppe (* 1987), italienischer FußballspielerGiuseppe Rossi (* 1987)

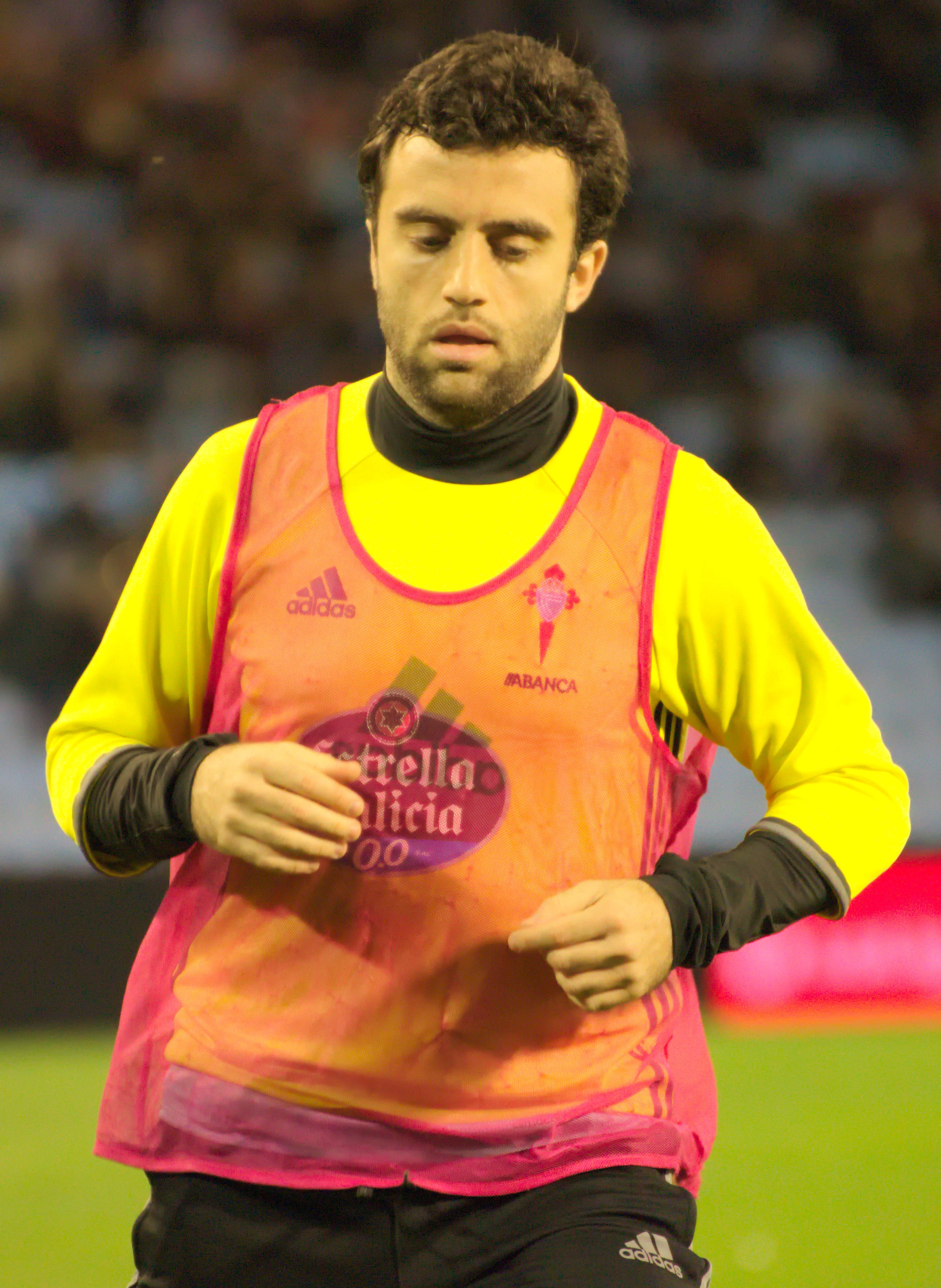
Giuseppe Rossi (* 1987)

- Rossi, Giuseppe de, italienischer römisch-katholischer Geistlicher
- Rossi, Guglielmo de’ († 1340), Condottiere und Podestà
- Rossi, Guido de’ († 1490), italienischer Adliger und Condottiere
- Rossi, Hedwig (1891–1985), österreichische Schriftstellerin
- Rossi, Hugo (* 1935), US-amerikanischer Mathematiker
- Rossi, Ippolito de’ (1531–1591), Bischof von Pavia, Kardinal der Römischen Kirche
- Rossi, Jacques (1909–2004), polnisch-französischer politischer Aktivist und Schriftsteller
- Rossi, James (1936–2005), US-amerikanischer Radrennfahrer
- Rossi, Jeannine (* 1988), österreichische Pop-, Rock- und Schlagersängerin
- Rossi, Jessica (* 1992), italienische Sportschützin
- Rossi, Juan José (* 1932), argentinischer Historiker
- Rossi, Jules (1914–1968), italienischer Radrennfahrer
- Rossi, Julio Hernán (* 1977), italo-argentinischer Fußballspieler
- Rossi, Lauro (1812–1885), italienischer Komponist
- Rossi, Lemme († 1673), italienischer Musiktheoretiker
- Rossi, Léon (1923–2007), französischer Fußballspieler und -trainer
- Rossi, Leonardo, franziskanischer Generalminister und Schriftsteller
- Rossi, Lucas (* 1985), argentinischer Hockeyspieler
- Rossi, Lucia Serena (* 1958), italienische Juristin, Richterin am Europäischen Gerichtshof
- Rossi, Luciano (1934–2005), italienischer Schauspieler
- Rossi, Luciano (* 1945), italienischer Literaturwissenschaftler
- Rossi, Luigi († 1653), italienischer Komponistk, Organist und Opernsänger (Tenor)
- Rossi, Luigi (1853–1923), Schweizer Maler
- Rossi, Luigi (1864–1890), Schweizer Anwalt und Politiker (CVP)
- Rossi, Luigi de’ (1474–1519), Kardinal der katholischen Kirche
- Rossi, Luigi Enrico (1933–2009), italienischer Altphilologe
- Rossi, Luisa (* 1963), schweizerisch-italienische Stylistin und Lifestyle-ExpertinLuisa Rossi (* 1963)

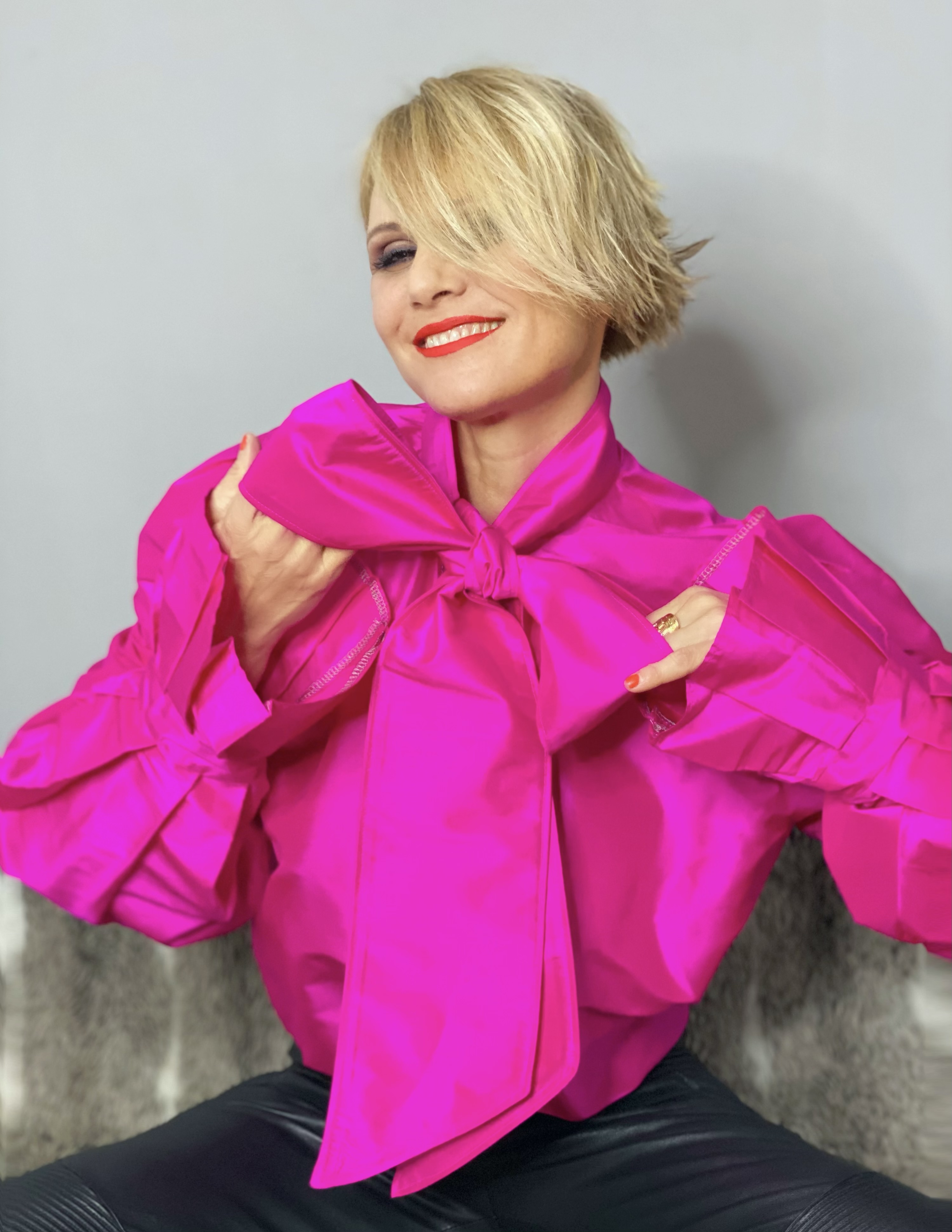
Luisa Rossi (* 1963)

- Rossi, Marcelo (* 1967), brasilianischer katholischer Priester
- Rossi, Marco (* 1964), italienischer Fußballspieler und -trainer
- Rossi, Marco (* 1987), italienischer Fußballspieler
- Rossi, Marco (* 2001), österreichischer Eishockeyspieler
- Rossi, Mariano (1731–1807), italienischer Maler des Klassizismus
- Rossi, Mario (1902–1992), italienischer Dirigent
- Rossi, Marsilio de’ (1287–1337), italienischer Adliger und Condottiere
- Rossi, Massimiliano (* 1970), italienischer Schauspieler
- Rossi, Massimo (1992–2016), italienischer Motorbootsportler
- Rossi, Matthias (* 1968), deutscher Rechtswissenschaftler
- Rossi, Matthias (* 1991), Schweizer Eishockeyspieler
- Rossi, Mattia De (1637–1695), italienischer Architekt
- Rossi, Matze (* 1977), deutscher Sänger und Gitarrist der Band TagtraumMatze Rossi (* 1977)

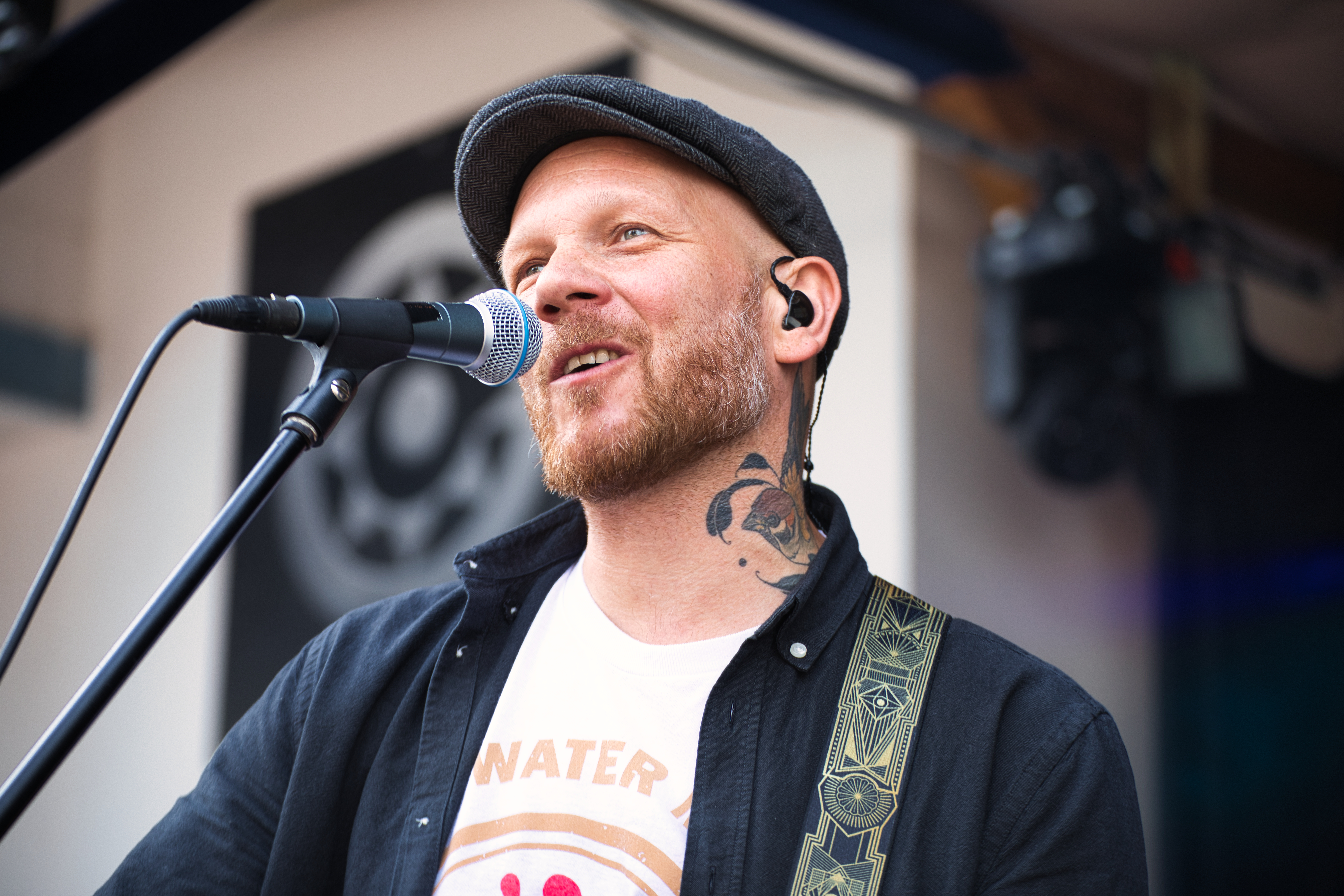
Matze Rossi (* 1977)

- Rossi, Michaël (* 1988), französischer Autorennfahrer
- Rossi, Michelangelo, italienischer Komponist und Violinist
- Rossi, Moraldo (1926–2021), italienischer Drehbuchautor und Filmregisseur
- Rossi, Nathália (* 1989), brasilianische Tennisspielerin
- Rossi, Néstor (1925–2007), argentinischer Fußballspieler und -trainer
- Rossi, Niccolò de’, italienischer Dichter und Jurist
- Rossi, Nicolas (* 2004), brasilianischer Fußballspieler
- Rossi, Opilio (1910–2004), US-amerikanischer Geistlicher, römisch-katholischer Kurienkardinal
- Rossi, Oreste (* 1964), italienischer Politiker (Lega Nord), Mitglied der Camera dei deputati, MdEP
- Rossi, Orlando Carlo de’, Condottiere und Gouverneur von Monferrat
- Rossi, Orlando de’, italienischer Condottiere, Reichsvikar und Podestà
- Rossi, Orlando de’, italienischer Condottiere und Podestà
- Rossi, Oscar (1930–2012), argentinischer Fußballspieler und -trainer
- Rossi, Paolo (1923–2012), italienischer Philosoph und Wissenschaftshistoriker
- Rossi, Paolo (1956–2020), italienischer FußballspielerPaolo Rossi (1956–2020)

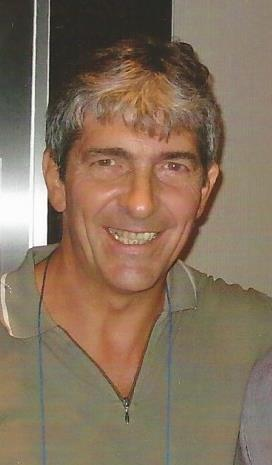
Paolo Rossi (1956–2020)

- Rossi, Pasquale (1867–1905), italienischer Soziologe und Arzt
- Rossi, Pasquale de’ (1641–1722), italienischer Maler des Barock
- Rossi, Pellegrino (1787–1848), Premierminister von Papst Pius IX.
- Rossi, Peter H. (1921–2006), US-amerikanischer Soziologe
- Rossi, Pier Maria I. de’ (* 1374), italienischer Adliger
- Rossi, Pier Maria II. de’ (1413–1482), italienischer Herr und Condottiere
- Rossi, Pier Maria III. de’ (1504–1547), italienischer General und Adliger
- Rossi, Pier Maria IV. de’ (1620–1653), italienischer Condottiere und Adliger
- Rossi, Pietro (1738–1804), italienischer Naturwissenschaftler und Entomologe
- Rossi, Pietro (1765–1838), Schweizer Politiker
- Rossi, Pietro de’ (1303–1337), italienischer Adliger und Condottiere
- Rossi, Portia de (* 1973), australisch-US-amerikanische SchauspielerinPortia de Rossi (* 1973)

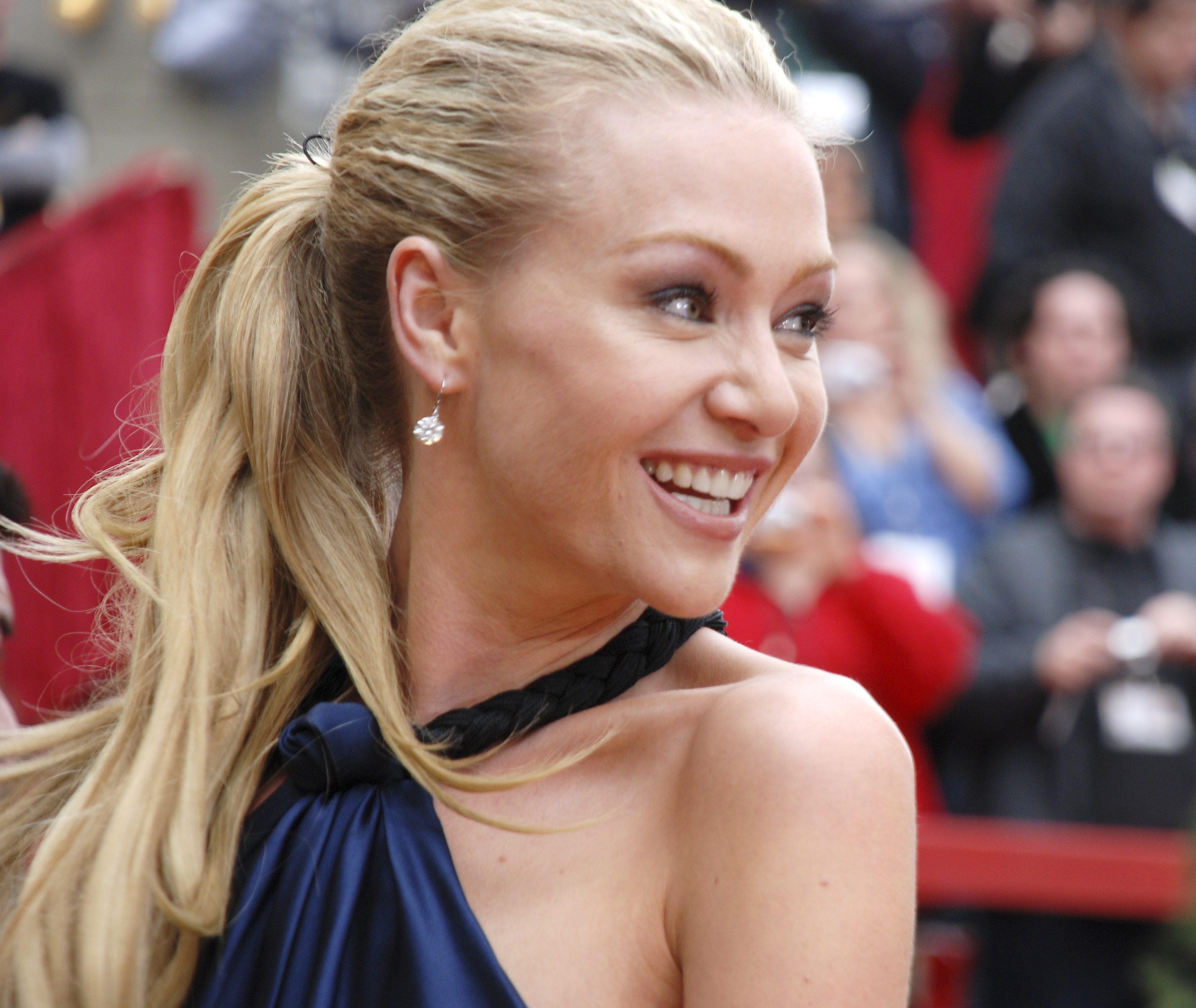
Portia de Rossi (* 1973)

- Rossi, Properzia de’ († 1530), italienische Bildhauerin der Renaissance
- Rossi, Rafael (1896–1982), argentinischer Komponist und Bandoneon-Spieler
- Rossi, Raffaele Carlo (1876–1948), italienischer Kardinal der römisch-katholischen Kirche
- Rossi, Raimondo (1870–1955), Schweizer Anwalt, Oberst und Politiker (GAPT)
- Rossi, Remo (1909–1982), Schweizer Bildhauer
- Rossi, Renata (* 1953), italienische Kletterin, Bergsteigerin und Bergführerin
- Rossi, Riccardo (1901–1986), Schweizer Politiker (CVP)
- Rossi, Rico (* 1965), italo-kanadischer Eishockeyspieler und -trainer
- Rossi, Rogelio Omar (* 1981), argentinischer Boxer
- Rossi, Rolando de’ († 1345), Condottiere und Podestà
- Rossi, Romano (* 1947), italienischer Geistlicher, römisch-katholischer Bischof von Civita Castellana
- Rossi, Ronald (* 1956), US-amerikanischer Rennrodler
- Rossi, Salamone, italienischer Komponist
- Rossi, Santín Carlos (1884–1936), uruguayischer Politiker
- Rossi, Scipione I. de’ (1628–1715), italienischer Adliger
- Rossi, Scipione II. de’ (1715–1802), italienischer Adliger
- Rossi, Sebastiano (* 1964), italienischer Fußballtorhüter
- Rossi, Semino (* 1962), argentinisch-italienischer MusikerSemino Rossi (* 1962)

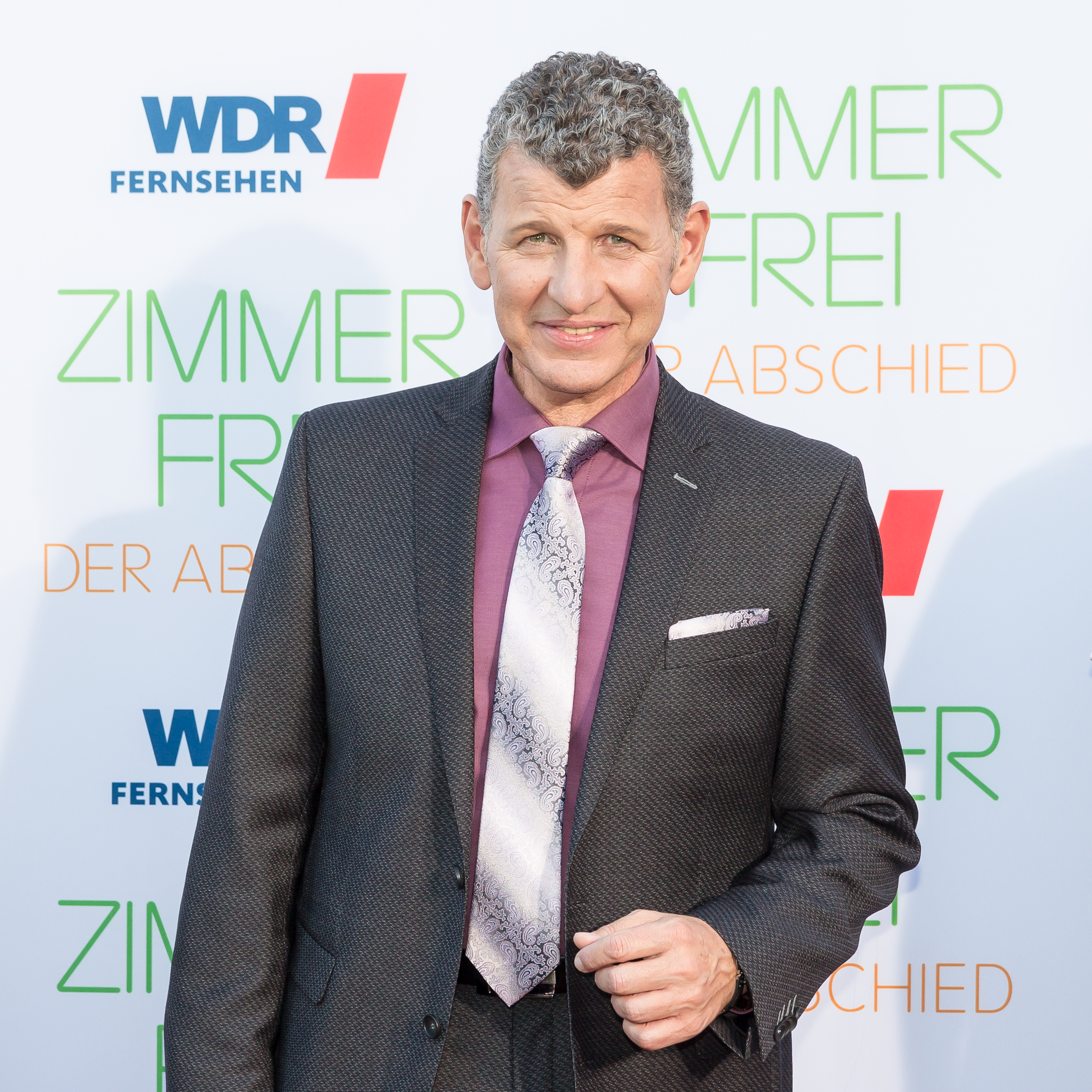
Semino Rossi (* 1962)

- Rossi, Serena (* 1985), italienische Schauspielerin, Synchronsprecherin, Sängerin und Moderatorin
- Rossi, Sergio (1935–2020), italienischer Designer von Damenschuhen
- Rossi, Sergio (* 1939), italienischer Filmregisseur
- Rossi, Sigismondo de’ (1524–1580), Condottiere, General und Adliger
- Rossi, Sonia (* 1982), italienische Schriftstellerin
- Rossi, Theo (* 1975), US-amerikanischer Schauspieler
- Rossi, Tino (1907–1983), französischer Schauspieler und Sänger
- Rossi, Tony Ray, US-amerikanischer Schauspieler und Hairstylist
- Rossi, Troilo I. de’ († 1521), italienischer Condottiere und Adliger
- Rossi, Troilo II. de’ († 1591), italienischer Condottiere und Adliger
- Rossi, Troilo III. de’ (1574–1593), italienischer Condottiere und Adliger
- Rossi, Troilo IV. de’ (1601–1635), italienischer Condottiere und Adliger
- Rossi, Tullio (1903–1997), italienischer Architekt
- Rossi, Tullio (* 1948), italienischer Radrennfahrer
- Rossi, Ugo (* 1963), italienischer Politiker
- Rossi, Ugolino de’ (* 1255), Condottiere und Podestà
- Rossi, Ugolino de’ († 1377), Bischof von Parma
- Rossi, Valentino (* 1979), italienischer MotorradrennfahrerValentino Rossi (* 1979)

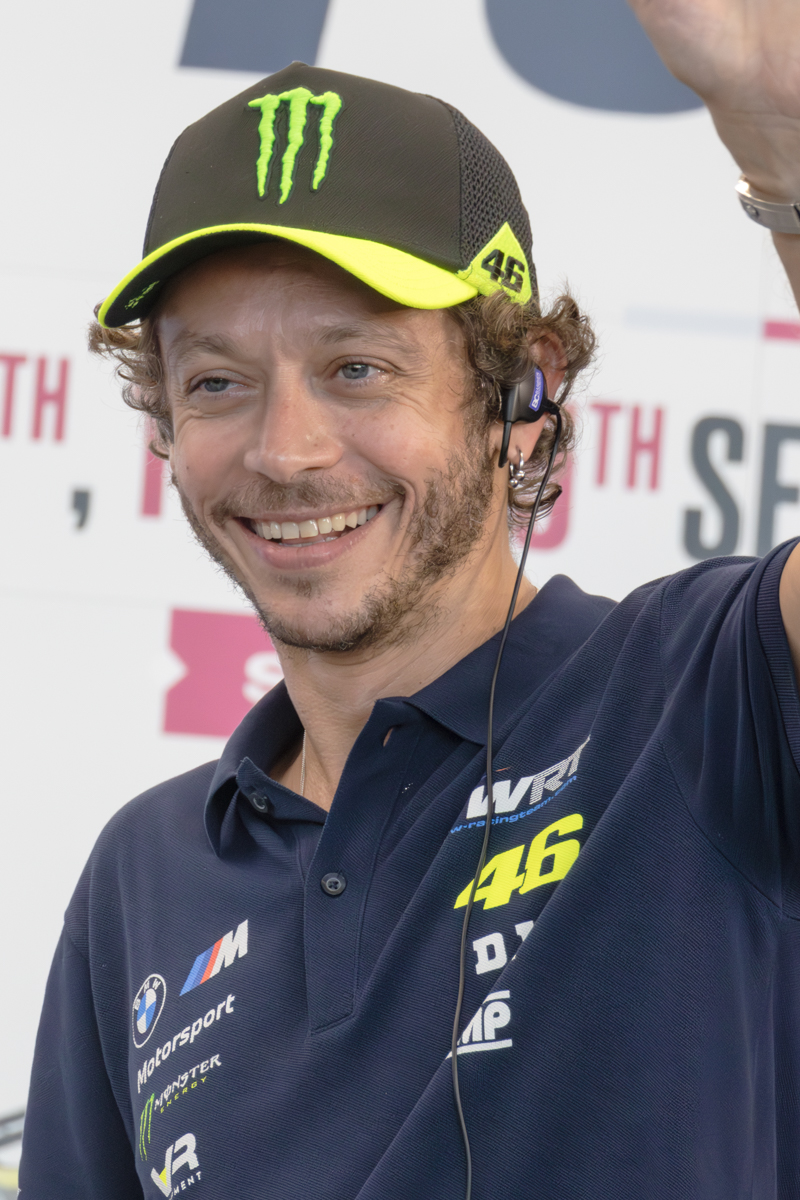
Valentino Rossi (* 1979)

- Rossi, Valeria (* 1969), italienische Popsängerin und Songwriterin
- Rossi, Vasco (* 1952), italienischer Musiker und Radiomoderator
- Rossi, Veronica (* 1973), brasilianische, heute amerikanische Schriftstellerin
- Rossi, Víctor (* 1943), uruguayischer Politiker
- Rossi, Viktor (* 1968), Schweizer Bundeskanzler (GLP)
- Rossi, Vincenzo de’ (1525–1587), italienischer Bildhauer
- Rossi, Vittorio (1865–1938), italienischer Romanist und Italianist
- Rossi, Walter (1894–1978), US-amerikanischer Tontechniker
- Rossi, Winand († 1866), deutscher Bürgermeister von Leverkusen-Schlebusch (1823–1866)
- Rossi, Wolfgang, deutscher Moderator und Redakteur
- Rossi, Youssef (* 1973), marokkanischer Fußballspieler
- Rossi-Lemeni, Nicola (1920–1991), italienischer Opernsänger

#### Rossia
- Rossiaud, Lucien (* 1947), französischer Autorennfahrer

#### Rossic
- Rossichina, Irina Nikolajewna (* 1975), russische Sprinterin

#### Rossie
- Rossié, Michael (* 1958), deutscher Schauspieler, Sprechercoach, Sachbuchautor und Redner
- Rossier, Alain (* 1958), Schweizer Manager
- Rossier, Edmond (1865–1945), Schweizer Historiker, Theologe sowie Journalist
- Rossier, François (* 1961), Schweizer Filmschaffender
- Rossier, William (* 1942), Schweizer Diplomat
- Rossier, Yves (* 1960), Schweizer Beamter und Diplomat
- Rossier-Beneš, Luise (1910–2004), schweizerisch-ungarische Psychologin und Sozialpädagogin
- Rossieres, Franz Ludwig von (1710–1778), preußischer Generalmajor, Kommandant der Festung Silberberg

#### Rossif
- Rossif, Frédéric (1922–1990), französischer Filmregisseur, Drehbuchautor und Dokumentarfilmer

#### Rossig
- Rössig, Karl Gottlob (1752–1806), deutscher Jurist
- Rossig, Reinhold (1903–1979), deutscher Architekt und Maler
- Rossig, Rüdiger (* 1967), deutscher Journalist
- Rößiger, Herbert (1911–1941), deutscher nationalsozialistischer Funktionär
- Rossignol, André (1890–1960), französischer Autorennfahrer
- Rossignol, Antoine (1600–1682), französischer Kryptoanalytiker
- Rossignol, Jacques (1945–2001), französischer Fußballspieler
- Rossignol, Jean Antoine (1759–1802), General während der Französischen Revolution
- Rossignol, Laurence (* 1957), französische PolitikerinLaurence Rossignol (* 1957)

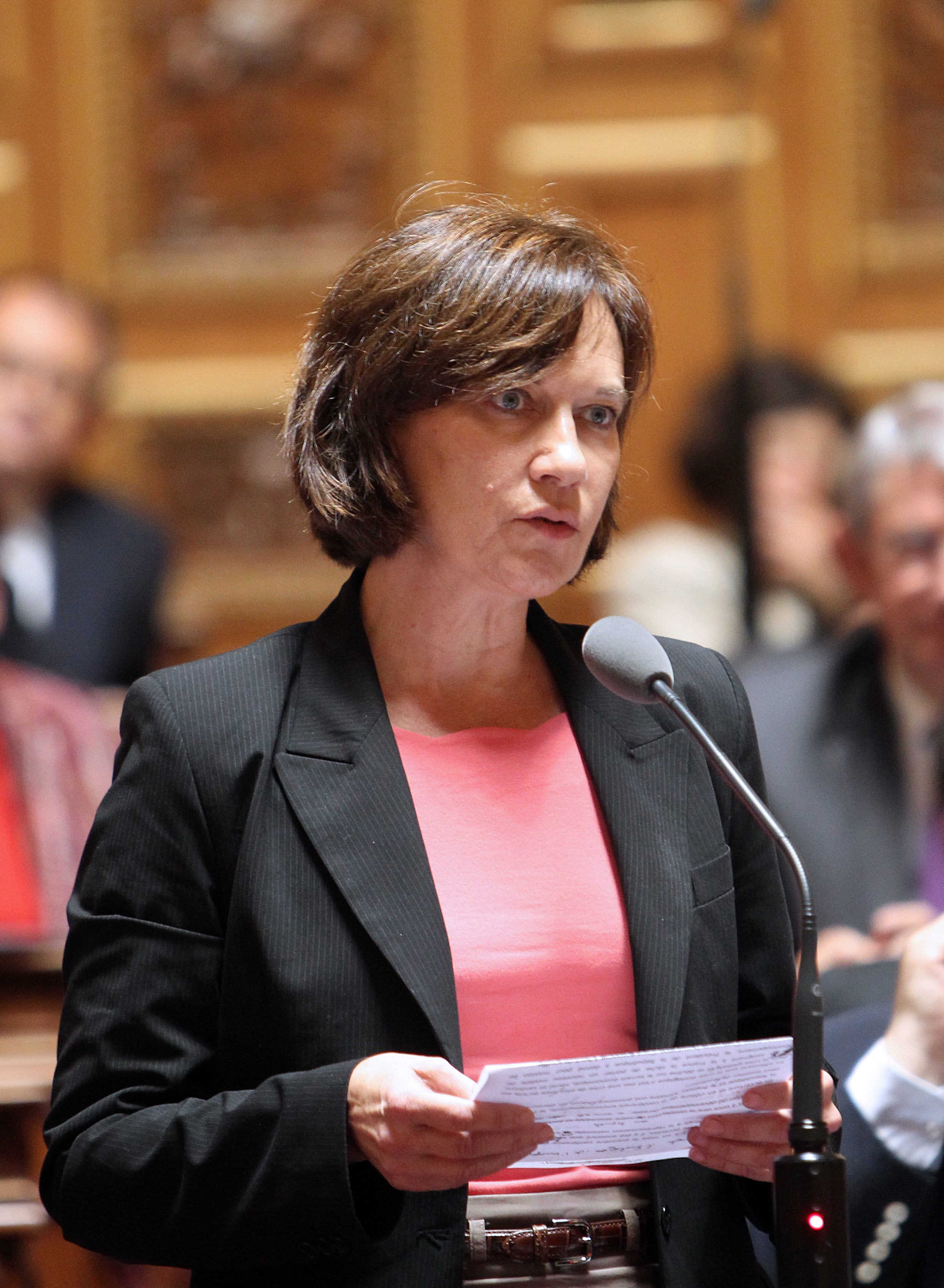
Laurence Rossignol (* 1957)

- Rossignoli, Giovanni (1882–1954), italienischer Radrennfahrer
- Rossignon, Christophe (* 1959), französischer Filmproduzent und Schauspieler

#### Rossih
- Rossihnius, Joachim, deutsch-baltischer Geistlicher

#### Rossij
- Rossijn, Johannes Theodorus (1744–1817), niederländischer Philosoph und Mathematiker

#### Rossil
- Rossille, Frédéric (1955–2022), französischer Komponist und Konzertpianist

#### Rossin
- Rossin, Lawrence G. (1952–2012), US-amerikanischer Diplomat, Botschafter in Kroatien, UN- und NATO-Funktionär
- Rossinelli, Anna (* 1987), Schweizer Singer-SongwriterinAnna Rossinelli (* 1987)

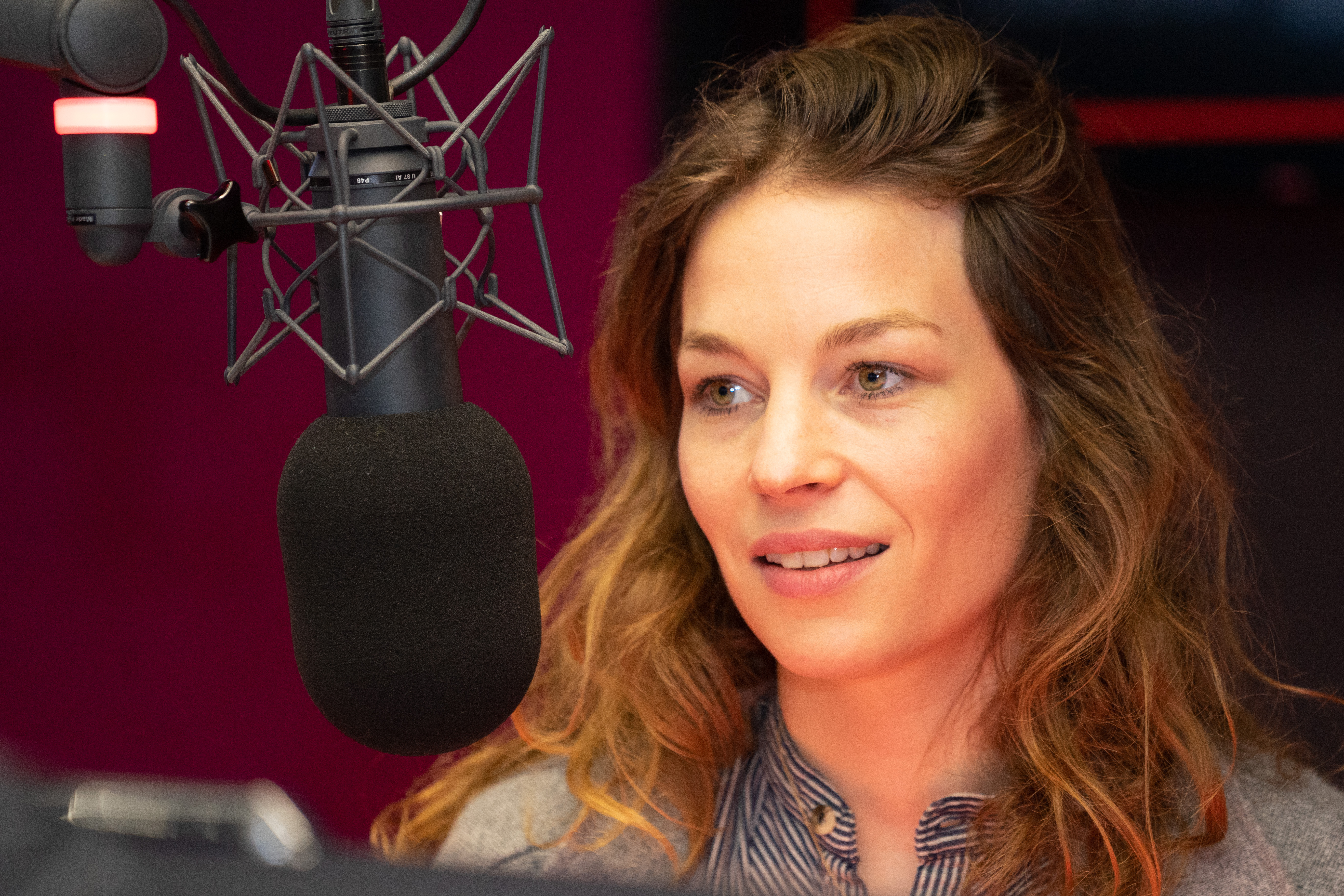
Anna Rossinelli (* 1987)

- Rossinelli, Roger (1927–2005), schweizerisch-französischer Radrennfahrer
- Rössing, Alexander von (1818–1906), deutscher Landrat, Reichstagsabgeordneter
- Rössing, Erika (1903–1977), österreichische Malerin und Kunstgewerblerin
- Rössing, Irmgard von († 1475), Angehörige des Braunschweiger Landadels
- Rößing, Johann Georg (1778–1820), deutscher Politiker und Richter
- Rössing, Karl (1897–1987), österreichischer Grafiker und Buchillustrator
- Rössing, Kurt von (1868–1942), deutscher Vizeadmiral der Kaiserlichen Marine
- Rössing, Peter Friedrich Ludwig von (1805–1874), deutscher Verwaltungsjurist und Oldenburgischer Staatsminister (1872–1874)
- Rössing, Renate (1929–2005), deutsche Reportage- und Landschaftsfotografin
- Rössing, Roger (1929–2006), deutscher Fotograf
- Rössing, Rudolf von (1846–1934), deutscher Kapitän zur See der Kaiserlichen Marine
- Røssing-Lelesiit, Alexander (* 2007), norwegischer Fußballspieler
- Rossington, Gary (1951–2023), US-amerikanischer Gitarrist
- Rossington, Norman (1928–1999), britischer Schauspieler
- Rossini, Andrés (* 1988), argentinischer Diskuswerfer
- Rossini, Fausto (* 1978), italienischer Fußballspieler
- Rossini, Frederick D. (1899–1990), US-amerikanischer Chemiker
- Rossini, Galliano (1927–1987), italienischer Sportschütze
- Rossini, Gioachino (1792–1868), italienischer KomponistGioachino Rossini (1792–1868)

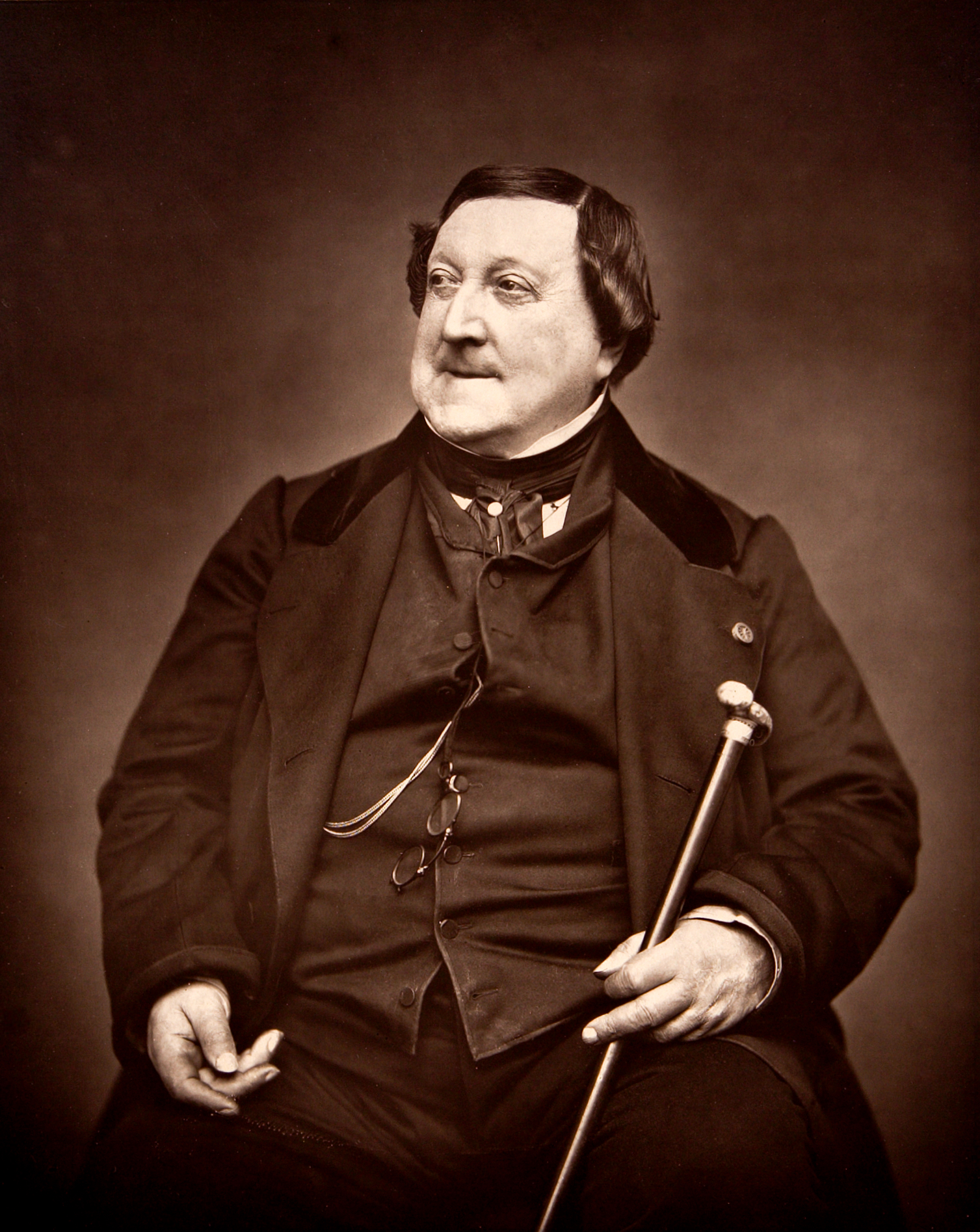
Gioachino Rossini (1792–1868)

- Rossini, Jonathan (* 1989), Schweizer Fußballspieler
- Rossini, Luigi (1790–1857), italienischer Künstler
- Rossini, Massimo Roberto (* 1945), san-marinesischer Politiker
- Rossini, Renato (* 1941), italienischer Schauspieler
- Rossini, Stéphane (* 1963), Schweizer Politiker
- Rossino Mantovano, italienischer Renaissance-Komponist
- Rossino, Giuseppe (1880–1949), italienischer Geistlicher, Kurienerzbischof der römisch-katholischen Kirche
- Rossinot, André (* 1939), französischer Politiker (PRV), Abgeordneter und Minister
- Rossinski, Boris Iliodorowitsch (1884–1977), russisch-sowjetischer Testpilot

#### Rossio
- Rossio, Terry (* 1960), US-amerikanischer Drehbuchautor

#### Rossip
- Rossipal, Alexander (* 1996), deutscher Fußballspieler

#### Rossit
- Rossit, Desirée (* 1994), italienische Hochspringerin
- Rossiter, Frederick McGee (1870–1967), US-amerikanischer Mediziner und Schriftsteller
- Rossiter, James (* 1983), britischer Automobilrennfahrer
- Rossiter, Jan (* 1987), irischer Skilangläufer
- Rossiter, Jordan (* 1997), englischer Fußballspieler
- Rossiter, Kyle (* 1980), kanadischer Eishockeyspieler
- Rossiter, Leonard (1926–1984), britischer Schauspieler
- Rossiter, Margaret W. (1944–2025), US-amerikanische Wissenschaftshistorikerin
- Rossiter, Matthew (* 1989), britischer Ruderer
- Rossiter, Richard Alfred (1886–1977), südafrikanischer Astronom
- Rossitto, Angelo (1908–1991), US-amerikanischer SchauspielerAngelo Rossitto (1908–1991)

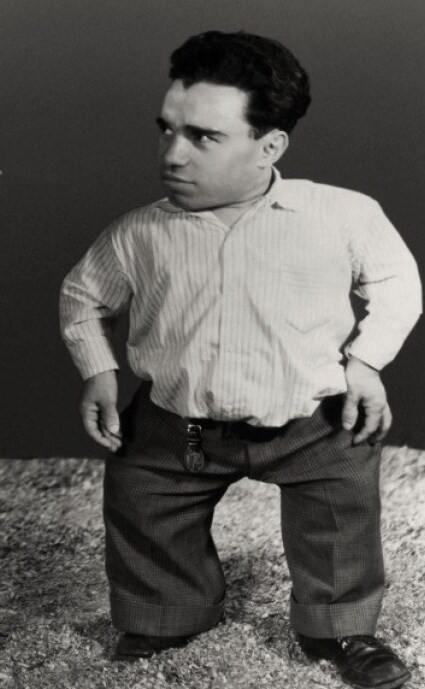
Angelo Rossitto (1908–1991)

#### Rossiu
- Rossius, Jean (1890–1966), belgischer Radrennfahrer
- Rossius-Rhyn, Ernst (1874–1939), deutscher Architekt

### Rossk
- Rosskam, Edwin (1903–1985), US-amerikanischer Fotograf, Schriftsteller und Bildredakteur
- Roßkampff, Georg Heinrich von (1720–1794), Bürgermeister von Heilbronn
- Roßkopf, Christian (1930–2020), deutscher Politiker (SPD), Oberbürgermeister von Speyer
- Roßkopf, Felix (* 1989), deutscher Jazzmusiker (Piano)
- Roßkopf, Franz (1824–1916), Sparkassendirektor und Bürgermeister in Kirchberg am Wagram
- Rosskopf, Joey (* 1989), US-amerikanischer Straßenradrennfahrer
- Roßkopf, Jörg (* 1969), deutscher TischtennisspielerJörg Roßkopf (* 1969)

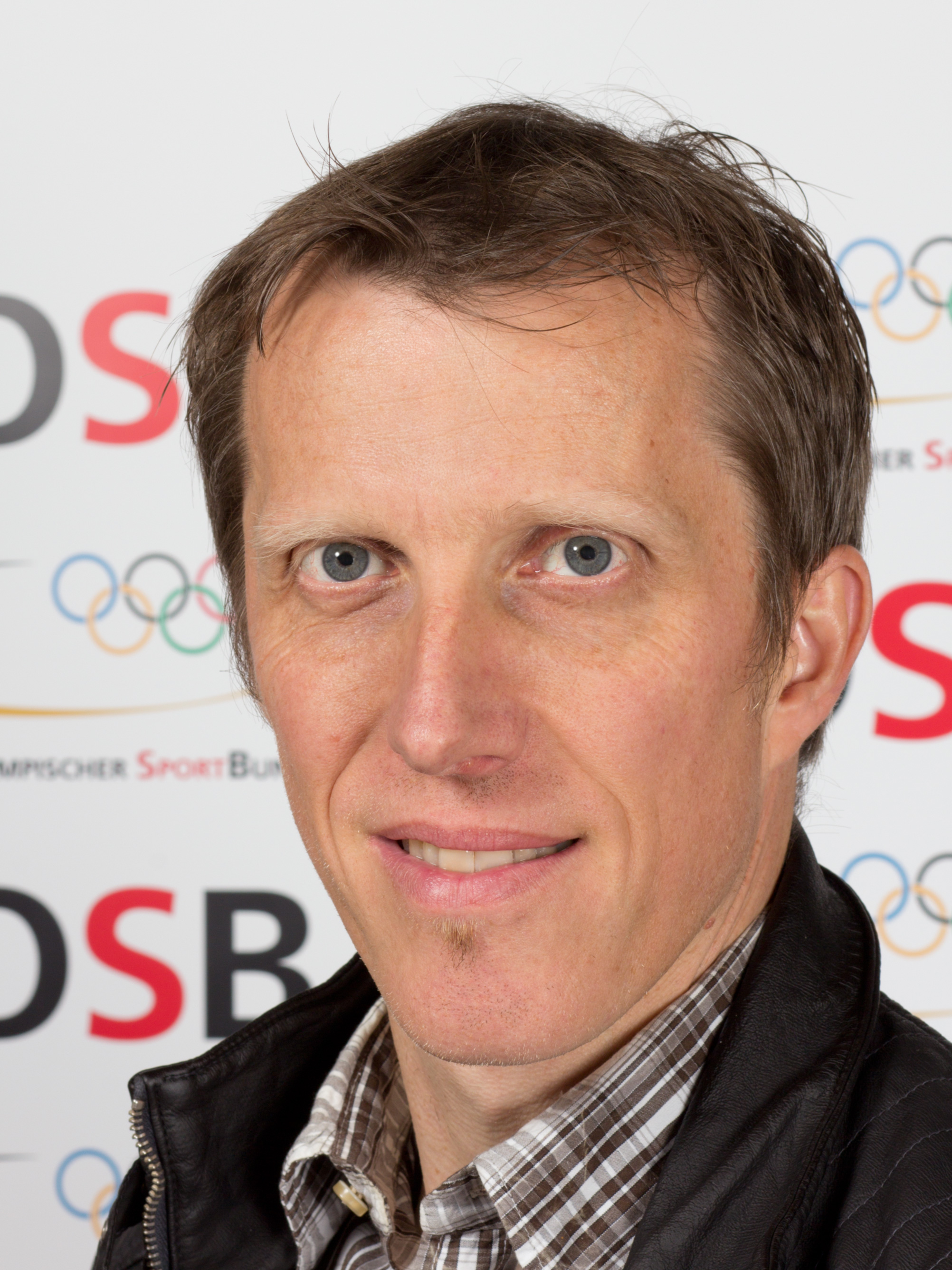
Jörg Roßkopf (* 1969)

- Rosskopf, Oliver (* 1981), österreichischer Schauspieler
- Roßkopf, Rudolf (1925–1994), deutscher Landwirt, Kaufmann und Politiker (CSU), MdL Bayern
- Roßkopf, Thomas (* 1966), deutscher Tischtennisspieler
- Roßkopf, Walter (* 1903), deutscher Kameramann
- Rosskotten, Heinrich (1886–1972), deutscher Architekt
- Rossky, Peter J. (* 1950), US-amerikanischer theoretischer Chemiker

### Rossl
- Roßlau, Arno (* 1948), deutscher Sanitätsoffizier
- Rössle, Ekkehard (* 1959), deutscher Jazzmusiker (Saxophon)
- Rössle, Herta (1906–1991), deutsche Malerin und Grafikerin
- Rößle, Karl Friedrich (1893–1957), deutscher Ökonom, Professor für Betriebswirtschaftslehre
- Rössle, Markus (* 1957), deutscher Fotograf
- Rössle, Robert (1876–1956), deutscher Pathologe
- Rößle, Stefan (* 1964), deutscher Politiker (CSU), Landrat des Landkreises Donau-Ries
- Rösslein, Thomas (* 1939), deutscher Jurist
- Rößler, Albert Franz von (1815–1879), deutscher Polizeidirektor und preußischer Amtmann
- Rößler, Alfred (1903–1989), deutscher Mathematiker und Hochschullehrer
- Rößler, Almut (1932–2015), deutsche Organistin und Kirchenmusikerin
- Rößler, André (* 1978), deutscher Schauspieler und Regisseur
- Rössler, Andrea, deutsche Romanistin
- Rößler, Armin (* 1972), deutscher Science-Fiction-Schriftsteller
- Rössler, Astrid (* 1959), österreichische Politikerin (GRÜNE), Landeshauptmann-Stellvertreterin
- Rössler, Beate (* 1958), deutsche Philosophin
- Rössler, Carl (* 1864), österreichischer Autor und Schauspieler
- Rößler, Constantin (1820–1896), deutscher Historiker, Publizist und Philosoph
- Rössler, Damian, französischer Mathematiker
- Rößler, Detlef (1942–2013), deutscher Klassischer Archäologe
- Rössler, Dietrich (1927–2021), deutscher Arzt und Theologe, Hochschullehrer
- Rössler, Eberhard (* 1929), deutscher Autor und Mathematiker
- Rössler, Elke (* 1969), deutsche Drehbuchautorin
- Rössler, Emil Franz (1815–1863), deutsch-böhmischer Rechtshistoriker, Bibliothekar und Hochschullehrer
- Rößler, Erich, deutscher Jurist und Landrat
- Rößler, Ernst Karl (1909–1980), deutscher Orgelsachverständiger
- Rössler, Franz-Georg (1949–2017), deutscher Komponist, Autor, bildender Künstler und Esperantist
- Rößler, Fritz (1912–1987), deutscher Politiker (NSDAP, DRP, SRP), MdB
- Rößler, Georg (1887–1952), deutscher Politiker, MdL
- Rößler, Gerhard (1926–2013), deutscher Schriftsteller
- Rössler, Günter (1926–2012), deutscher FotografGünter Rössler (1926–2012)

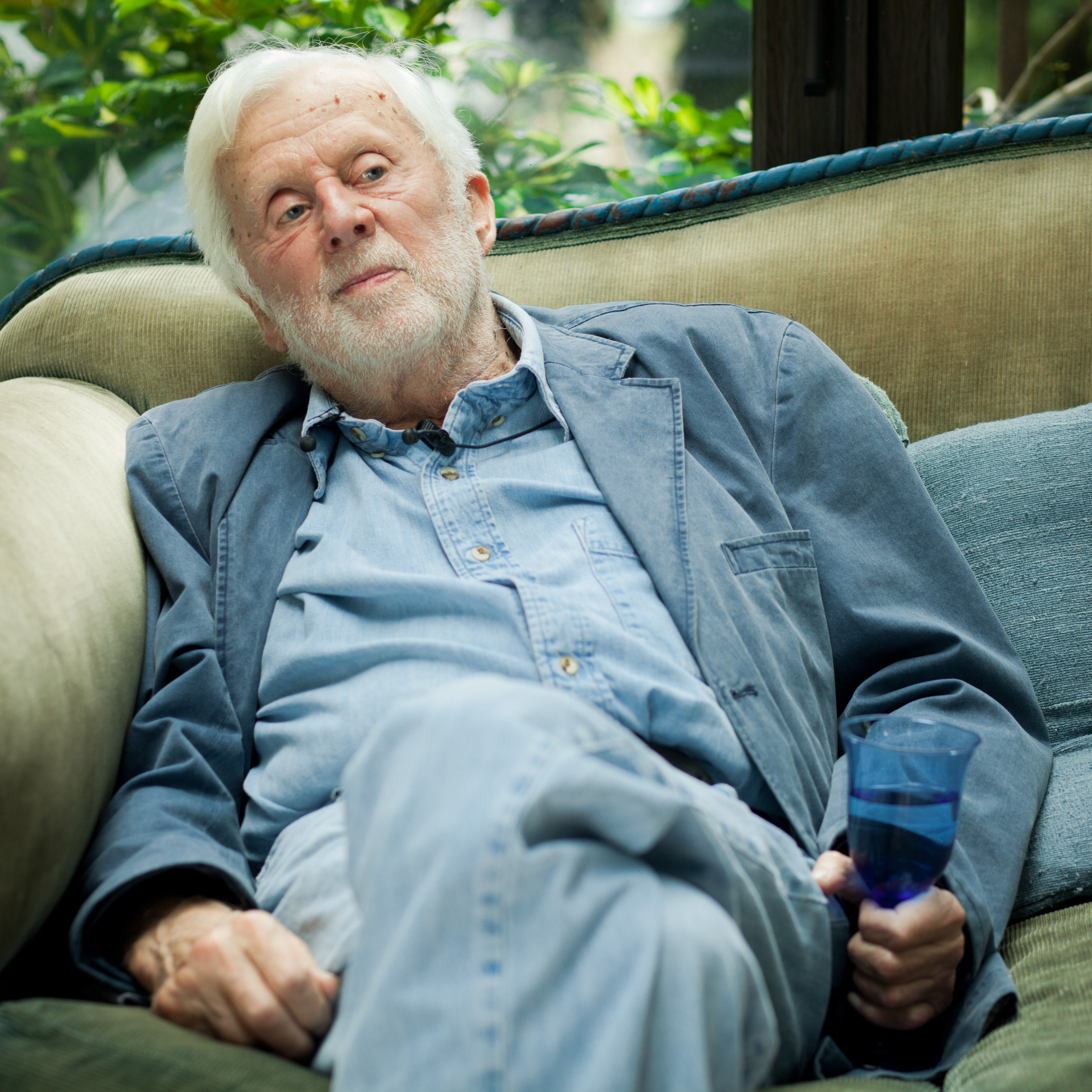
Günter Rössler (1926–2012)

- Roßler, Gustav (* 1952), deutscher Soziologe und Übersetzer
- Rößler, Hans (1935–2025), deutscher Lehrer, Heimatkundler und Kirchenhistoriker
- Rößler, Hektor (1779–1863), Münzrat Großherzogtum Hessen
- Rössler, Hektor (1806–1875), Landtagsabgeordneter Großherzogtum Hessen
- Rössler, Hellmuth (1910–1968), deutscher Historiker
- Rössler, Helmut (1922–2019), deutscher Orthopäde
- Rößler, Herbert (1911–1997), deutscher Kunsterzieher, Maler, Lyriker und Essayist
- Rößler, Horst (1925–2012), deutscher Lehrer, Kulturpolitiker, Heimatforscher, Natur- und Heimatfreund
- Rößler, Isabel, deutsche Musikerin (Bass)
- Rößler, Johann Carl (1775–1845), deutscher Porträtmaler
- Rößler, Johann Heinrich (1751–1832), Begründer der Schreinerfamilie Rößler
- Rößler, Johann Michael (1791–1849), Möbelschreiner in Untermünkheim
- Rößler, Johannes (1915–1995), deutscher Ökonom
- Rößler, Johannes Baptist (1850–1927), Bischof der Diözese St. Pölten
- Roßler, Joseph Franz von (1730–1808), sächsischer Generalmajor
- Rößler, Juliana, deutsche Kanutin und Behindertensportlerin, Goldmedaillengewinnerin bei Special Olympics Weltspielen
- Rößler, Karl (1788–1863), deutscher Mineraloge
- Rössler, Karl Adolf (1814–1885), deutscher Jurist, Beamter, Maler und Schmetterlingsforscher
- Rößler, Karl Josef (1878–1969), deutscher Eisenbahninspektor und Politiker (CDU), MdL Baden
- Rößler, Klaus (1939–2018), deutscher Maler und Grafiker
- Rößler, Ludwig von (1785–1835), nassauischer Verwaltungsbeamter
- Rößler, Ludwig von (1809–1884), nassauischer Abgeordneter
- Rössler, Ludwig von (1842–1910), deutscher Porträt- und Genremaler
- Rößler, Ludwig von (1877–1965), deutscher Ingenieur und Hochschullehrer
- Rößler, Martin (1934–2024), deutscher Kirchenmusiker, evangelischer Theologe, Musikdirektor und Hochschullehrer
- Rössler, Martin (* 1956), deutscher Ethnologe
- Rößler, Martin (* 1968), deutscher Jurist und politischer Beamter (CDU)
- Rößler, Matthias (* 1955), deutscher Politiker (CDU), MdL, sächsischer Staatsminister und LandtagspräsidentMatthias Rößler (* 1955)

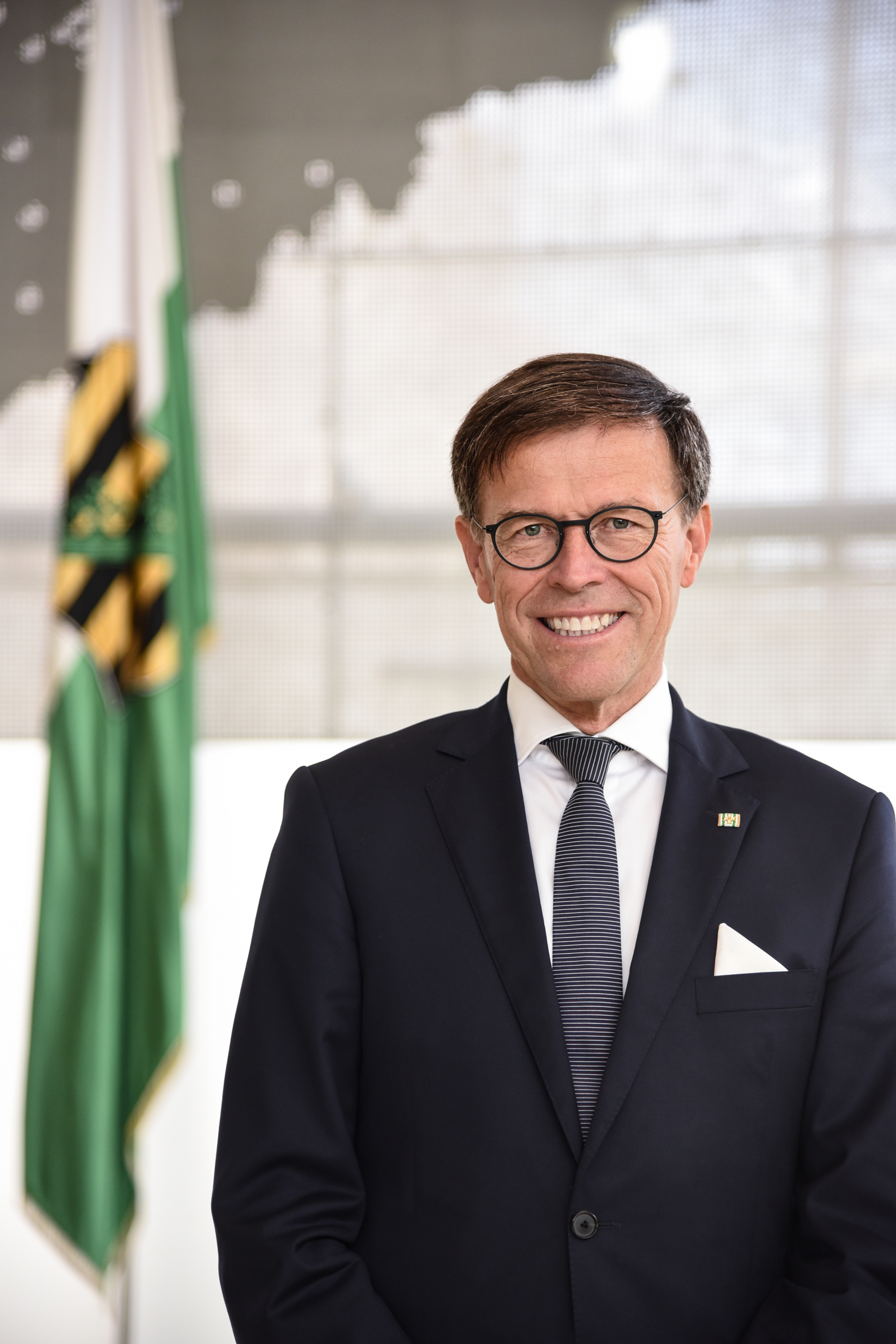
Matthias Rößler (* 1955)

- Rössler, Max (* 1940), Schweizer Investor und Mäzen
- Rössler, Mechtild (* 1959), deutsche Geographin
- Rossler, Noah (* 2003), luxemburgischer Fußballspieler
- Rössler, Otto (* 1894), österreichischer NSDAP-Kreisleiter
- Rössler, Otto (1904–1978), deutscher Politiker (BHE), MdL
- Rössler, Otto (1907–1991), österreichischer Semitist und Afrikanist
- Rössler, Otto E. (* 1940), deutscher Biochemiker und ChaosforscherOtto E. Rössler (* 1940)

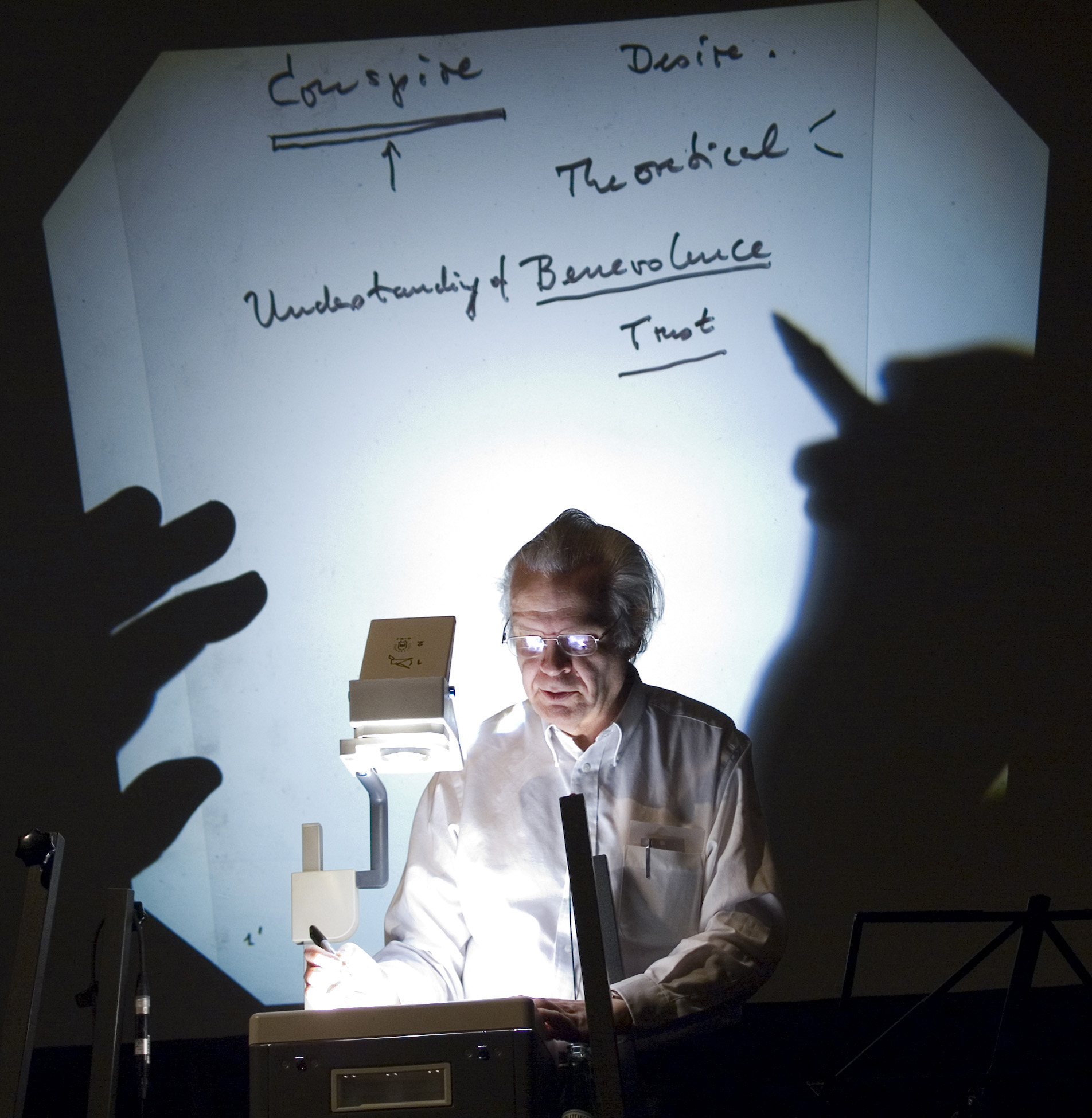
Otto E. Rössler (* 1940)

- Rössler, Patrick (* 1964), deutscher Kommunikationswissenschaftler und Hochschullehrer
- Rößler, Paul (1873–1957), deutscher Maler, Restaurator und Hochschullehrer
- Rössler, Paul (* 1968), österreichischer Germanist
- Rößler, Peter (1912–1993), deutscher Jurist
- Rößler, Philipp Ludwig (1743–1803), nassauischer Hofgerichtsrat
- Rößler, Ralf (* 1953), deutscher Chemiker, Zahnarzt und Hochschullehrer
- Rössler, Richard (1880–1962), deutscher Komponist
- Rößler, Richard (1881–1969), deutscher Schwimmer
- Rössler, Richard (1897–1945), österreichischer Arzt und Pharmakologe
- Rößler, Robert (1838–1883), deutscher Schriftsteller
- Rößler, Ronny (* 1965), deutscher Paläontologe und Paläobotaniker
- Rössler, Rudolf (1864–1934), österreichischer Genremaler
- Rößler, Rudolf (1897–1958), deutscher Theaterkritiker, Verleger
- Rössler, Stephan (1842–1923), österreichischer katholischer Geistlicher und Abt von Zwettl
- Rößler, Ulrich (* 1939), deutscher Festkörperphysiker
- Rößler, Ulrike (* 1977), deutsche Schachspielerin
- Rößler, Walter (1871–1929), Konsul
- Rössler, Walter Eduard Ferdinand (1904–1996), deutscher Bildhauer
- Rößler, Wilhelm, deutscher Fußballspieler
- Rössler, Wilhelm (1909–1995), österreichischer Paläobotaniker
- Rößler, Willi (1924–2007), deutscher Fechter
- Rößler, Willy (1884–1959), deutscher Gewerkschafter und Widerstandskämpfer
- Rössler, Wulf (* 1947), deutscher Psychiater
- Rößler-Köhler, Ursula (1947–2019), deutsche Ägyptologin
- Roßley, Karin (* 1957), deutsche Leichtathletin
- Rösslhumer, Maria (* 1960), österreichische Politwissenschafterin und Frauenrechtlerin
- Rösslin, Eucharius der Ältere (1470–1526), deutscher Arzt
- Rösslin, Eucharius der Jüngere († 1547), deutscher Arzt
- Rößling, Eugen (1917–1965), deutscher Fußballspieler
- Rößling, Fritz (1927–2011), deutscher Fußballspieler und -trainer
- Rössling, Hans (1927–2013), deutscher Opernsänger (Bass)

### Rossm
- Rossman, Douglas A. (1936–2015), US-amerikanischer Herpetologe
- Rossman, Mike (* 1955), US-amerikanischer Boxer und Weltmeister der WBA im Halbschwergewicht
- Rossmanit, Hans (1907–2000), deutscher Maler und Grafiker
- Roßmanith, Alois (1909–1957), österreichischer Arbeiterdichter
- Rossmanith, Florian (* 1978), deutscher Medienkünstler
- Rossmanith, Gabriele (* 1956), deutsche Opernsängerin (Sopran)
- Rossmanith, Kurt (* 1944), deutscher Politiker (CSU), MdB
- Rossmanith, Peter (* 1965), tschechisch-deutscher Informatiker
- Roßmanith, Richard (* 1955), deutscher GeneralRichard Roßmanith (* 1955)

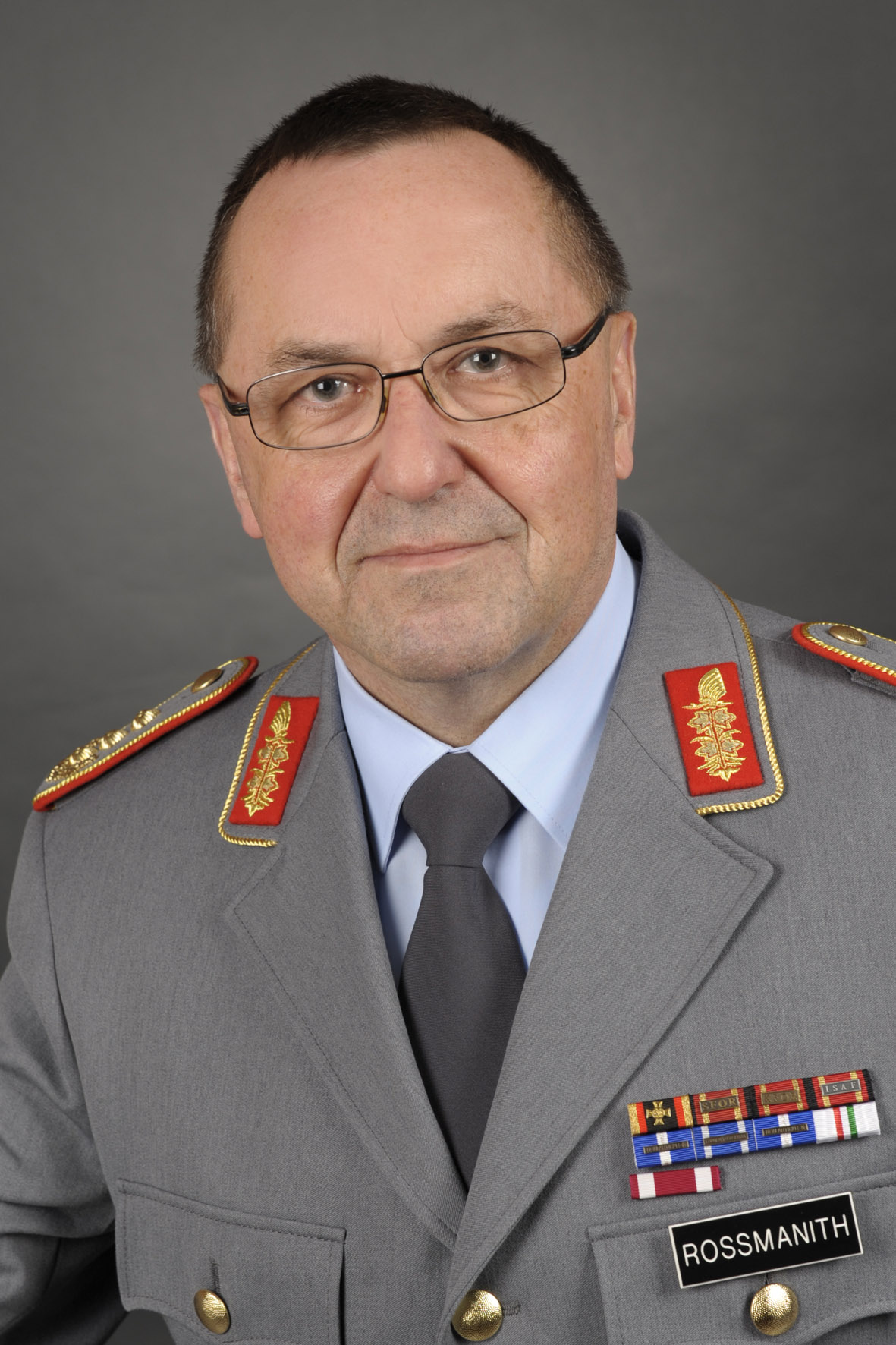
Richard Roßmanith (* 1955)

- Rossmann, Alexandre (1897–1991), deutsch-französischer Journalist
- Rossmann, Andreas (* 1952), deutscher Journalist
- Roßmann, Bernd, deutscher Rennrodler und Rennrodel- und Bobsportfunktionär
- Roßmann, Bernhard (1873–1960), deutscher Lehrer, Senator und Politiker (SPD)
- Rossmann, Bruno (* 1952), österreichischer Ökonom und Politiker der Grünen
- Rossmann, Constanze (* 1974), deutsche Kommunikationswissenschaftlerin und Hochschullehrerin
- Rossmann, Daniel (* 1991), österreichischer Fußballspieler
- Roßmann, Dirk (* 1946), deutscher Unternehmer, DrogistDirk Roßmann (* 1946)

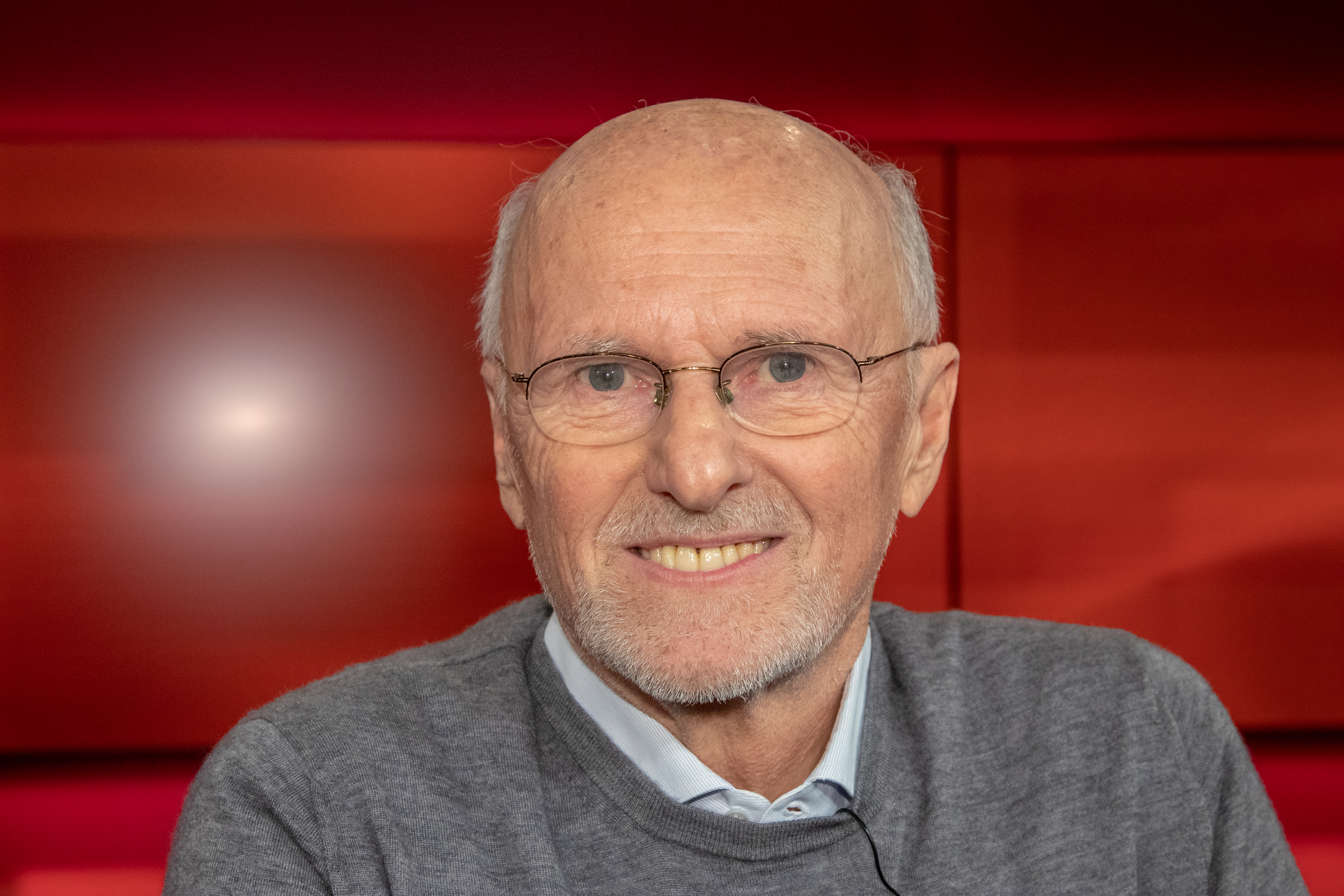
Dirk Roßmann (* 1946)

- Roßmann, Edmund (1918–2005), deutscher Leutnant, Fliegerass der Luftwaffe der Wehrmacht
- Roßmann, Erich (1884–1953), deutscher Politiker (SPD), MdR
- Rossmann, Erich (1925–2010), deutscher Architekt
- Rossmann, Ernst Dieter (* 1951), deutscher Politiker (SPD), MdL, MdB
- Rossmann, Eva (* 1962), österreichische Schriftstellerin, Journalistin, Feministin, Verfassungsjuristin, Köchin
- Roßmann, Fritz (1898–1961), deutscher Physiker, Meteorologe und Hochschullehrer
- Roßmann, Gerhard (* 1951), deutscher Künstler und Medienarbeiter
- Rossmann, Hans (1868–1915), deutscher Maler, Grafiker und Illustrator
- Rossmann, Heinrich (1777–1852), Landtagsabgeordneter Großherzogtum Hessen
- Rossmann, Helmut (* 1954), deutscher Kinderdarsteller
- Rossmann, Hugo (1937–2005), deutscher Unternehmer
- Roßmann, Josef (1901–1954), deutscher Politiker (BP), MdL Bayern
- Roßmann, Jürgen (* 1954), deutscher Mathematiker und Hochschullehrer
- Rossmann, Kurt (1909–1980), deutscher Philosoph und Hochschullehrer
- Rossmann, Lothar (1909–1966), deutscher Verwaltungsjurist
- Rossmann, Mares (* 1953), österreichische Politikerin (FPÖ, BZÖ, FPK), Landtagsabgeordnete, Abgeordnete zum Nationalrat
- Rossmann, Max (1889–1961), deutscher Landschafts- und Architekturmaler
- Rossmann, Max Georg (1861–1926), deutscher Maler, Bildhauer und Kunstgewerbler
- Rossmann, Maximilian (* 1995), deutscher Fußballspieler
- Rossmann, Michael (1930–2019), deutsch-US-amerikanischer Biologe
- Roßmann, Peter Maria (1888–1957), deutscher Bürgermeister und Landrat
- Roßmann, Raoul (* 1985), deutscher Unternehmer und Geschäftsführer einer Drogeriemarktkette
- Rossmann, Richard (* 1971), österreichischer Dokumentarfilmer
- Rossmann, Siegfried (1917–1975), deutscher Richter und Kirchenjurist in Mecklenburg
- Rossmann, Thomas (* 1983), österreichischer Leistungssportler
- Rossmann, Tim (* 2003), deutscher Fußballspieler
- Rossmann, Torsten (* 1963), deutscher Journalist und Medienmanager
- Rossmann, Torsten (* 1966), deutscher Geowissenschaftler
- Roßmann, Werner (* 1948), österreichischer Politiker (ÖVP), Salzburger Landtagsabgeordneter
- Roßmann, Wilhelm (1832–1885), deutscher evangelischer Theologe, Kunsthistoriker, Prinzenerzieher sowie Autor von historischen Betrachtungen, Bühnenstücken und Reiseberichten
- Roßmann, Witich (* 1951), deutscher Gewerkschafter
- Roßmann, Wolfgang (* 1938), deutscher Richter und Kommunalpolitiker
- Roßmäßler, Emil Adolf (1806–1867), deutscher Naturforscher und Volksschriftsteller
- Roßmäßler, Franz A., deutscher Chemiker und Autor
- Roßmäßler, Friedrich († 1858), deutscher Kupferstecher und Zeichner
- Rossmäßler, Johann Adolf (1770–1821), deutscher Kupferstecher und Zeichner
- Rossmäßler, Johann August (1752–1783), deutscher Zeichner und Kupferstecher
- Roßmeier, Armin (* 1949), deutscher Fernsehkoch, Medienkoch, Autor von Kochbüchern, IHK-PrüfungsvorsitzenderArmin Roßmeier (* 1949)

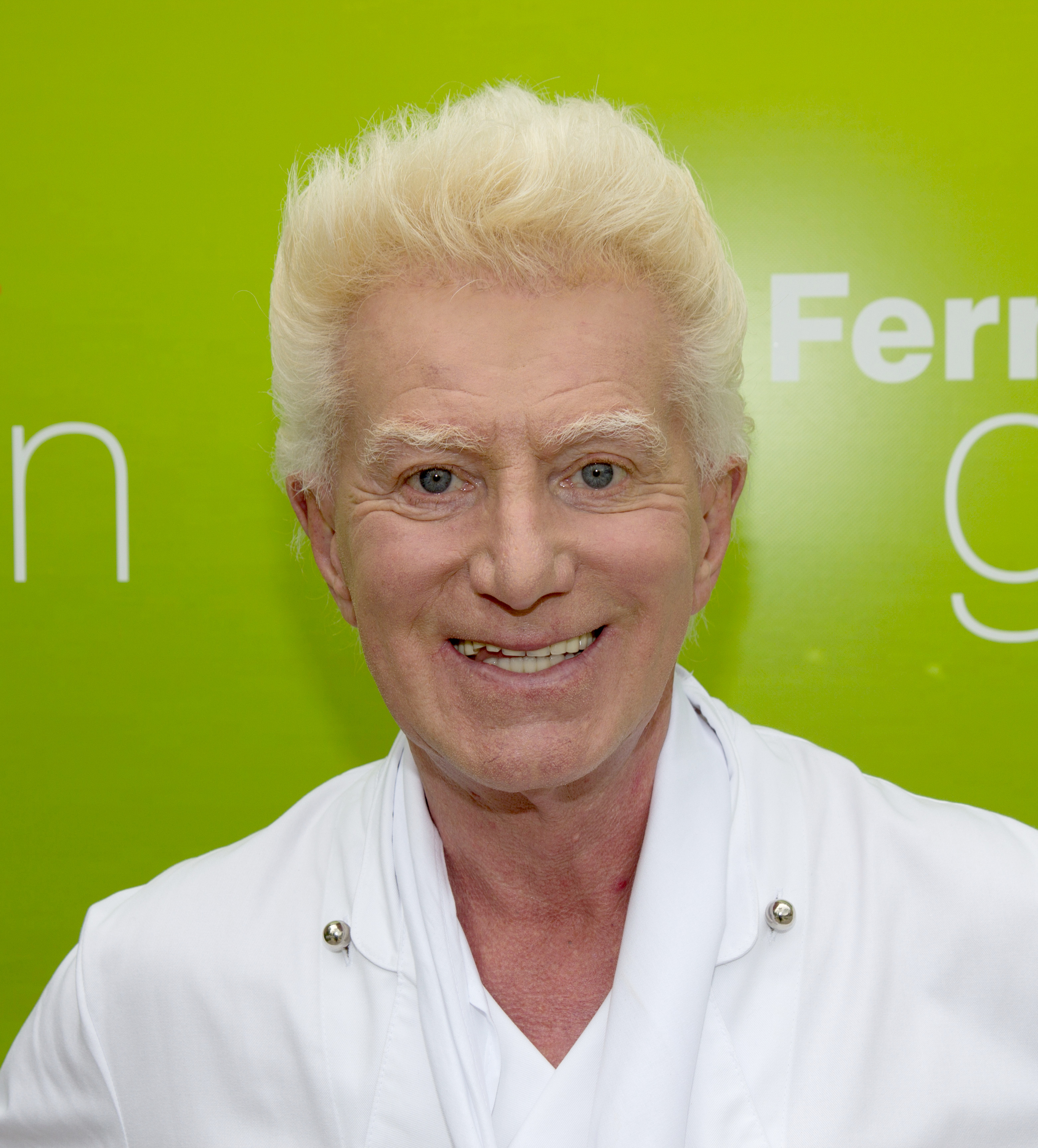
Armin Roßmeier (* 1949)

- Rossmeisl, Roger (1927–1979), deutscher Gitarrenbauer
- Rossmeisl, Rudolf (1923–1986), deutscher Diplomat und Botschafter
- Rossmeisl, Wenzel (1902–1975), deutscher Gitarrenbauer
- Rossmeissl, Dieter (* 1948), deutscher Kultur- und Bildungspolitiker (SPD)
- Rossmeissl, Ernst (1934–2012), deutscher Autor und Politiker (SPD)
- Rossmeissl, Rudolf (* 1947), deutscher Mykologe und Autor
- Roßmüller, Sascha (* 1972), deutscher Politiker (NPD)Sascha Roßmüller (* 1972)

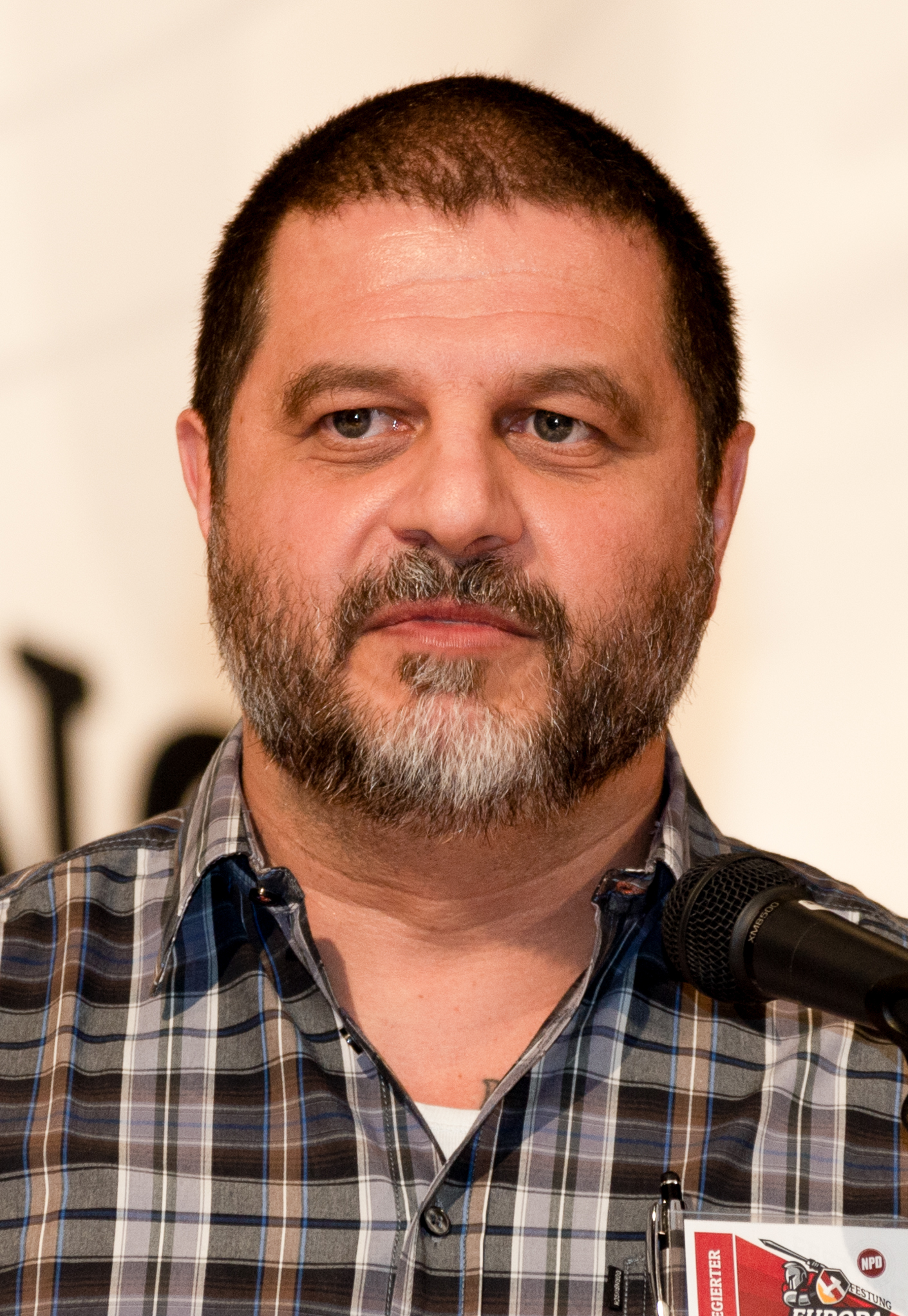
Sascha Roßmüller (* 1972)

- Roßmy, Bennet (* 2003), deutscher Eishockeyspieler
- Rossmy, Tilman (* 1958), deutscher Songwriter, Folk- und Country-Liedermacher

### Rossn
- Roßnagel, Alexander (* 1950), deutscher Rechtswissenschaftler
- Rossnegger, Elmer (* 1965), österreichischer Fernsehmoderator
- Rössner, Adam (1867–1942), deutscher katholischer Widerstandskämpfer gegen den Nationalsozialismus
- Rößner, Alf (* 1966), deutscher Bauingenieur, Direktor des Stadtmuseums Weimar
- Roßner, Alfred (1906–1943), deutscher Unternehmer und Gerechter unter den Völkern
- Rössner, Bernhard (* 1946), deutsches Mitglied der Rote Armee Fraktion
- Rössner, Dieter (1945–2025), deutscher Rechtswissenschaftler und Kriminologe
- Rossner, Ferdinand (1900–1987), deutscher Biologe, NS-Rassenbiologe, Autor, Hochschullehrer und Gymnasiallehrer
- Roßner, Frank (* 1960), deutscher Politiker (SPD)
- Rößner, Fred (1911–2005), österreichischer Sportler, Trainer und Sportpionier
- Rössner, Georg Walter (1885–1972), deutscher Maler und Graphiker
- Roßner, Hanna (1943–2012), deutsche Mundartsprecherin und -autorin
- Rößner, Hans (1910–1997), deutscher Germanist, SS-Obersturmbannführer, später Lektor und Verlagsleiter
- Rößner, Johann Wolfgang (1841–1911), deutscher Bildhauer
- Rößner, Julia (* 1996), deutsche Fußballspielerin
- Roßner, Kurt (1916–1984), deutscher Politiker (SED) und Oberbürgermeister von Halle an der Saale
- Rößner, Manfred (* 1929), deutscher Fußballtorwart (DDR)
- Roßner, Manfred (1941–2008), deutscher Fußballschiedsrichter
- Rössner, Michael (* 1953), österreichischer Romanist
- Rossner, Petra (* 1966), deutsche RadsportlerinPetra Rossner (* 1966)

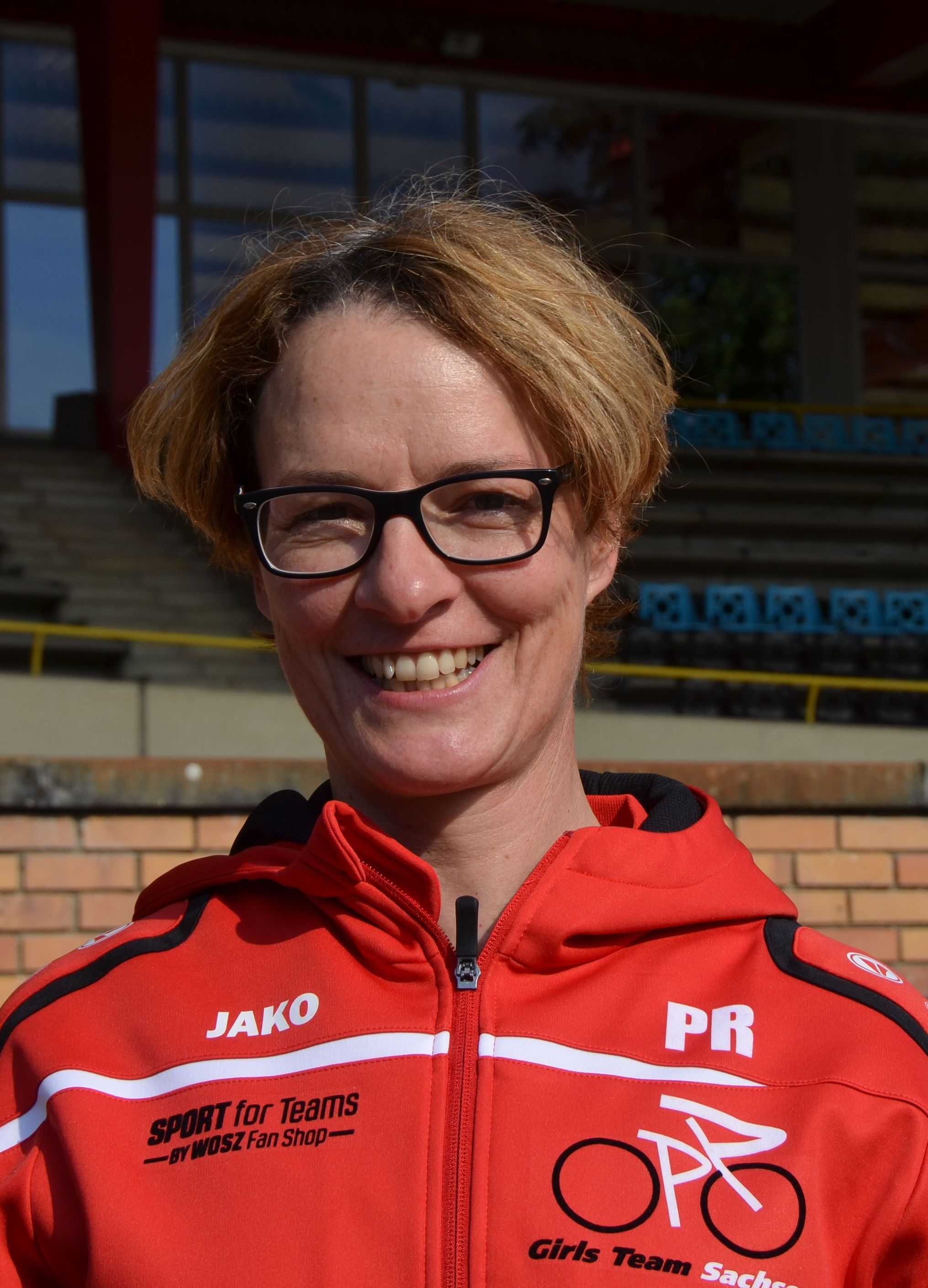
Petra Rossner (* 1966)

- Rössner, Rudolf (1920–1980), österreichischer Bühnen-, Film und Fernsehschauspieler
- Rossner, Siegfried (1914–1996), deutscher Fechter, deutscher Meister und Olympiateilnehmer
- Rößner, Tabea (* 1966), deutsche Politikerin (Bündnis 90/Die Grünen), MdBTabea Rößner (* 1966)

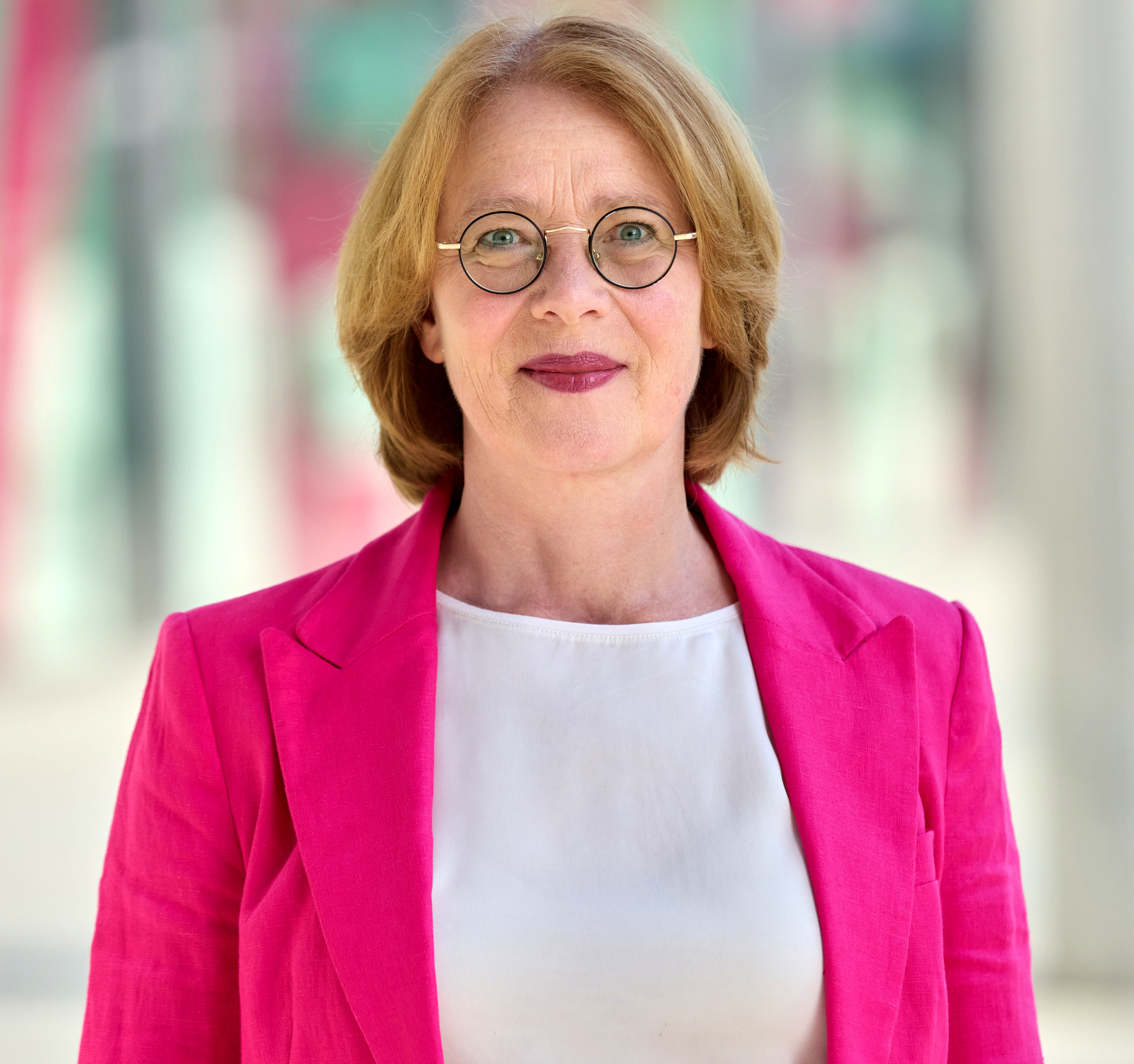
Tabea Rößner (* 1966)

- Rößner, Veit (* 1973), deutscher Kinder- und Jugendpsychiater, Hochschullehrer und Klinikdirektor
- Rößner, Wolfgang (1914–2001), deutscher Getriebetechniker, Ingenieur und Hochschullehrer

### Rosso
- Rosso Fiorentino (1495–1540), italienischer Maler des Manierismus
- Rosso, Alexander (* 1993), uruguayischer Fußballspieler
- Rosso, Camilla (* 1994), britische Schauspielerin
- Rosso, Claudio (* 1978), schweiz-italienischer orthopädischer Chirurg und Sportmediziner
- Rosso, Medardo (1858–1928), italienisch-französischer Bildhauer
- Rosso, Nini (1926–1994), italienischer Jazz- und Unterhaltungsmusiker (Trompete, Komposition)
- Rosso, Patrick (* 1969), französischer Judoka
- Rosso, Rebecca (* 1994), britische Schauspielerin
- Rosso, Renzo (* 1955), italienischer Modehersteller
- Rosso, Salvatore (* 1920), italienischer Filmregisseur
- Rosso, Zanobi del (1724–1798), italienischer Architekt und Dichter
- Rossochin, Ilarion Kalinowitsch († 1761), russischer Sinologe und Mandschurist, Übersetzer der Russischen Akademie der Wissenschaften
- Rossochowatskyj, Ihor (1929–2015), ukrainischer Science-Fiction-Autor
- Rossolatos, Sevastianos (* 1944), griechischer Geistlicher, römisch-katholischer Erzbischof von Athen und Apostolischer Administrator von Rhodos
- Rossolimo, Leonid Leonidowitsch (1894–1977), russischer Geograph, Hydrobiologe und Limnologe
- Rossolimo, Nicolas (1910–1975), französisch-amerikanischer Schachspieler
- Rossolimo, Olga Leonidowna (1928–2015), russische Mammalogin und Museumsdirektorin
- Rossoliński-Liebe, Grzegorz (* 1979), polnisch-deutscher HistorikerGrzegorz Rossoliński-Liebe (* 1979)

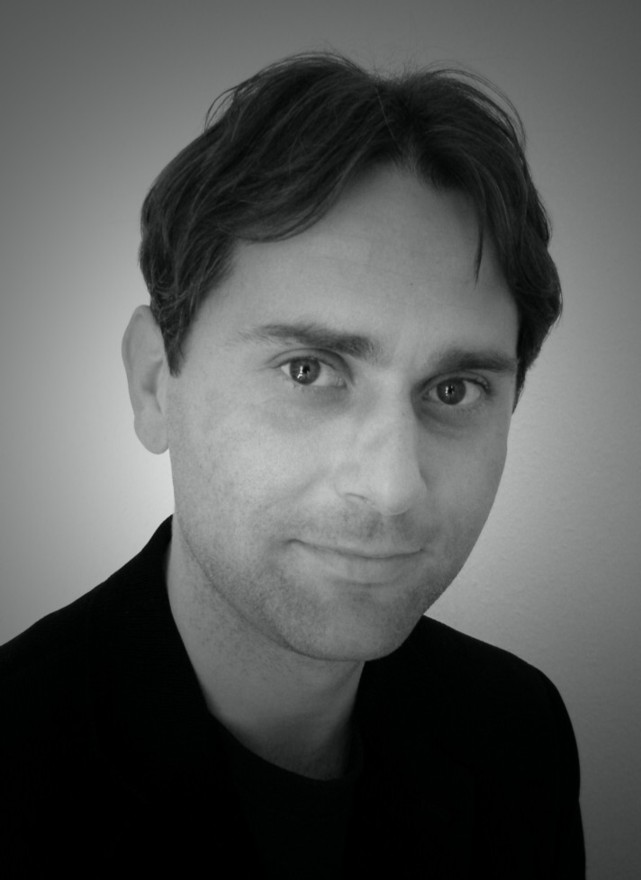
Grzegorz Rossoliński-Liebe (* 1979)

- Rossom, Sam Van (* 1986), belgischer Basketballspieler
- Rossomando, Anthony (* 1976), US-amerikanischer Gitarrist und Songwriter
- Rosson, Harold (1895–1988), US-amerikanischer Kameramann
- Rosson, William B. (1918–2004), US-amerikanischer Offizier, General der US-Army
- Rossoni, Edmondo (1884–1965), italienischer Gewerkschafter, Journalist und Politiker
- Rossori, Mario (* 1959), österreichischer Musik-Unternehmer
- Rossotto, Andrea V., US-amerikanischer Kameramann
- Rossouw, Johan (* 1965), südafrikanischer Sprinter
- Rossovich, Rick (* 1957), US-amerikanischer SchauspielerRick Rossovich (* 1957)

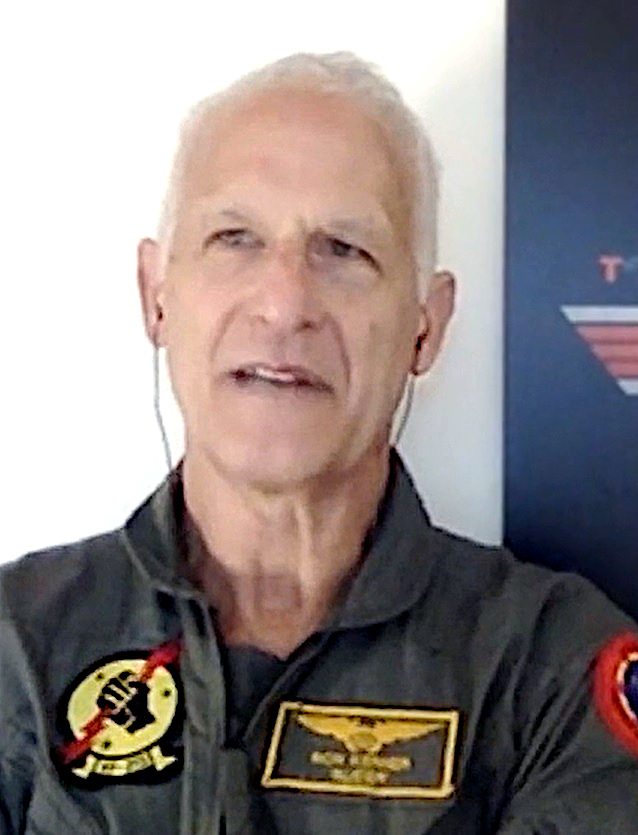
Rick Rossovich (* 1957)

- Rossow, Albert (1857–1943), deutscher Komponist und Dirigent
- Rossow, Carolin (* 1994), Sängerin, Musicaldarstellerin und Schauspielerin
- Rossow, Ernst (1906–1974), deutscher Maschinenbauingenieur und Hochschullehrer
- Rossow, Günter (1913–1992), deutscher Bildhauer
- Rossow, Otto (* 1868), US-amerikanischer Genre- und Porträtmaler
- Rossow, Walter (1910–1992), deutscher Landschaftsarchitekt

### Rosst
- Rosstalnyj, Jurij (* 1960), ukrainischer Film- und Theaterschauspieler
- Roßteuscher, Ernst August (1849–1914), deutscher Architekt und Baubeamter
- Roßteutscher, Sigrid (* 1966), deutsche Soziologin
- Roßteutscher, Wolfram (* 1939), deutscher Fußballspieler

### Rossu
- Rossum du Chattel, Fredericus van (1856–1917), niederländischer Landschaftsmaler und Radierer der Haager Schule
- Rossum du Chattel, Jan Hendrik van (1820–1878), niederländischer Zeichner und Genremaler der Haager Schule
- Rossum, Allen (* 1975), US-amerikanischer American-Football-Spieler
- Rossum, Bernard van (* 1980), niederländischer Jazzmusiker (Saxophon, Komposition) und Bigband-Leader
- Rossum, Emmy (* 1986), US-amerikanische Sängerin und SchauspielerinEmmy Rossum (* 1986)

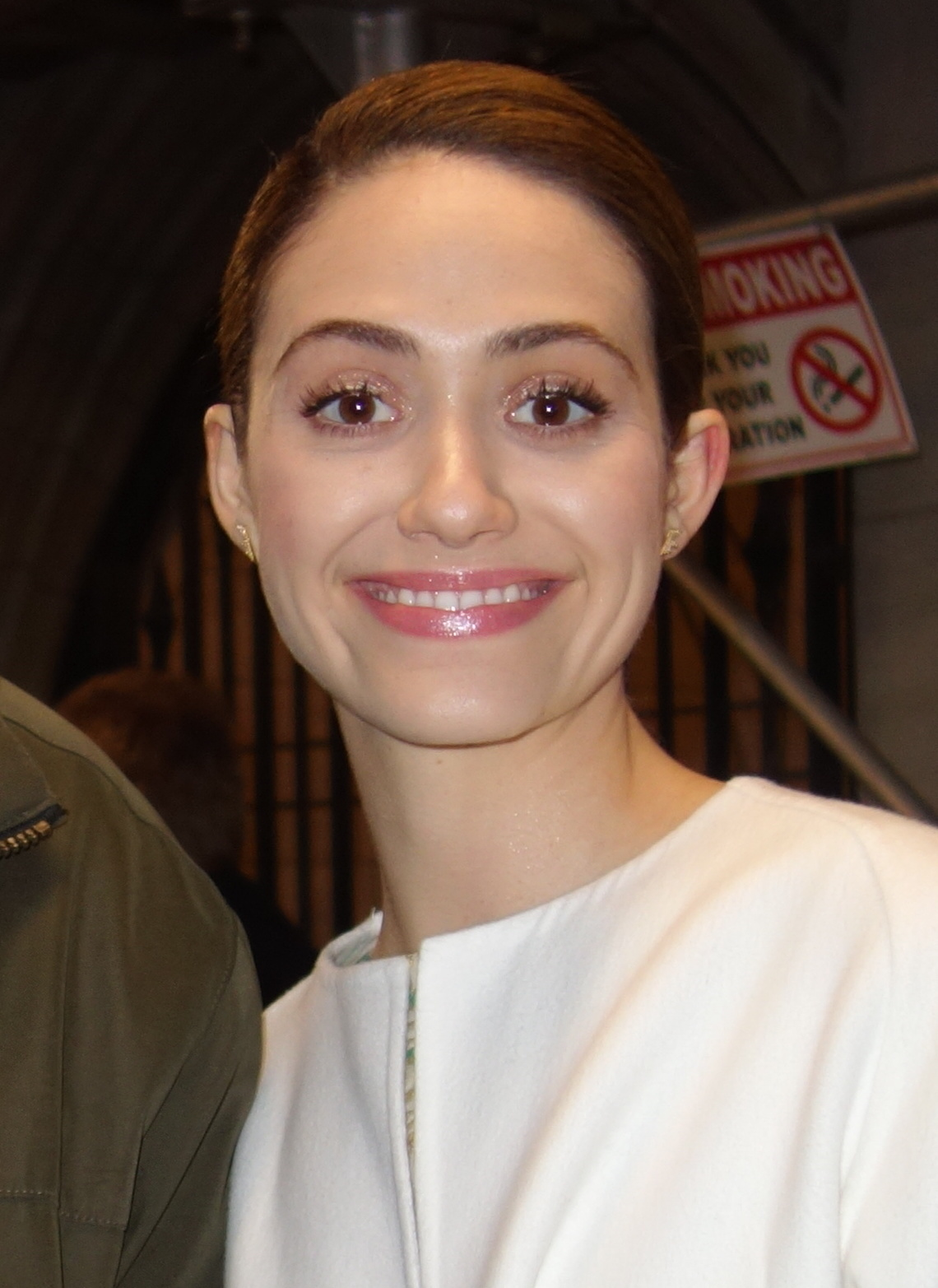
Emmy Rossum (* 1986)

- Rossum, Erik van (* 1963), niederländischer Fußballspieler
- Rossum, Guido van (* 1956), niederländischer Softwareentwickler
- Rossum, Hans van (* 1949), niederländischer Orgel- und Cembalobauer
- Rossum, Johannes van (1809–1873), niederländischer Bibliothekar, Sekretär und Lebensgefährte
- Rossum, Just van (* 1966), niederländischer Typograf
- Rossum, Maarten van († 1555), gelderländischer Heerführer
- Rossum, Theodora van (1923–2019), deutsche Diplomatin
- Rossum, Walter van (* 1954), deutscher Autor, Hörfunkmoderator und Investigativjournalist
- Rossum, Wilhelmus Marinus van (1854–1932), niederländischer Geistlicher, Kardinal der römisch-katholischen Kirche

### Rossw
- Rosswess, Michael (* 1965), britischer Leichtathlet
- Rosswog, Martin (* 1950), deutscher Fotograf

### Rossy
- Rossy, Jorge (* 1964), spanischer Jazz-Schlagzeuger und Pianist
- Rossy, Mario (* 1962), spanischer Jazzmusiker (Kontrabass, Komposition)
- Rossy, Mercedes (1961–1995), spanische Jazzmusikerin (Piano, Komposition)
- Rossy, Yves (* 1959), Schweizer Pilot und Erfinder